# الفتح الإسلامي لمصر
الفَتْحُ الإسْلَامِيُّ لِمِصْر، وفي بعض المصادر ذات الصبغة القوميَّة خُصُوصًا يُعرفُ هذا الحدث باسم الفَتْحُ العَرَبِيُّ لِمِصْر، هو سِلسلةٌ من الحملات والمعارك العسكريَّة التي خاضها المُسلمون تحت راية دولة الخِلافة الراشدة ضدَّ الإمبراطوريَّة البيزنطيَّة بين عامي 640م و642م، وانتُزعت على إثرها ولاية مصر الروميَّة من يد الروم ودخلت في دولة الإسلام، بعد عِقدٍ من عودتها لِلإمبراطوريَّة البيزنطيَّة، إذ كان الفُرس الساسانيّون قد انتزعوها من الأخيرة لِفترةٍ وجيزة.
شكَّل فتحُ مصر امتدادًا لِفتح الشَّام، وقد وقع بعد تخليص فلسطين من يد الروم، وقد اقترحهُ الصحابيّ عمرو بن العاص على الخليفة عُمر بن الخطَّاب بِهدف تأمين الفُتوحات وحماية ظهر المُسلمين من هجمات الروم الذين انسحبوا من الشَّام إلى مصر وتمركزوا فيها. ولكنَّ عُمر كان يخشى على الجُيوش الإسلاميَّة من الدخول لِأفريقيا ووصفها بأنَّها مُفرِّقة، فرفض في البداية، لكنَّهُ ما لبث أن وافق، وأرسل لِعمرو بن العاص الإمدادات، فتوجَّه الأخير بجيشه صوب مصر عبر الطريق الذي سلكه قبله قمبيز والإسكندر، مُجتازًا سيناء مارًا بِالعريش والفرما. ثُمَّ توجَّه إلى بلبيس فحصن بابليون الذي كان أقوى حُصون مصر الروميَّة، وما أن سقط حتَّى تهاوت باقي الحُصون في الدلتا والصعيد أمام الجُيوش الإسلاميَّة. وقد تمَّ لعمرو بن العاص الاستيلاء على مصر بسقوط الإسكندريَّة في يده سنة 21هـ المُوافقة لِسنة 642م. وعقد مع الروم مُعاهدة انسحبوا على إثرها من البلاد وانتهى العهد البيزنطي في مصر، وإلى حدٍ أبعد العهد الروماني، وبدأ العهد الإسلامي بِعصر الوُلاة؛ وكان عمرو بن العاص أوَّل الولاة المُسلمين.
تختلف الروايات الإسلاميَّة والقبطيَّة في سرد حوادث الفتح، لكنَّها تجمع على أنَّ الروم استعبدوا المصريين أثناء حُكمهم وجعلوا مصر ضيعة للإمبراطور البيزنطي ومن قبله الروماني، وعُرفت بمخزن غلال روما. وكان اختلاف عقيدة المصريين عن عقيدة الروم سببًا في اضطهادهم من قِبَل الإمبراطوريَّة، فقد اتخذ البيزنطيّون المذهب الخلقدوني الذي ينص على اتحاد الطبيعتين، الإلهيَّة والبشريَّة، في شخص المسيح، اتحادًا غير قابل للانفصام، مذهبًا رسميًّا للإمبراطوريَّة دون غيره، بينما كان المصريّون يأخذون بالمذهب اللاخلقدوني المونوفيزيتي (اليعقوبي)، وقد حاول الروم فرض مذهبهم على جميع الرعايا، فنفر منهم المسيحيّين اليعاقبة، وفضَّلوا الهيمنة الإسلاميَّة كونها تضمن لهم حُريَّة المُعتقد. إعتنقت الغالبيَّة العُظمى من المصريين الإسلام بعد تمام الفتح، وبقي قسمٌ منهم على المسيحيَّة، واستمرَّ هؤلاء يُعرفون بالقِبط أو الأقباط، ومع مُرور الزمن استعرب المصريّون وأصبحت اللُغة العربيَّة لُغتهم الأُم، واقتصرت اللُغة القبطيَّة على الطُقوس والتراتيل الكنسيَّة. وقد قُدِّر لِمصر أن تحتلَّ مركزًا بارزًا ورائدًا في ظل العُهود الإسلاميَّة اللاحقة، فأصبحت مركزًا أساسيًّا من مراكز الإسلام في العالم، كما تزعَّمت حركة القوميَّة العربيَّة في أواسط القرن العشرين الميلاديّ.

## نُبوءة فتح مصر في المُعتقد الإسلامي
يُؤمن المُسلمون بأنَّ الرسول مُحمَّد تنبأ وبشَّر بِفتح مصر قبل حُصول هذا الأمر بِسنواتٍ عديدةٍ، ووردت في ذلك عدَّة أحاديث، ومن ذلك حديثٌ رواه الإمام مُسلم بن الحجَّاج في صحيحه عن جابر بن سمُرة عن نافع بن عُتبة عن الرسول أنَّهُ قال: «تَغْزُونَ جَزِيرَةَ الْعَرَبِ فَيَفْتَحُهَا اللهُ، ثُمَّ فَارِسَ فَيَفْتَحُهَا اللهُ، ثُمَّ تَغْزُونَ الرُّومَ فَيَفْتَحُهَا اللهُ، ثُمَّ تَغْزُونَ الدَّجَّالَ فَيَفْتَحُهُ اللهُ»، ومن المعروف أنَّ مصر كانت جُزءًا من بلاد الروم. وكذلك فقد أخبر الرسول بفتح مصر تحديدًا، ودعا إلى الإحسان إلى أهلها إكرامًا لهاجر أُم النبي إسماعيل وزوجة النبيّ إبراهيم، فقد كانت من أرض مصر، كما أخبر بدخول أهلها في الإسلام واشتراكهم مع إخوانهم في التمكين له. فقد ورد عن عن أبي ذرٍّ الغفَّاريّ أنَّهُ قال: «قَالَ رَسُولُ اللهِ ﷺ: إِنَّكُم سَتَفْتَحُونَ مِصْرَ، وَهِيَ أَرْضٌ يَسمَّى فِيْهَا القِيْرَاط، فَإِذَا فَتَحْتُمُوهَا، فَأَحْسِنُوا إِلَى أَهْلِهَا؛ فَإِنَّ لَهُم ذِمَّةٌ وَرَحِمًا، فَإِذَا رَأَيْتَ رَجُلَيْنِ يَخْتَصِمَانِ فِيْهَا فِي مَوْضِعَ لَبْنَة، فاخرُج مِنْهَا». قال: «فَرَأَيْتُ عَبْدُ الرَّحمٰنِ بنُ شُرحَبِيل بنُ حَسَنَة وَأَخَاهُ رَبِيْعَة، يَخْتَصِمَانِ فِي مَوضِعَ لَبَنَة، فَخَرَجْتُ مِنْهَا». وفي روايةِ لابن حبَّان أنَّ الرسول قال عن أهل مصر: «فَاسْتَوْصُوا بِهِم خَيْرًا، فَإنَّهُم قُوَّةٌ لَكُم، وَبَلَاغٌ إِلَى عَدُوِّكُم بِإِذْنِ الله». وفي روايةٍ أُخرى عن عبد الملك بن مسلمة عن الليث وابن لهيعة بأنَّ الرسول مُحمَّد قال عندما حضرته الوفاة: «الله الله فِي قِبْطِ مِصْرَ فَإِنَّكُمُ سَتَظْهَرُوْنَ عَلَيْهِم وَيَكُونُونَ لَكُمُ عِدَّة وَأَعْوَانًا فِي سَبِيْلِ اللهِ».

## العلاقات العربيَّة المصريَّة قبل الفُتوح

خريطة توضح مسار قناة سيزوستريس بين نهر النيل والبحر الأحمر، وهي إحدى القنوات التي استعملها المصريّون القُدماء للاتجار مع العرب في الحجاز واليمن.

عرف العرب مصر مُنذُ حقبٍ بعيدة، وذلك بِفضل ما كان بينها وبين شبه الجزيرة العربيَّة من صَلاتٍ أبرزُها الصلة التجاريَّة. ذلك أنَّ مصر كانت مُنذ العصر الفرعوني دولةً بحريَّة تجوبُ سُفُنها التجاريَّة البحرين المُتوسِّط والأحمر، وهيمنت على التجارة الشرقيَّة، والمعروف أنَّ الفراعنة شقَّوا طُرُقًا ملاحيَّةً تصلُ البحر الأحمر بِفُروع النيل لِتسهيل الحركة التجاريَّة، ومنها تاجروا مع الحجاز واليمن وحضرموت. ولم تكن الطُرق البحريَّة الأداة الوحيدة التي تصل مصر بشبه الجزيرة العربيَّة، بل كان مضيق السُويس أداة اتصالٍ بينهُما. فقد كان في شبه جزيرة سيناء طريقٌ عبَّدهُ المصريّون القُدماء، يُؤدّي إلى مناجم النُّحاس فيها، وكان هذا الطريق يتَّصل بِشمالي الحجاز ويتقاطع عند تيماء مع الطريق الذاهب إلى العراق، ويتَّصل بِطريق القوافل المُنحدر إلى مكَّة واليمن، إنَّهُ الطريق التُهامي المُوازي تقريبًا لِساحل البحر الأحمر من عدن إلى أيلة - العقبة - ومنها إلى مصر.
كان المصريّون يحملون البضائع التجاريَّة إلى بلاد العرب ويُقيمون فيها ريثما يعودون بِتجارة الشرق، وكذلك فعل العرب، فكانوا يحملون تجارة الشرق إلى مصر ويُقيمون فيها ريثما يعودون إلى بلادهم. ومن أبرز القصص والأدلَّة على ذلك ما ورد في سفر التكوين عن قصَّة النبيّ يُوسُف وقافلة الإسماعيليين (العرب) التي كانت جمالُهم تحملُ كثيراء وبلسانًا ولاذنًا، فقد جاء في الإصحاح السابع والثلاثين: «ثُمَّ جَلَسُوا لِيَأْكُلُوا طَعَامًا. فَرَفَعُوا عُيُونَهُمْ وَنَظَرُوا وَإِذَا قَافِلَةُ إِسْمَاعِيلِيِّينَ مُقْبِلَةٌ مِنْ جِلْعَادَ، وَجِمَالُهُمْ حَامِلَةٌ كَثِيرَاءَ وَبَلَسَانًا وَلاَذَنًا، ذَاهِبِينَ لِيَنْزِلُوا بِهَا إِلَى مِصْرَ». ولقد أدَّت هذه الحركة التجاريَّة إلى استقرار جالية مصريَّة في بلاد العرب، وإقامة جالية عربيَّة في مصر. ويُشير بعض الباحثين والمُؤرخين إلى هذه العلاقة التاريخيَّة الوثيقة بين مصر والعرب، وعلى رأسهم المؤرخ الإغريقي الشهير هيرودوت الذي أكد لدى رحلته لِمصر قبل الميلاد تواجد العرب من أبناء شبه الجزيرة العربيَّة في مصر سواء من جهة الشمال في سيناء والمناطق المُجاورة أو من جهة الجنوب في ولايات الصعيد والبحر الأحمر. وبحسب الجُغرافي جمال حمدان فإنَّهُ وقبل ظُهور الإسلام كانت حركة التاريخ الإقليمي والتجارة والعلاقات والهجرات بلا انقطاع بين غرب شبه الجزيرة العربيَّة ووادي النيل خاصة بين مصر والجزيرة في الشمال. وعلى نطاقٍ محليٍّ أصغر انتقلت جالية من صعيد مصر إلى مدينة في الحجاز قبل الإسلام حتى استقرَّت وتوطَّنت، ويُقال أنَّ أصل أبنائها هم الذين استقبلوا النبي بالترحيب عندما هاجر من مكَّة إلى يثرب.

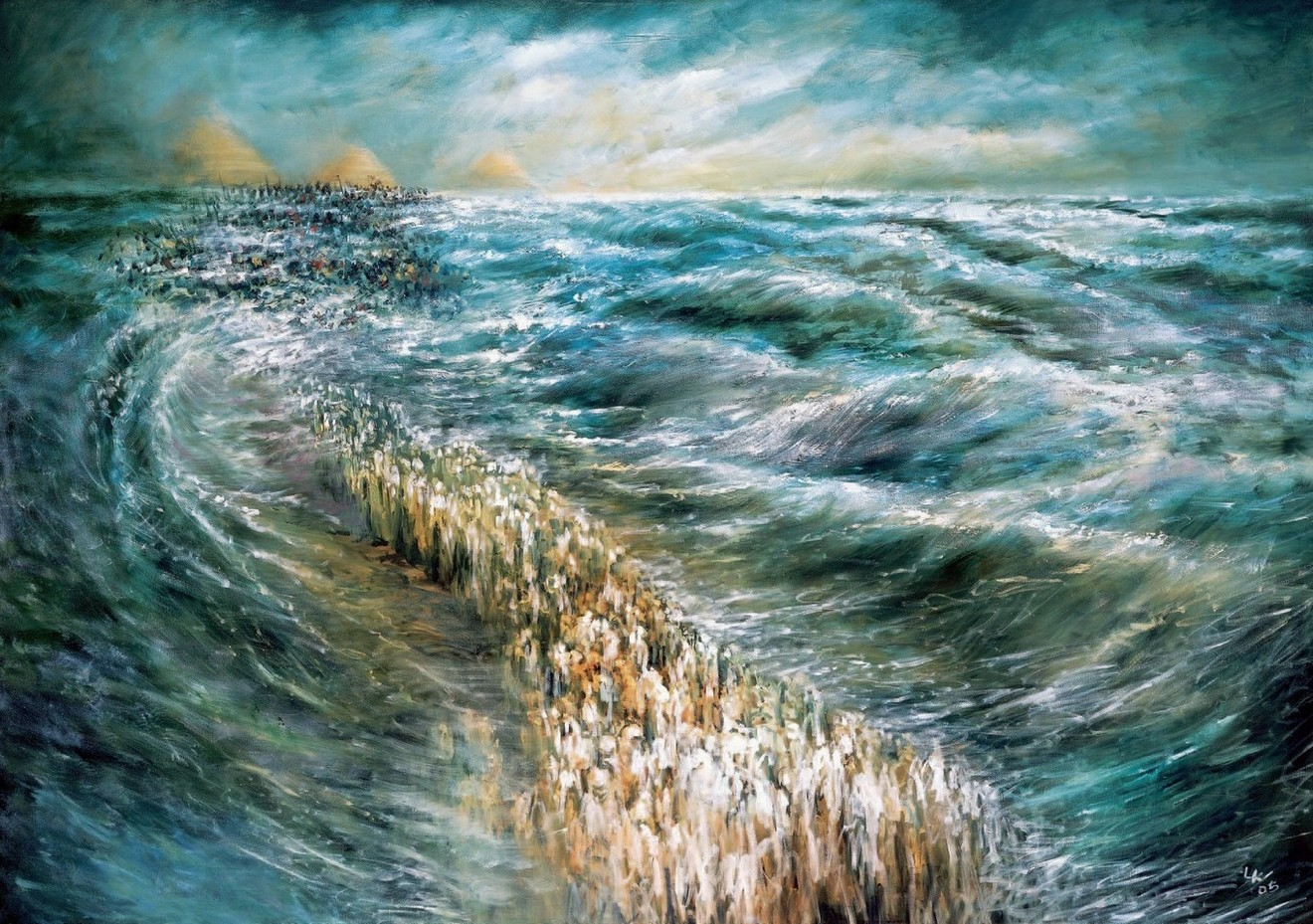
رسم تخيُّلي لِمُعجزة عُبور بني إسرائيل البحر الأحمر بقيادة النبيّ موسى بعد أن أخرجهم من مصر. وهي إحدى الأحداث التاريخيَّة التي وردت في القُرآن وعرَّفت العرب على قسمٍ من تاريخ مصر.

استمرَّت الصلة التجاريَّة بين مصر وشبه الجزيرة العربيَّة قائمة بعد قضاء الرومان على حُكم البطالمة في مصر، تقوى حينًا وتضعف أحيانًا. ثُمَّ حدث أن ورثت بيزنطة المناطق الشرقيَّة للإمبراطوريَّة الرومانيَّة في القرن الخامس الميلاديّ على إثر انقسام هذه الأخيرة إلى قسمين شرقي وغربي، في الوقت الذي استأنف فيه العرب رحلاتهم التجاريَّة، وبِخاصَّة رحلة الصيف إلى الشَّام حيثُ كانت بعض القوافل تنحدر عند أيلة إلى مصر. ويدلُّ ذلك على أنَّ جُزءًا مُهمَّا من البضائع الشرقيَّة كان مُعدًّا للتصدير بحرًا إلى موانئ البحر المُتوسِّط عبر ميناء الإسكندريَّة. كوَّن العرب، بِحُكم هذا الواقع التجاري، صورةً عن أوضاع مصر، زادها القُرآن وُضوحًا حين تحدَّث عن غنى هذا البلد الزراعي. فقد ورد في القُرآن تعقيبٌ على ما حدث من غرق فرعون وقومه: ﴿كَمْ تَرَكُوا مِنْ جَنَّاتٍ وَعُيُونٍ ۝٢٥ وَزُرُوعٍ وَمَقَامٍ كَرِيمٍ ۝٢٦ وَنَعْمَةٍ كَانُوا فِيهَا فَاكِهِينَ ۝٢٧﴾ [الدخان:25–27]. وجاء أيضًا: ﴿وَنَادَى فِرْعَوْنُ فِي قَوْمِهِ قَالَ يَا قَوْمِ أَلَيْسَ لِي مُلْكُ مِصْرَ وَهَذِهِ الأَنْهَارُ تَجْرِي مِن تَحْتِي أَفَلا تُبْصِرُونَ﴾، وورد على لِسان بني إسرائيل بعد أن أخرجهم النبيّ موسى من مصر: ﴿وَإِذْ قُلْتُمْ يَا مُوسَى لَن نَّصْبِرَ عَلَىَ طَعَامٍ وَاحِدٍ فَادْعُ لَنَا رَبَّكَ يُخْرِجْ لَنَا مِمَّا تُنبِتُ الأَرْضُ مِن بَقْلِهَا وَقِثَّائِهَا وَفُومِهَا وَعَدَسِهَا وَبَصَلِهَا قَالَ أَتَسْتَبْدِلُونَ الَّذِي هُوَ أَدْنَى بِالَّذِي هُوَ خَيْرٌ اهْبِطُواْ مِصْراً فَإِنَّ لَكُم مَّا سَأَلْتُمْ...﴾. وقد أثبت بعضُ الباحثين اشتراك أكثر من عشرة آلاف كلمة بين اللُّغة المصريَّة القديمة واللغة العربيَّة، مما يدل على أنَّ عرب شبه الجزيرة لم يكفوا عن الخُروج منها والتدفق على مصر قبل وطوال التاريخ المكتوب. وكانت صحراء سيناء وأطراف الدلتا بالنسبة لهم منطقة انتقال وتأقلم إلى أن يتم اندماجهم وتشرُّبهم. ويؤكِّد جمال حمدان أنَّ ذلك يعني بوضوح إنَّ تعريب مصر سبق في بدايته الفتح الإسلامي، وأنَّه قديمٌ في مصر قدمًا أزليًّا وإن كان الفتح نفسه هو الخطوة الحاسمة.

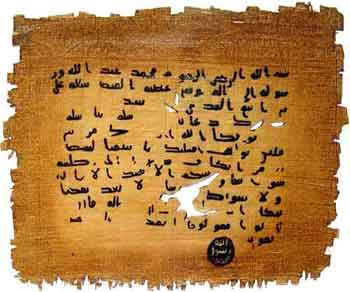
رسالة الرسول إلى المُقوقس.

وفي عصر الرسالة، ومن خِلال عالميَّة الدعوة الإسلاميَّة، أرسل الرسول مُحمَّد العديد من المبعوثين إلى مُلوك وأُمراء الشرق الأدنى، ومنهم نجاشي الحبشة أصحمة بن أبجر، وكسرى الثاني شاه فارس، وهرقل قيصر الروم، والمُقوقس قيرس السَّكندري عامل الروم على مصر، يدعُوهم إلى الإسلام. وكان حامل الرسالة إلى المُقوقس هو حاطب بن أبي بلتعة، وقد ورد فيها: «، مِن مُحَمَّد عَبْدُ اللهِ وَرَسُولِهِ، إِلَى المُقَوْقَسِ عَظِيْمُ القِبْطِ، سَلَامٌ عَلَى مَن اتَّبَعَ الهُدَى، أمَّا بَعْد: فَإنِّي أَدْعُوكَ بِدِعَايَةِ الإِسْلَامِ، أَسْلِم تَسْلَم، وَأَسْلِم يُؤتِكَ اللهُ أَجْرَكَ مَرَّتَيْنِ، فَإِن تَوَلَّيْتَ، فَإِنَّ عَلَيْكَ إِثْمُ القِبْطِ. ﴿يَا أَهْلَ الْكِتَابِ تَعَالَوْا إِلَى كَلِمَةٍ سَوَاءٍ بَيْنَنَا وَبَيْنَكُمْ أَلَّا نَعْبُدَ إِلَّا اللَّهَ وَلا نُشْرِكَ بِهِ شَيْئاً وَلا يَتَّخِذَ بَعْضُنَا بَعْضاً أَرْبَاباً مِنْ دُونِ اللَّهِ فَإِنْ تَوَلَّوْا فَقُولُوا اشْهَدُوا بِأَنَّا مُسْلِمُونَ﴾». والمُلفت أنَّ ردَّ المُقوقس كان لطيفًا، بل أكثر الأجوبة مُجاملةً، فكتب يقول: «، لِمُحَمَّد بِن عَبْدُ اللهِ، مِنَ المُقَوْقَسِ عَظِيْمُ القِبْطِ، سَلَامٌ عَلَيْك، أمَّا بَعْد: فَقَد قَرَأتُ كَتَابَك، وَفَهِمْتُ مَا ذَكَرْتَ فِيْهِ، وَمَا تَدْعُو إِلَيْهِ، وَقَد عَلِمْتُ أنَّ نَبِيًّا بَقِيَ، وَكُنْتُ أَظُنُّ أَنَّهُ يَخْرُجُ بِالشَّامِ، وَقَد أَكْرَمْتُ رَسُولَكَ، وَبَعَثْتُ لَكَ بِجَارِيَتَيْنِ لَهُمَا مَكَانٌ فِي القِبْطِ عَظِيْمٌ، وِبِكِسْوَةٍ وَهَدَيْتُ إَلَيْكَ بَغْلَةً لِتِرْكَبَهَا، وَالسَّلَامُ عَلَيْك». وقد اصطفى النبيُّ لِنفسه إحدى الجاريتين، وهي ماريَّة القبطيَّة، فتزوَّجها وولدت لهُ إبراهيم، وكان يقول: «استَوْصَوا بِالقِبْطِ خَيْرًا فَإِنَّ لَكُم مِنْهُم صِهْرًا».

## أوضاع مصر عشيَّة الفُتوح الإسلاميَّة

### الوضع السياسي

مصر وسائر أرجاء الإمبراطوريَّة البيزنطيَّة (بالبُرتُقالي الدَّاكن) خلال الفترة المُمتدَّة بين سنتيّ 527 و565م.

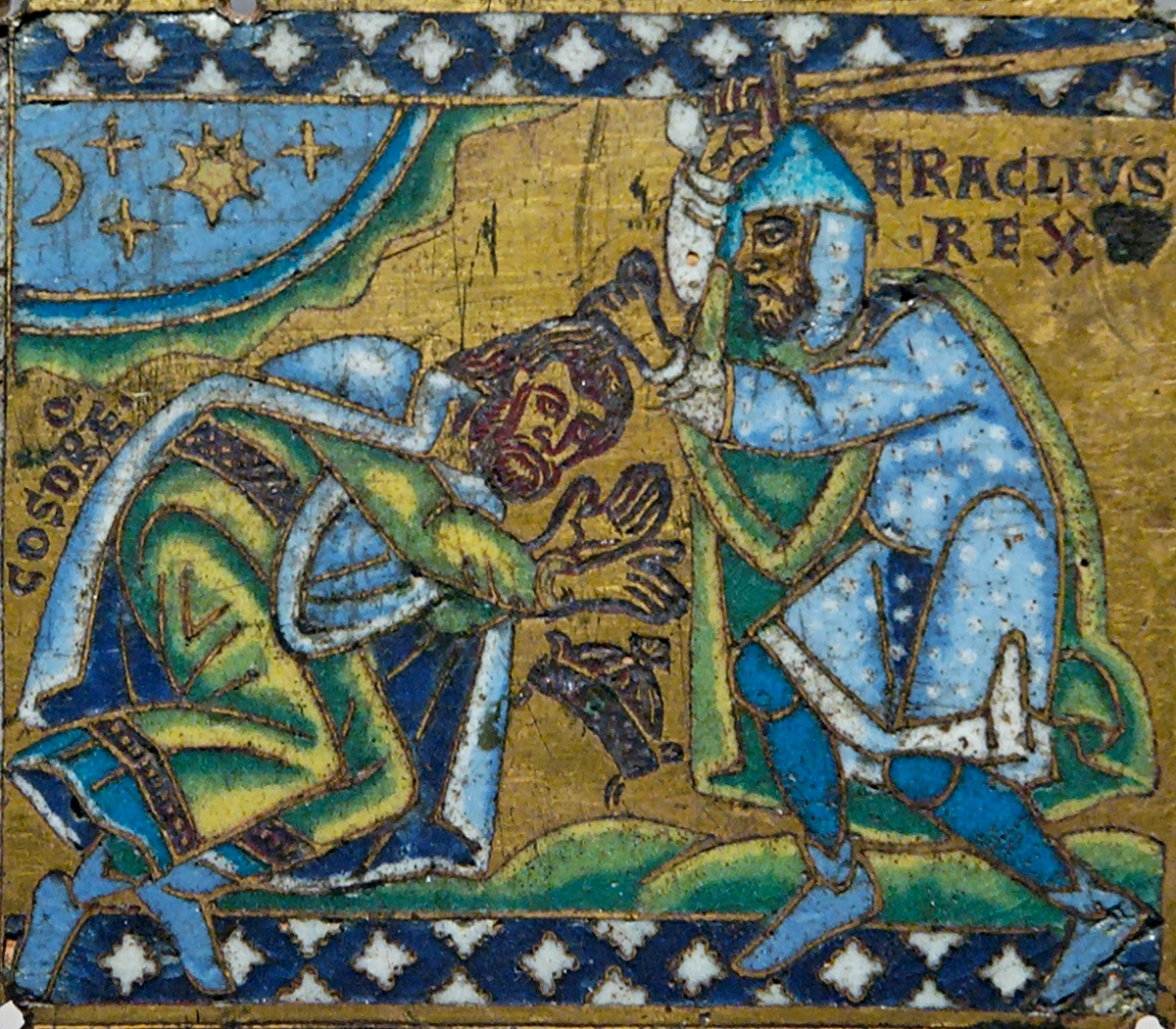
شاه فارس كسرى الثاني يخضعُ لإمبراطور الروم، القيصر هرقل، مقطع من صحيفة معدنيَّة منقوشة على صليبٍ إفرنجيّ من القرن الثاني عشر الميلاديّ.

كانت الأوضاع السياسيَّة في مصر عشيَّة الفتح الإسلامي مُضطربة نتيجة قُرونٍ من الاستغلال الروماني والبيزنطي. فقد اتَّصف الحُكمُ الرومانيُّ لِمصر بالتعسُّف، وبرع الرومان في ابتكار الوسائل التي تُتيح لهم استغلال موارد البلاد. ففرضوا على المصريين نُظُمًا ضريبيَّةً مُتعسِّفة شملت الأشخاص والأشياء والصناعات والماشية والأراضي، فضاق المصريُّون ذرعًا بها وقاموا بِعدَّة ثورات ضدَّ الحُكم الروماني لعلَّ أشهرها تلك التي قامت في عهد الإمبراطور ماركوس أورليوس (161 - 180م)، وتُعرف بِحرب الزراع أو «الحرب البوكوليَّة» (نسبةً إلى المنطقة المعروفة باسم «بوكوليا» الواقعة في شمالي الدلتا)، ولكنَّ الرومان كانوا يقضون على هذه الثورات في كُل مرَّة. وبعد انقسام الإمبراطوريَّة الرومانيَّة إلى قسمين شرقي وغربي، تبعت مصر الإمبراطوريَّة الشرقيَّة أو «البيزنطيَّة». كان الحُكمُ البيزنطيُّ لِمصر، مُباشرًا ومُستبدًا، يُدارُ بواسطة حاكمٍ يُعيِّنهُ الإمبراطور، لكنَّ الحُضور السياسي كان ضعيفًا، ممَّا أدّى إلى انعدام التوازن في العلاقة بين الحُكم المركزي والشعب المصري. وكان المظهر الوحيد للسِّيادة المركزيَّة والإدارة التي تؤمِّن مصالح الدولة الحاكمة، هُو وُجود مراكز عسكريَّة في المُدن الكُبرى، وبعض الحاميات المُنتشرة في الداخل. وكانت مصر، بوصفها مُرتبطة مُباشرةً بالحُكم المركزي، تتأثر بما كان يحدث في البلاط البيزنطي من صراعاتٍ ومُؤامراتٍ من أجل السُلطة. فتعرَّض المصريّون لِأشد أنواع المُضايقات في عهد الإمبراطور فوقاس (602 - 610م)، فما اشتهر به عهده من المُؤتمرات والاغتيالات، إنَّما حدَّد الإطار الخارجيّ الذي جرى في نطاقه من العوامل ما أدَّى إلى انتشار الفوضى والتفكَّك البطيء في الحُكومة والمُجتمع. وقد تأثَّرت مصر بِذلك، فامتلأت أرض الصعيد بِعصابات اللُصوص وقُطَّاع الطُرق، وغزاها البدو وأهل النوبة. واضطربت أوضاع مصر السُفلى أيضًا وأضحت ميدانًا للشغب والفتن والثورات بين الطوائف، التي كانت توشك في بعض الأحيان أن تتحوَّل إلى حُروبٍ أهليَّة. وانصرف الحُكَّام إلى جمع المال لِخزينة الإمبراطوريَّة بِغض النظر عن مشروعيَّة الوسائل أو عدم مشروعيَّتها، فاضطرمت مصر بِنار الثورة.
وتعرَّضت الإمبراطوريَّة في هذه الأثناء إلى كارثةٍ خطيرة، إذ هُزمت عسكريًّا في البلقان وآسيا الصُغرى والشَّام، واجتاحتها الجُيوش الفارسيَّة الساسانيَّة. ثُمَّ شرع الفُرس بِغزو مصر، فسقطت الإسكندريَّة في أيديهم في سنة 619م، ولم تلبث مصر كُلَّها أن أضحت تحت حُكمهم. شعر المصريّون بِحُريَّة لم يعهدوها من قبل في ظل حُكم فوقاس، ذلك أنَّ الفُرس تركوا لهم أمر الحُكم على نحوٍ من اللامركزيَّة المألوفة في بلادهم، وأسقطوا عنهم كثيرًا من الأعباء التي كانت تُرهقهم وإن ظلّوا مُتعالين عليهم بوصفهم الطبقة الحاكمة. وهكذا استهلَّ القرن السابع الميلاديّ والإمبراطوريَّة البيزنطيَّة تسيرُ في طريق الانحدار، ولم يُنقذ الموقف إلَّا ثورة حاكم أرخونيَّة إفريقية هرقل الأكبر، على حُكم فوقاس، وانحازت إليه مصر، ونجح هرقل في خلع فوقاس وتولّى ابنه هرقل الأصغر الحُكم. وبًفضل ما اتخذه من تدابير إصلاحيَّة، عسكريَّة وإداريَّة، نهض لِقتال الفُرس، واستردَّ ما فقدته الإمبراطوريَّة البيزنطيَّة على أيديهم، فاستعاد الشَّام ومصر. وكان المصريّون يأملون أن يجدوا في الحُكم الجديد سيرًا أرفق بهم ممَّا كانوا يُعانونه من عسف فوقاس، وبأن يُكافأهم هرقل على مُساندتهم له، وألَّا يُرهقهم حُكمه. والواقع أنَّهُم لم يشعرُوا بِخيبة أملٍ بالغة في بادئ الأمر، إذ ليس ثمَّة ما يدعو إلى الشك بأنَّ هرقل كان حريصًا على أن يستقطب المصريين، وكان واليه على مصر نيقتاس يرى لزامًا عليه أن يُجزيهم على ما قدَّموه من خِدمة للإمبراطوريَّة. لكن سُرعان ما خاب أملهم، فقد عاد الحُكم البيزنطي إلى سيرته الأولى من التعسُّف، ممَّا أدّى إلى التباعد بين الشعب وحُكَّامه، كانت تُغذيه باستمرار المُحاباة القمعيَّة التي ارتبطت بِآخر الحُكَّام البيزنطيين، ألا وهو المُقوقس، الذي سعى إلى تنفيذ برنامج هرقل الهادف إلى تدعيم مركزيَّة النظام بِضرب المذاهب المُتعارضة مع المذهب الرسمي للدولة.

### الوضع الإداري

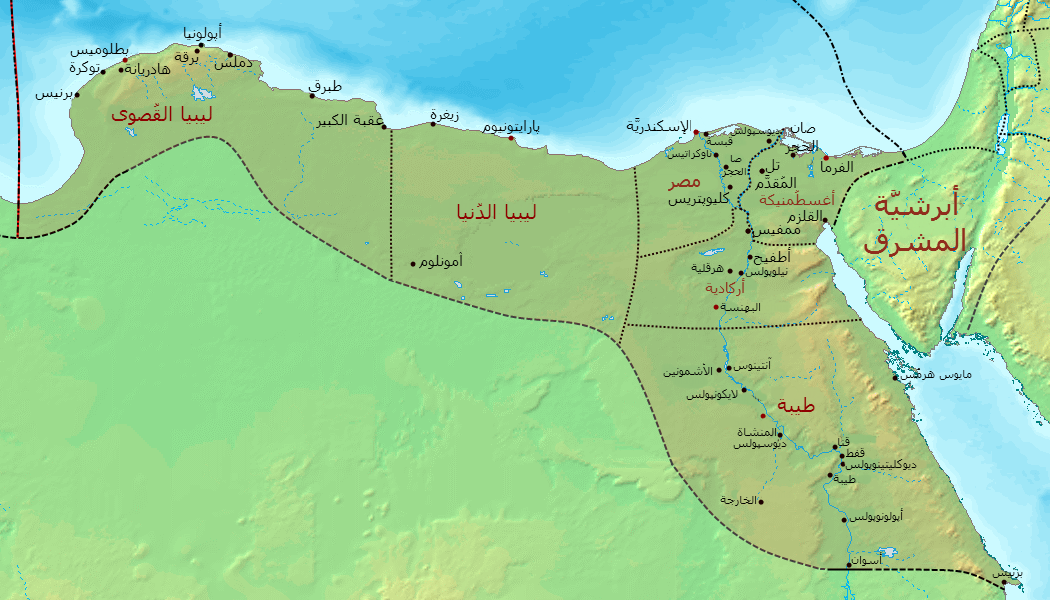
خريطة أبرشيَّة مصر حوالي سنة 400م، تظهرُ فيها المُحافظات التابعة لها وأهم المُدن.

كانت مصر ولايةً رومانيَّة تابعةً مُباشرةً لِروما مُنذُ سنة 31 ق.م، حين استولى الرومان عليها وقضوا على حُكم آخر سُلالةٍ فرعونيَّة فيها، وهي السُلالة البطلميَّة الإغريقيَّة، واتخذها الإمبراطور أغسطس قيصر مخزنًا يمُدُّ روما بِحاجتها من الغِلال. وفي سنة 381م جُعلت مصر أبرشيَّةً مُستقلَّة، وتنُصُّ وثيقة الكرامات العرضيَّة (باللاتينية: Notitia Dignitatum) أنَّ الأبرشيَّة كان يحكُمُها فيقار واتبعت ولاية الشرق الإمبراطوريَّة، وضمَّت ست مُقاطعات، هي: مُقاطعتيّ مصر (باللاتينية: Aegyptus) وأغسطُمنِكة اللتان تأسستا في القرن الرَّابع الميلاديّ، ومُقاطعة أركادية التي تأسست سنة 397م، ومُقاطعة طيبة، ومُقاطعة ليبيا الدُنيا، ومُقاطعة ليبيا القُصوى أو برقة. ظلَّت مصر تحت الحُكم الروماني ما يزيد على أربعة قُرون. ففي سنة 395م انقسمت الإمبراطوريَّة الرومانيَّة إلى قسمين شرقي وغربي. وعلى الرُغم من استمرار فكرة وحدة الإمبراطوريَّة، فقد حكم إمبراطوران معًا، واحد في الشرق وآخر في الغرب. وفي سنة 476م سقط القسم الغربي في أيدي البرابرة الجرمان في حين نجا القسم الشرقي الذي عُرف بالإمبراطوريَّة البيزنطيَّة، وعاصمته القُسطنطينيَّة. وكانت شمالي أفريقيا ومن ضمنها مصر تابعة لِهذه الإمبراطوريَّة من خِلال ما كان يُعرف بِأرخونيَّة إفريقية، إلَّا أنَّها بِظُروفها السياسيَّة والدينيَّة، تُعدُّ امتدادًا طبيعيًّا للشَّام مع بعض الاختلاف في المدى الذي ترتبط فيه بالحُكم المركزي في القُسطنطينيَّة. فقد وحَّدت بينهُما الديانةُ المسيحيَّة، ولكن وفقًا لِعقيدةٍ ومذهبٍ مُخالفٍ لِعقيدة الإمبراطوريَّة الرسميَّة.

### الوضع الاقتصادي

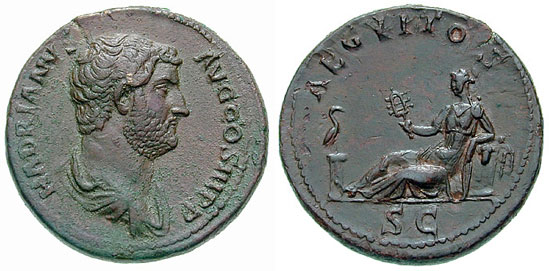
قطعة نُقود من عهد الإمبراطور هادريان تحتفي بِولاية مصر كونها إحدى مصادر ثراء الإمبراطوريَّة. ضُربت هذه القطعة حوالي سنة 135م، وقد صُوِّرت فيها مصر على هيئة امرأة مُستلقية تحملُ شخشيخة الإلهة حتحور، وقد وضعت كوعها على سلَّة غِلال، في إشارةٍ إلى غناها.

كانت مصر إحدى أغنى ولايات الإمبراطوريَّة البيزنطيَّة إن لم تكن أغناها مالًا وزرعًا وخيرات. وكانت بيزنطة تراها مصدرًا هاما للثراء كما كان الحال زمن الرومان، وقد اعتمد الروم على مصر لِتزويد الإمبراطوريَّة بالحُبوب كما فعل أسلافهم. ولم يقتصر ثِقل مصر الاقتصادي على إنتاج الحُبوب، بل تعدَّاها إلى صناعة الزُجاج والتعدين وورق البردي والكثير من المُتنجات الصناعيَّة الأُخرى، من شاكلة: النسيج والمواد الطبيَّة والعُطور وصناعة الفخار والصناعات الغذائيَّة والزيت، والنبيذ والخبز والمحاجر ومواد البناء، إلى جانب الصناعات المُتعلِّقة بالذهب والفضَّة والنُّحاس والبرونز؛ بالإضافة إلى تجارة التوابل من الهند والبُخُور من الحجاز واليمن والأحجار الكريمة من فارس والأخشاب من الشَّام والعاج من جنوب الصحراء الكُبرى بأفريقيا، عبر أساطيلها المُنتشرة عبر البحر الأحمر وفُروع النيل، وقوافلها عابرة الصحاري.
وقد اعتُبرت أرض مصر خِلال الحقبتين الرومانيَّة والبيزنطيَّة صمام الأمان لغذاء العالم وسلَّة طعامه وفاكهته، إذ كانت تُصدِّر لِروما وحدها 11 مليون أردب من القمح، وكانت قادرةً على إطعام جميع ولايات العالم الرومي، لِدرجةٍ جعلت البيزنطيين يفرضون على المصريين من عهد قسطنطين الأوَّل ضرائب غذائيَّة وأشهرها ضريبة القمح والشعير والفول والكتَّان والزيتون وكانت تُجمع لِصالح الجيش الرومي. وكان النظام الضريبيّ الذي فرضه الروم في مصر نظامًا جشعًا وصارمًا شمل كُل الأنشطة الاقتصاديَّة مثل الزراعة والصناعة والتجارة، وكانوا دائمًا ما يُغيرون قوانينهم الضريبيَّة والماليَّة وطُرق جمع الضرائب حسب الظُروف من أجل إحكام قبضتهم على البلاد. وكان من ضمن هذه الضرائب ضريبة «الأنونا المدنيَّة» وكانت عبارة عن كميَّاتٍ من القمح وباقي المحاصيل تُشحن من مصر إلى القُسطنطينيَّة حسب احتياجاتها وكان يُطلق على هذه الشُحنة «الشُحنة السعيدة». وكانت الكميَّة المُرسلة من الشُحنة الغذائيَّة تصنع حوالي 80,000 رغيف خبز يوميًّا. وخلال الفترة المُمتدَّة من سنة 284م حتى 642م، كانت ضريبة الأنونا المدنية تُدفع لِكنائس الإسكندريَّة على شكل كميَّاتٍ من القمح، حتَّى جاء الإمبراطور يُوليان وألغى الضريبة. وكانت الضرائب المفروضة على الأراضي الزراعيَّة تُجبى حسب منسوب النيل، وكان للقُرى خزانة للضرائب تتصل بها إدارة للحسابات لتحديد المصروفات والجبايات يُشرف عليها موظف حُكومي رومي، يُناط به إعداد القوائم الخاصة بالضرائب، وإثبات أسماء أهل القرية، وما أدَّاه كُلٌ منهم من الضرائب. وقد كتب المُؤرِّخ اليهودي فيلون السَّكندري يصف حال المصريين في ظل النظام الضريبي الرومي، فقال أنَّ جُباة الضرائب كانوا يستولون على جُثث أولئك الذين عجزوا عن سداد الضرائب خلال حياتهم، ثُمَّ أدركهم الموت، حتَّى يُكرِهوا أقربائهم على دفع الضرائب المُتأخرة عليهم؛ استنقاذًا لجُثثهم، كما ذكر أنَّ الزوجات والأطفال وغيرهم من الأقرباء كانوا يُحشرون إلى السُجون، ويُصَبُّ عليهم التعذيب حتى يعترفون بمكان المُفلس الهارب، فكان يحدث أن يهرب الأهالي من مُدن بِرُمَّتها بحال أفلس مُعيلهم.

### الوضع الديني

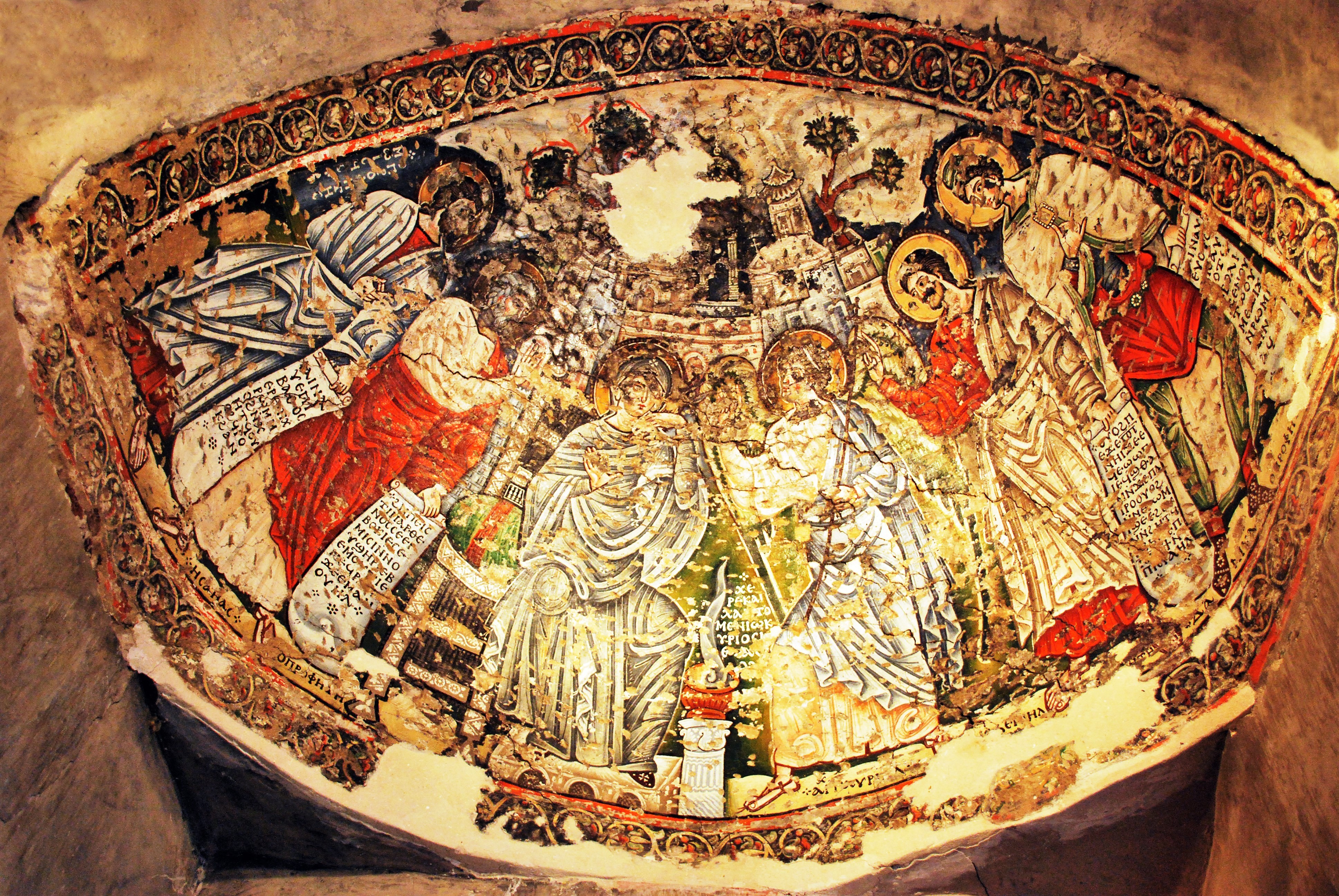
لوحة جصيَّة قبطيَّة تُصوِّر العذراء مريم وبعض الأنبياء مع الملاك جبريل في دير العذراء - السُريان بِوادي النطرون.

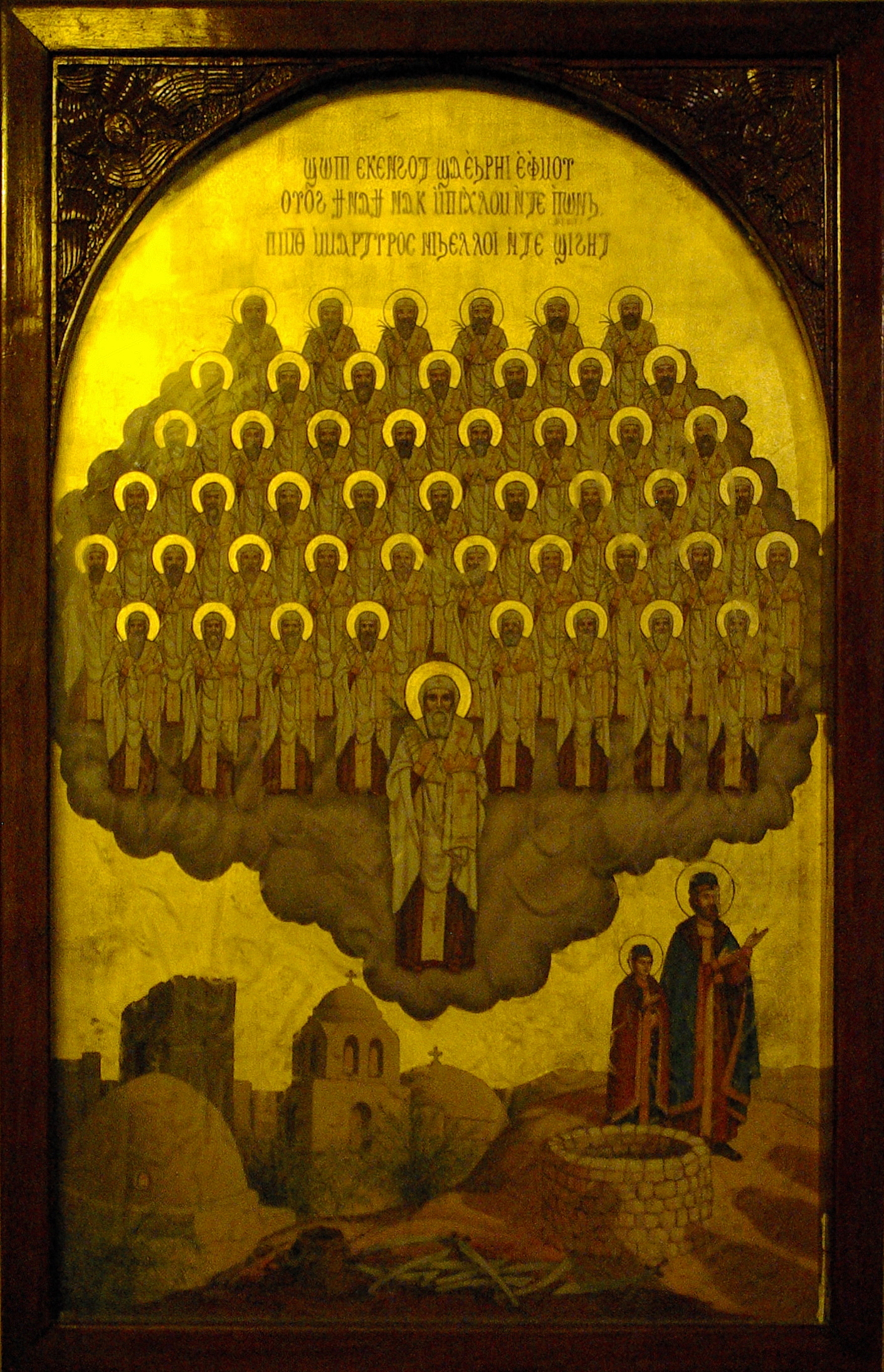
أيقونة قبطيَّة يظهر بها التسعة وأربعين شيخًا من شيُوخ شيهيت في دير الأنبا مقار بِوادي النطرون، الذين قُتلوا على يد البربر سنة 444م، في إشارةٍ إلى ما قاساه المسيحيّون الأوائل في مصر من اضطهاداتٍ مُتكررة.

كان أغلب المصريين قبل الفتح الإسلامي يُدينون بالمسيحيَّة، ومنهم قلَّة ضئيلة تُدينُ باليهوديَّة. وكانت مصر في طليعة البُلدان الشرقيَّة التي تسرَّبت إليها المسيحيَّة في القرن الأوَّل الميلادي، وانتشرت تدريجيًّا في جميع أنحاء البلاد في القرن الثاني. أمَّا اليهود فوُجودهم في مصر قديم، يرجع إلى زمن النبيّ يُوسُف وفقًا للمُعتقدات الإبراهيميَّة، وقد وردت قصَّة انتقالهم إليها وخُروجهم منها في التوراة والقُرآن، ويظهر بأنَّ جُمهرةً من اليهود عادت إلى مصر آتيةً من فلسطين خِلال العهد البطلمي، فاستوطنت الإسكندريَّة وضواحيها، إذ أنَّ المصادر التاريخيَّة العائدة لِتلك الفترة تنصُّ على تمركُزهم في هذه النواحي. وكان لهُم جالياتٌ أُخرى في بعض مُدن الصعيد، وكذلك في الفيُّوم، كما كان في البهنسا جالية يهوديَّة كبيرة وكانت تُقيم في حيًّ خاصٍّ بها. وتحوَّل كثيرٌ من اليهود إلى المسيحيَّة، مع احتفاظهم بِأسمائهم القديمة. وتُشيرُ بعض أوراق البردي إلى أنَّ كثيرًا من اليهود في العصر البيزنطي كانوا يشتغلون بالتجارة. ويُلاحظ بأنَّ المصادر التاريخيَّة القديمة والحديثة قلَّما تُشيرُ إلى اليهود في مصر في ذلك العصر، ولعلَّ سبب ذلك هو ما ساد هذا العصر من خِلافاتٍ مذهبيَّة ودينيَّة وسياسيَّة، وممَّا لاشكَّ فيه أنَّ اليهود كانوا حريصين على أن يبتعدوا عن هذه الخِلافات لِيُمارسوا حياتهم الدينيَّة ونشاطهم الاقتصادي بِهُدوء. وتاريخُ المسيحيَّةِ في مصر يبدأ بِهجرة العائلة المُقدَّسة إليها هربًا من ظُلم حيرود الأوَّل ملك اليهوديَّة، وبعدها بِسنوات أقبل بعض الحواريين إلى مصر داعين الناس إلى ترك عبادة الأوثان وعبادة الله، وأقبل الحواري مرقس، فأنشأ الكنيسة المرقسيَّة في الإسكندريَّة، التي انتقلت إليها زعامة المسيحيَّة لاحقًا، وفيها كتب إنجيله. وقد تعارضت التعاليم المسيحيَّة مع المفاهيم الرومانيَّة المُتعلِّقة بِتأليه الإمبراطور وعبادته، ورفض النصارى الخدمة في الجيش الروماني، واتخذوا الأحد أوَّل أيَّام الأُسبوع لِيكون فُرصةً لِمُباشرة طُقوسهم الدينيَّة، لِذلك رأت الحُكومة الرومانيَّة أنَّ اعتناق المسيحيَّة هو جُرمٌ في حق الدولة، وعدَّت النصارى فئة هدَّامة، تُهدد أوضاع الإمبراطوريَّة وسلامتها، فمنعت اجتماعات النصارى، ونظَّمت حملات الاضطهاد ضدَّهم. بدأت هذه الحملات ضدَّ نصارى مصر أثناء حُكم الإمبراطور سپتيموس سڤيروس (193 - 211م). وظلَّ هؤلاء يتعرَّضون لاضطهادٍ كبيرٍ، وتسامُحٍ قليلٍ إلى أن تولّى دقلديانوس (284 - 305م) عرش الإمبراطوريَّة، حيثُ بلغ اضطهادُ النصارى حدَّهُ الأقصى. قاوم المسيحيّون في مصر هذا الاضطهاد بِقُوَّةٍ وعناد، وقد انبثقت عن هذه المُقاومة حركةً قوميَّة أخذت تنمو تدريجيًّا، وليس أدلَّ على ذلك من أنَّ الكنيسة القبطيَّة بدأت تقويمها، الذي سمَّتهُ «تقويم الشُهداء»، بالسنة الأولى من حُكم دقلديانوس، وذلك نتيجةً لِما خلَّف الاضطهاد من أثرٍ كبيرٍ في نُفوس المصريين.
تحسَّن وضع النصارى في مصر بعد أن اعترف الإمبراطور قُسطنطين الأوَّل بالمسيحيَّة دينًا مسموحًا به ضمن الديانات الأُخرى في الإمبراطوريَّة، بِموجب مرسوم ميلانو الشهير في سنة 343م، ثُمَّ بعد أن أصبحت المسيحيَّة الدين الرسمي الوحيد للإمبراطوريَّة في عهد الإمبراطور ثيودوسيوس الأوَّل (379 - 395م).

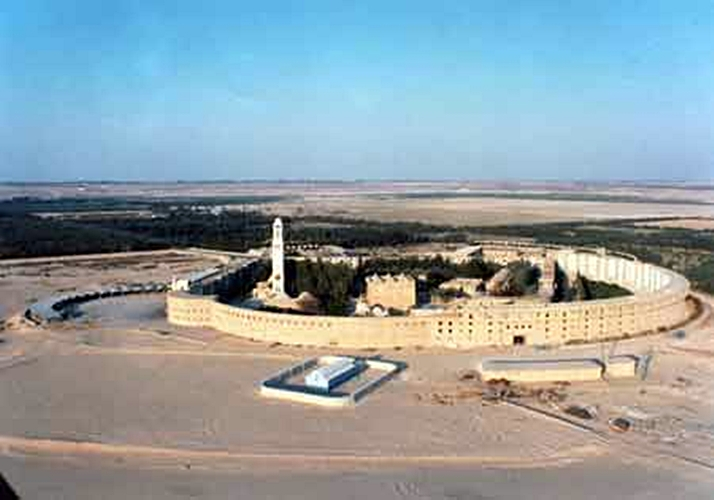
دير الأنبا مقار، أحد أقدم الأديرة المسيحيَّة في مصر.

لكنَّ مصر لم تنعم طويلًا بهذا النصر الذي أحرزتهُ المسيحيَّة، إذ ثار الجدل والنزاع مُنذُ أيَّام قُسطنطين الأوَّل بين النصارى حول طبيعة المسيح، وقد تدخَّل قُسطنطين الأوَّل في هذه النزاعات الدينيَّة البحتة وعقد مجمع نيقية سنة 325م من أجل ذلك، وناقش هذا المجمع مذهب القس آريوس السَّكندري، الذي أنكر صفة الشبه بين الأب والابن، وعدَّ أنَّ «ابن الله» ليس إلَّا مخلوقًا، فأنكر بذلك أُلوهيَّة المسيح، وتقرَّر بُطلان مذهبه والإعلان عن أنَّ الابن من جوهر الأب نفسه. واتَّخذ مُعظم الأباطرة الذين جاؤوا بعد قُسطنطين الأوَّل موقفًا عدائيًّا من مُعتقدات النصارى في مصر، ممَّا أدَّى إلى احتدام الجدال والنزاع الديني بين كنيستيّ الإسكندريَّة والقُسطنطينيَّة، وقد بلغ أقصاهُ في مُنتصف القرن الخامس الميلاديّ حينما اختلفت الكنيستان حول طبيعة المسيح. فاعتقدت الكنيسة القبطيَّة بأنَّ للمسيح طبيعة إلهيَّة واحدة (مونوفيزيَّة)، وتبنَّت كنيسة القُسطنطينيَّة القول بِثُنائيَّة الطبيعة المُحدَّدة في مجمع خلقدونيَّة، ورأت أنَّ في المسيح طبيعة بشريَّة وطبيعة إلهيَّة، وتبنَّت هذا المذهب لِيكون مذهبًا رسميًّا للإمبراطوريَّة، وأنكرت نحلة المونوفيزيتيين، وكفَّروا من قال بأنَّ للمسيح طبيعة واحدة، كما حرموا ديسقوروس بطريرك الإسكندريَّة حرمانًا كنسيًّا. لم يقبل ديسقوروس ولا نصارى مصر ما أقرَّهُ مجمع خلقدونيَّة وأطلقوا على أنفُسهم اسم «الأرثوذكس» أي أتباع الديانة التقليديَّة الصحيحة، وعُرفت الكنيسة المصريَّة مُنذ ذلك الوقت باسم «الكنيسة القبطيَّة الأرثوذكسيَّة»، ومال المصريّون إلى الانفصال عن الإمبراطوريَّة، فأعلنوا التمرّد، وكانت أولى مظاهره إلغاء كنيسة الإسكندريَّة استخدام اللُغة اليونانيَّة في طُقوسها وشعائرها واستخدمت بدلًا منها اللُغة القبطيَّة. وسُرعان ما تطوَّرت الأُمور في الإسكندريَّة إلى قلاقل دينيَّة عنيفة اتخذت صفة الثورات الوطنيَّة، تعرَّض خلالها المصريّون لِأشد أنواع الاضطهاد ولم تقمعها السُلطات إلَّا بعد أن أراقت دماء كثيرة. وعندما استولى هرقل على الحُكم، رأى أن يُنقذ البلاد من الخِلاف الديني، وأمل المصريّون بانتهاء عهود الاضطهادات وإراقة الدماء، لكنَّ النتيجة جاءت مُخيبة للآمال مرَّة أُخرى، إذ عهد هرقل بالرئاسة الدينيَّة والسياسيَّة في مصر للمُقوقس، وطلب منه أن يحمل المصريين على اعتناق مذهبٍ جديدٍ مُوحَّد يُوفِّق بين المذهبين الخلقدوني والمونوفيزي، هو المذهب المونوثيلستي، غير أنَّ كنيسة مصر رفضت هذا المذهب رفضًا قاطعًا، فاضطرَّ المُقوقس للضغط على المصريين وخيَّرهم بين أمرين: إمَّا الدُخول في مذهب هرقل الجديد وإمَّا الاضطهاد. وقبل أن يصل الحاكم الجديد إلى الإسكندريَّة في سنة 631م هرب البطريرك القبطي بنيامين الأوَّل، توقُعًا لِما سيحلُّ به وبطائفته. كان هذا القرار نذيرًا أزعج المصريين وأفزع رجالُ الدين منهم، وبخاصَّةٍ أنَّهُ كان لِهذا البطريرك مكانة مُحببة بين الأهالي. ولجأ المُقوقس إلى البطش والتعذيب، وقاسى المصريّون جميع أنواع الشدائد فيما سُمي «بالاضطهاد الأعظم» الذي استمرَّ عشرُ سنوات، ممَّا كان لهُ أثرٌ في سُهولة فتح المُسلمين لِمصر حيثُ وقف السُكَّان، بشكلٍ عام، على الحياد في الصراع الإسلامي - الرومي على مصر.

### الوضع العسكري

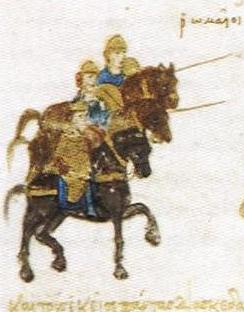
مخطوطة قديمة لِبعض خيَّالة الروم.

ترك الروم في مصر حاميةً عسكريَّةً كبيرة لِحمايتها ودفع الأخطار عنها بوصفها إحدى أهم الولايات وأثراها، ولِأنَّ انسلاخها عن الإمبراطوريَّة من شأنه أن يؤثِّر سلبًا عليها. وتشكلت الحامية العسكريَّة الروميَّة في مصر من ثلاث فرق مُوزَّعة على الأقاليم الثلاثة: واحدة في الإسكندريَّة، والاثنتان الأخريتان في سائر القطر المصري؛ إلى جانب تسع سرايا: ثلاث في الإسكندريَّة، وثلاث على الحُدود الحبشيَّة في أسوان جنوب مصر، وثلاث في سائر أنحاء القطر المصري. فضلًا عن ثلاث وحدات من الفُرسان مُعيَّنة في مناطق الخطر. وانقسمت القُوَّات العسكريَّة في مصر إلى عدَّة فرق هي: فرقة الأتباع، ويجري تجنيد أفرادها عن طريق الإلزام أو التطوُّع أو الوراثة لأبناء الجُنود المُسرَّحين؛ جيشُ الحُدود أو الأطراف؛ وهي الفرقة التي تُرابط على الحُدود الغربيَّة والجنوبيَّة، وتقوم بِحراسة الحُدود وتُرابط في القلاع؛ وفرق جيش المُعاهدين وتتألف من الجرمان والمُغامرين الوافدين من خارج حُدود الإمبراطوريَّة، ويتولَّى قيادتهم قادة مُعينون من قبل الإمبراطور نفسه. وزيد على هذه الفئة الجُند المأجورين الذين استخدمهم بعض كبار المُلَّاك للحراسة الخاصَّة. وقد اشترطت الحُكومة البيزنطيَّة أن يتفرَّغ الجُنود المُرابطين في مصر للقتال فقط دون غيره، وحرَّمت عليهم القيام بالأعمال التجاريَّة. ولم يكن في بداية الأمر يُسمح للمصريين بالانخراط في الخدمة العسكريَّة، ولكن عُدل عن هذه السياسة وسُمح لهم بدُخول الجيش إمَّا بالتطوع أو الاقتراع أو الوراثة.

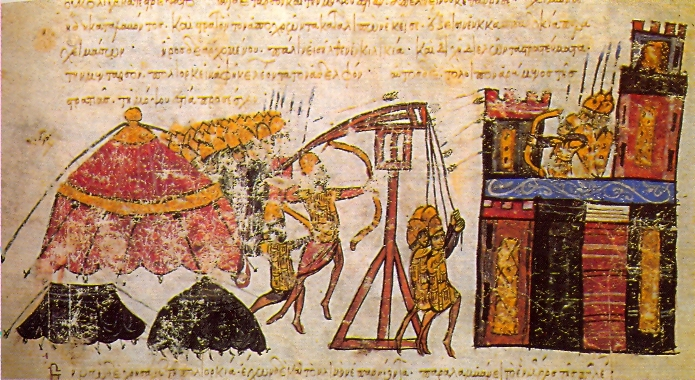
مخطوطة قديمة تُظهرُ حِصارًا بيزنطيًّا لِإحدى الحُصون وتظهر فيها إحدى المجانيق.

تراوح عدد عناصر كُل وحدة من وحدات الجيش البيزنطي في مصر بين 300 إلى 500 جُندي، بينما تراوح عدد الجيش بالكامل بين 25 إلى 30 ألف جُندي، يرأس قيادة كُل وحدةٍ منها قائد يُسمَّى «التريپون» (عُرِّب إلى «أرطبون»)، بينما الدوق هو القائد الأعلى للكتائب المُرابطة في إقليمه، وبذلك خضعت الجُيوش في مصر لِقيادة خمسة أدواق. وعلى الرُغم من ضخامة الحامية العسكريَّة في مصر إلَّا أنَّها عانت من عُيوبٍ مُتعدِّدة، فقد كان هذا الجيش مُجرَّد أداة لِقمع الشعب ومُساعدة الشُرطة في تحصيل الضرائب وإخماد الثورات ضدَّ الحُكم الرومي، كما أنَّ جُنوده لم يكونوا على تدريبٍ جيِّد بسبب مُرابطتهم في مصر على الدوام وعدم خوضهم الحُروب، ونتيجةً لِما كان يتمتع به المُجنَّد من امتيازاتٍ في مُقدِّمتها الإعفاء من الضرائب، فقد أصبح الالتحاق بالجُنديَّة وسيلةً للهُروب من وطأتها على المُواطنين، فتطوَّع الكثير من الفلَّاحين وأصحاب المهن ممَّا جعل الجيش يتكوَّن من عناصر رديئة ليس لها علاقة بالجُنديَّة. أضف إلى ذلك فإنَّ القيادة العسكريَّة لم تكن مُوحدة، الأمر الذي جعل كُل دوق يُواجه ما تتعرض له دوقيَّته من أخطار مُنفردًا، وغالبًا ما تقاتل هؤلاء مع بعضهم البعض تحقيقًا لِمصالحهم الشخصيَّة، كما أنَّ روح الولاء لِبيزنطة كانت مُنعدمة تقريبًا عند المصريين، كما أدَّى تغلغل النزاعات الطائفيَّة بين صُفوف الجيش إلى عدم ترابطه وتناغمه.

## دوافع فتح مصر والتمهيدات
يرتبطُ فتحُ مصر بِأهميَّتها السياسيَّة والاقتصاديَّة، وذلك بما لديها من خصائص وما تُوفرهُ من إمكاناتٍ على جانبٍ كبيرٍ من الأهميَّة. ويروي ابن عبد الحكم أنَّ عمرو بن العاص أشار على عُمر بن الخطَّاب بِفتحها وقال: «إِنَّكَ إن فَتَحْتَهَا كَانَت قُوَّةً للمُسْلِمِين وَعَوْنًا لَهُم، وَهِيَ أَكْثَرُ الأَرْضِ أَمْوَالًا وَأَعْجَزَهَا عَنِ القِتَالِ وَالحَربِ». والمعروف أنَّ عمرو كان قد سافر إلى مصر في الجاهليَّة لِلتجارة، فوقف على معالِمها وعلى أوضاعها الداخليَّة، وبِخاصَّةً النزاعُ الدينيّ بين البيزنطيين الحاكمين وبين الشعب المصري الذي يُخالفهم في المذهب، وظنَّ أنَّ المصريين سوف يمتنعون عن مُساعدة الحاميات العسكريَّة البيزنطيَّة المُنتشرة في مصر إذا هاجمها المُسلمون، وممَّا زاده اقتناعًا بما يظُنَّهُ ما تناهى إلى أسماع المصريين عن سياسة المُسلمين المُتسامحة في الشَّام. اجتمع عمرو بن العاص بِعُمر بن الخطَّاب في الجابيَّة حين جاء إلى الشَّام لِيتفقَّد أحوالها بعد طاعون عمواس، وعرض عليه فتح مصر وطلب السماح لهُ بالمسير إليها.
وهُنا تظهر لِأوَّل مرَّة في المصادر العربيَّة والإسلاميَّة فكرة فتح مصر وكأنَّها فكرةٌ طارئة عنَّت لِعمرو بن العاص الذي كان يسعى للحُصول على ميدانٍ جديدٍ يُظهرُ فيه نشاطه، وحسَّنها للخليفةُ عُمر. وتُجري بعض المصادر أنَّ فكرة فتح مصر تعود إلى عُمر بن الخطَّاب نفسه الذي أمر عمرو بالمسير إليها. والواقع أنَّ فتح مصر أضحى ضرورةً بعد فتح الشَّام. وقد أثارت هذه البلاد اهتمام المُسلمين الجدِّي بعد أن وقفوا على أوضاعها السياسيَّة والاقتصاديَّة والدينيَّة المُتردية، ذلك أنَّ تطلُّعات عمرو بن العاص ومن خِلالها عُمر بن الخطَّاب تكمن في فتح مصر وضمِّها إلى الدولة الإسلاميَّة من خِلال هذا الواقع. ويُمكنُ حصر الدوافع الإسلاميَّة لِفتح مصر في ثلاث نقاط:
- الدافع الديني: وهو ضرورة نشر الإسلام في مصر وأفريقيا، وقد سبق للمُسلمين في عهد النبي مُحمَّد دعوة المُقوقس إلى الإسلام سلميًّا، وعاود أبو بكر الصديِّق دعوته بعد أن تولّى الخِلافة، فأرسل إليه الصحابي حاطب بن أبي بلتعة مرَّة أُخرى، وفي عهد عُمر بن الخطَّاب أرسل إليه كعب بن عُدي بن حنظلة التنوخي، فما كان من المُقوقس إلَّا أن اكتفى بالرد الحسن. وكانت الدعوة إلى الإسلام في رُبوع مصر مُستحيلة دون المُواجهة مع الروم. إلى جانب هذا، تُمثِّلُ مصر مكانةً كبيرةً لدى المُسلمين بسبب ذكرها عدَّة مرَّات في القُرآن، وارتباطها بِأحداثٍ محوريَّة وبأشخاصٍ يجُلُّهم المُسلمون، وفي مُقدمتهم النبيين يُوسُف وموسى، وهاجر أُم النبيّ إسماعيل، وماريَّة القبطيَّة زوجة الرسول، هذا إلى جانب تبشير النبيّ مُحمَّد للمُسلمين بفتحها وتوصيته بأهلها خيرًا، فكان من شأن كُل ذلك جعل المُسلمين حريصين على ضمِّها إلى دولة الخِلافة التليدة.[وب 8]

- الدافع العسكري: تُمثِّلُ مصر امتدادًا طبيعيًّا للشَّام التي فتح المُسلمون أغلبها، وقد انسحب إليها الأرطبون صاحب بيت المقدس لإعادة تنظيم صُفوفه واسترجاع الشَّام مرَّة أخرى، الأمر الذي جعل المسلمين يُسارعون في دُخول مصر، وأيضًا كان من شأن الاستيلاء على ما في مصر من ثُغورٍ وسُفن أن يُمكِّن المُسلمين من إخضاع مدن الشَّام الشماليَّة الواقعة على البحر المُتوسِّط، ففتح مصر ضرورة حربيَّة مُلحَّة تكميلًا لِفتح الشَّام، وأيضًا خوفًا من أن يُهاجم البيزنطيون دار الخلافة في الحجاز عن طريق البحر الأحمر، وأيضًا حاول البيزنطيّون استرداد الشَّام من المُسلمين مرَّة أُخرى وعرقلة توجههم جنوبًا فهاجموهم من شمال الشَّام فشعر المُسلمون أنهم مُحاصرون بين قُوَّات بيزنطة في آسيا الصُغرى وقُوَّاتهم في مصر. وأيضًا قلَّة التحصينات بِمصر جعل مُهمَّة الفتح سهلة وكان أغلب المُشاركين في الفتح من قبيلتيّ «غافق» و«عك» اليمنيتين وكان لديهم مهارة في قتال الحُصون السَّاحليَّة، واشتركوا مع عمرو بن العاص في فتح الحُصون بالشَّام، كما كانوا على دراية ببناء المُدن واختطاطها، والإلمام بالزراعة.[وب 8]
- الدافع السياسي الاقتصادي: تجمَّع لدى المُسلمين معلوماتٌ تُفيد بأنَّ الأوضاع الاقتصاديَّة في مصر كانت مُتردية وكانت ثروات البلاد تذهب إلى القُسطنطينيَّة، وأيضًا أوضاع المصريين الذين كانوا يعانون من الاضطهاد الديني المذهبي من قبل البيزنطيين، وأدركوا أنَّ ضم مصر إلى دولة الإسلام سيُنعش اقتصاد المُسلمين ويُضعف البيزنطييين،[وب 8] لا سيَّما مع ازدياد الضغط الاقتصادي على المُجتمع الإسلامي في بلاد العرب نتيجة حركة الفُتوح الواسعة، لِذلك كان فتح مصر ضرورة اقتصاديَّة مُلحَّة.

وكان عُمر بن الخطَّاب يتخوَّف دائمًا من مُتابعة الزحف قبل أن يُرسِّخ المُسلمون أقدامهم في المناطق التي فتحوها في العراق والشَّام، خاصَّةً بعد عام الرمادة وطاعون عمواس سنة 18هـ المُوافقة لِسنة 639م، حيثُ قضى عشرات الأُلوف من الجُوع والوباء. ثُمَّ اقتنع بِفكرة عمرو بن العاص بِضرورة الزحف من الشَّام إلى مصر، كما اقتنع بعدها بِقليل بِضرورة الزحف من العراق إلى فارس. فعهد إليه بِقيادة العمليَّة ووضع بِتصرُّفه ثلاثة آلاف وخمسُمائة جُندي، وقيل أربعة آلاف أو خمسة آلاف، وطلب منهُ أن يجعل ذلك سرًّا وأن يسير بِجُنده سيرًا هنيًّا. وهكذا سار عمرو بن العاص إلى مصر مُخترقًا صحراء سيناء ومُتخذًا الطريق الساحليّ، ومع ذلك بقي عُمر بن الخطَّاب مُترددًا، حتَّى يبدو أنَّهُ عدل عن موفقته فأرسل كتابًا إلى عمرو بن العاص وهو بِرفح فلم يستلمهُ ويقرأهُ إلَّا بعد أن دخل حُدود مصر. ويعتقد البعض أنَّ تلك كانت حيلةً بارعةً جعلته يزحف نحو مصر دون أن يُخالف أمر الخليفة. وقيل أنَّ عمرو بن العاص سار إلى مصر من تلقاء نفسه، ثُمَّ استأذن عُمر بن الخطَّاب، وقيل لم يستأذنه، فغضب عليه وأرسل إليه الكتاب المذكور، فلم يقرأه إلَّا بعد دُخوله مصر، كما قيل أنَّ الكتاب وافاه وهو بالعريش داخل حُدود مصر.

## مسير العمليَّات العسكريَّة

### فتح العريش والفرما
وصل الجيش الإسلامي إلى العريش في عيد الأضحى يوم 10 ذو الحجَّة 18هـ المُوافق فيه 12 كانون الأوَّل (ديسمبر) 639م، فوجدها خالية من القُوَّات البيزنطيَّة، فدخلها. وشجَّع ذلك الأمر عمرو بن العاص على استئناف التقدُّم، فغادر العريش سالكًا الطريق الذي كان يسلكهُ المُهاجرون والفاتحون والتُجَّار مُنذُ أقدم العُصور، ثُمَّ انحرف جنوبًا تاركًا طريق السَّاحل، واتَّخذ الطريق الذي سار فيه الفُرس عندما استولوا على مصر، حتَّى وصل إلى الفرما. كانت أنباء زحف المُسلمين قد وصلت إلى مسامع المُقوقس فاستعدَّ للتصدّي لهُم، ولكنَّهُ آثر ألَّا يصطدم بهم في العريش أو الفرما وتحصَّن وراء حصن بابليون، ولعلَّ مرد ذلك يعودُ إلى:

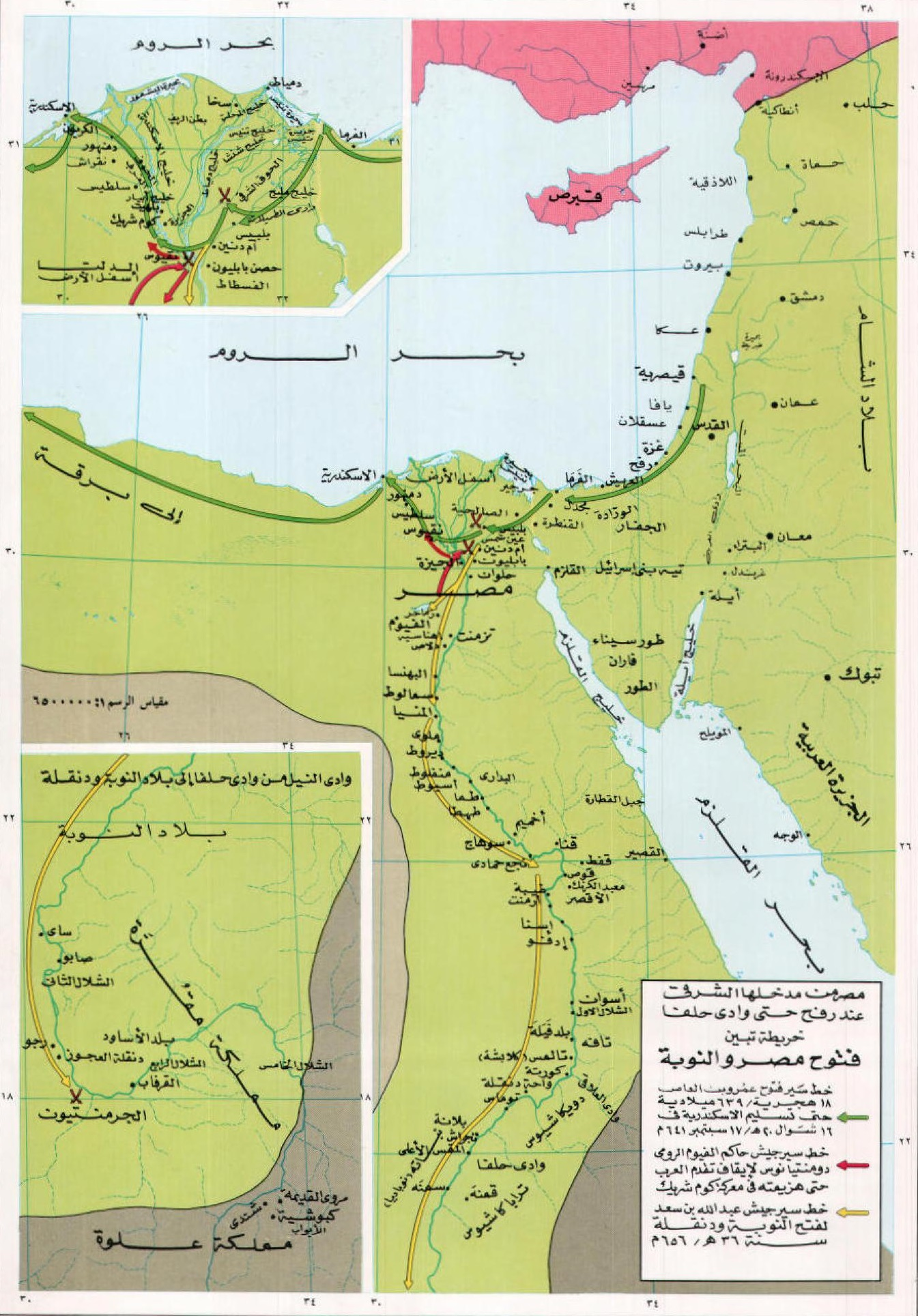
خريطة تُبيِّنُ مسير المُسلمين من الشَّام إلى الفرما بوَّابة مصر الشرقيَّة، وانطلاقهم منها لِفتح سائر أرجاء البلاد.

- قُرب العريش والفرما من الصحراء، ولِأنَّ المُسلمين كانوا أقدر الناس في حرب الصحراء، بالإضافة إلى قُربها من فلسطين ممَّا يجعل إمداد عمرو بِجُنودٍ من بيت المقدس وما جاورها أمرًا يسيرًا، لِذلك فضَّل أن يدع عمرو يمضي في زحفه ويتوغَّل في أرض مصر لِيُبعدهُ عن قواعده ثُمَّ يُهاجمه. واعتمد على حُصون الفرما القويَّة لِعرقلة تقدُّمه دون أن يُخاطر بالذهاب بِنفسه إلى هُناك أو يُرسل الأرطبون، كبير القادة لِيتولّى ذلك.
- عدم اطمئنانه إلى ولاء المصريين للإمبراطوريَّة، وخشي أن يستغلوا الفُرصة ويقوموا بِثورة ضدَّ الحُكم البيزنطي.
- تهيُّبه الدُخول في مُغامرةٍ عسكريَّةٍ مع المُسلمين مع علمه بِمقدرتهم القتاليَّة وتفوُّقهم في ميدان القتال، وبِخاصَّة أنَّهم خارجون من انتصاراتٍ مُتلاحقة في الشَّام والعراق، ومعنويَّاتهم مُرتفعة.

افتقر عمرو إلى آلات الحصار، إذ لم يكن للمُسلمين عهدٌ بِأساليب حِصار المُدن، واعتمدوا في فُتوحهم لِمُدن العراق والشَّام على المُواجهة أو الصبر عليها إلى أن يضطرَّها الجوع ونقص المُؤن إلى الاستسلام. وهكذا ضرب عمرو الحصار على الفرما، وتحصَّنت حاميتها البيزنطيَّة وراء الأسوار، وجرت مُناوشاتٌ بين الطرفين استمرَّت مُدَّة شهر، بينما يذكر ياقوت الحموي أنَّ القتال بالفرما استمرَّ مُدَّة شهرين من الزمن، ثُمَّ اقتحمها المُسلمون في 19 مُحرَّم 19هـ المُوافق فيه 20 كانون الثاني (يناير) 640م. كان أهلُ الفرما وفق بعض المُؤرخين عربًا مسيحيّون من موالي الروم، وكانوا يُؤدون الأموال إلى المُقوقس، وقد رحبوا بالمُسلمين من واقع صلة الرحم، كما كان يسكُنها مصريّون، وتُشيرُ بعض الروايات التاريخيَّة أنَّ المصريين من أبناء المدينة ساعدوا عمرو بن العاص ضدَّ الروم، ذلك أنَّ بطريرك الإسكندريَّة بنيامين الأوَّل لمَّا بلغتهُ أخبار قُدوم عمرو بن العاص على رأس الجُند المُسلمين إلى مصر، كتب إلى المصريين يُبشرهم بِقُرب زوال مُلك الروم، وانتهاء حُكمهم في مصر. وطلب من المصريين مُساعدة المُسلمين وقائدهم، كما قيل أنَّهُ وجَّه رسالةً إلى جميع الأساقفة يطلب إليهم أن يُناصروا الفاتحين الجُدد.
أمَّن فتح الفرما للمُسلمين المركز المُسيطر على خُطوط مُواصلاتهم مع الشَّام، وضمن لهم وُصول الإمدادات التي وعدهم بها عُمر بالإضافة إلى طريق الانسحاب إذا تعرَّضوا للهزيمة. ولمَّا كانت قُوَّاته قليلة العدد، ولا يُمكنه ترك حامية عسكريَّة لِحراستها، فقد هدم عمرو أسوار المدينة وحُصونها حتَّى لا يستفيد البيزنطيّون منها فيما لو امتلكوها ثانيةً.

### فتح بِلبيس
تابع عمرو توغُّلهُ في أرض مصر بعد فتح الفرما، وانضمَّ إليه جُندٌ من البدو المُقيمين على تُخوم الصحراء المصريَّة، طمعًا في الغنيمة، فعوَّضوا المُسلمين عمَّن فقدوه حتَّى ذلك الوقت. وسار مُنحدرًا إلى الجنوب فتخطَّى مدينة مجدل القديمة إلى موقع القنطرة المُعاصر، ومن ثُمَّ توجَّه غربًا إلى القصاصين - الصالحيَّة - ثُمَّ انحرف جنوبًا فاجتاز وادي الطميلات حتَّى بلغ بِلبيس، وفتح خلال سيره سنهور (موقعها قرب المناجاة الكبرى) وتنيس. وقد اختار هذا الطريق لِخُلُوِّه من المُستنقعات، ولم يلقَ في طريقه الطويل هذا مُقاومةٌ تُذكر لا من جانب السُكَّان ولا من جانب البيزنطيين، ولم يكن يُدافع إلَّا بالأمر الخفيف. ضرب عمرو الحصار على المدينة وقاتل حاميتها الروميَّة شهرًا. وكان الروم قد تحصَّنوا فيها بِقيادة الأرطبون، وكان بها «أرمانوسة» ابنة المُقوقس، وقد جهَّزها بِأموالها وجواريها وغلمانها وهي في طريقها نحو قيسارية لِتتزوَّج من قُسطنطين بن هرقل. وينفردُ الواقدي بالإشارة إلى يوقنا - صاحب حلب - وكان قد اعتنق الإسلام، تقدَّم على رأس بعض الجُند وقد تنكروا بزيِّ الروم حتَّى وصل بِلبيس، في مُحاولةٍ منه أن يستطلع الأخبار ويُمهِّد الأُمور، فلم يعلم أحدٌ من البيزنطيين بما أراده، ولمَّا علم بِوُجود أرمانوسة في المدينة، سار إليها حتَّى يُوهمها بأنَّهُ قادمٌ من قِبل قُسطنطين لِيحملها إليه في القُسطنطينيَّة، فأحسنت إليه ولِصحبه أولًا، ولكنَّها ما لبثت أن علمت بالخديعة التي أرادها، فأعدَّت العدَّة لِقتاله وبعثت بِكتابٍ إلى أبيها المُقوقس تُعلمه بما حدث، وتُخبرهُ بِتقدُّم جُند المُسلمين في الأراضي المصريَّة، وسألته الاستعداد لِلقائهم وإرسال قُوَّة لِنُصرتها عليهم.
ولمَّا عرف المُقوقس بِوُصول المُسلمين جمع كِبار رجال ولاية مصر وسألهم المشورة، فاقترحوا عليه إرسال جيش إلى أرمانوسة لِمُساعدتها ضدَّ المُسلمين، إلى جانب الاستنجاد بِجيرانه لِنُصرته عليهم، وجمع الجُيوش من جميع البلاد المصريَّة، استعدادًا لِمُواجهة الغُزاة. ولكنَّ المُقوقس أبى ذلك، وأعلم الحاضرين بِأنَّهُ مهما استعد فلن يقوى على هؤلاء، وأنَّهُ من الحكمة أن يُرسل إلى ابنته كتابًا يطلب فيه منها التلطُّف في مُعاملة يوقنا ومن معه من الجُند المُسلمين، ومنحهم الأمان، وإرسالهم إليه لِتطيب خاطرهم. بالمُقابل، يُشيرُ البعض إلى أنَّ المُقوقس أرسل قُوَّةً عسكريَّةً للاستطلاع، ولكنَّها لم تُحاول إلَّا مُناوشة المُسلمين في قتالٍ خفيفٍ، إلَّا أنها فشلت في مُهمَّتها وخسرت المعركة، فتمزَّق الجيش، وقُتل منهُ نحو ألف جُنديّ وأُسر نحو ثلاثة آلاف وفرَّ الباقون، كما خسر المُسلمون بعض الجُند ودخلوا على إثر ذلك مدينة بِلبيس. أمَّا أرمانوسة فأرسلها عمرو بن العاص في جميع مالها إلى أبيها المُقوقس، في صُحبة قيس بن سعد بن عبادة الخزرجي، الذي قال للمُقوقس في حديثٍ طويلٍ له معه: «أَيُّهَا المَلِك، لَا بُدَّ لَنَا مِنْكُم»، أي أنَّ فتح المُسلمين لِمصر لا بُدَّ وأن يقع، وعرض عليه الإسلام مرَّة أُخرى، فوعدهُ المُقوقس بِعرض الأمر على قومه، مع الإشارة إلى أنَّهُ واثق من عدم استجابتهم له.

### فتح أُم دنين

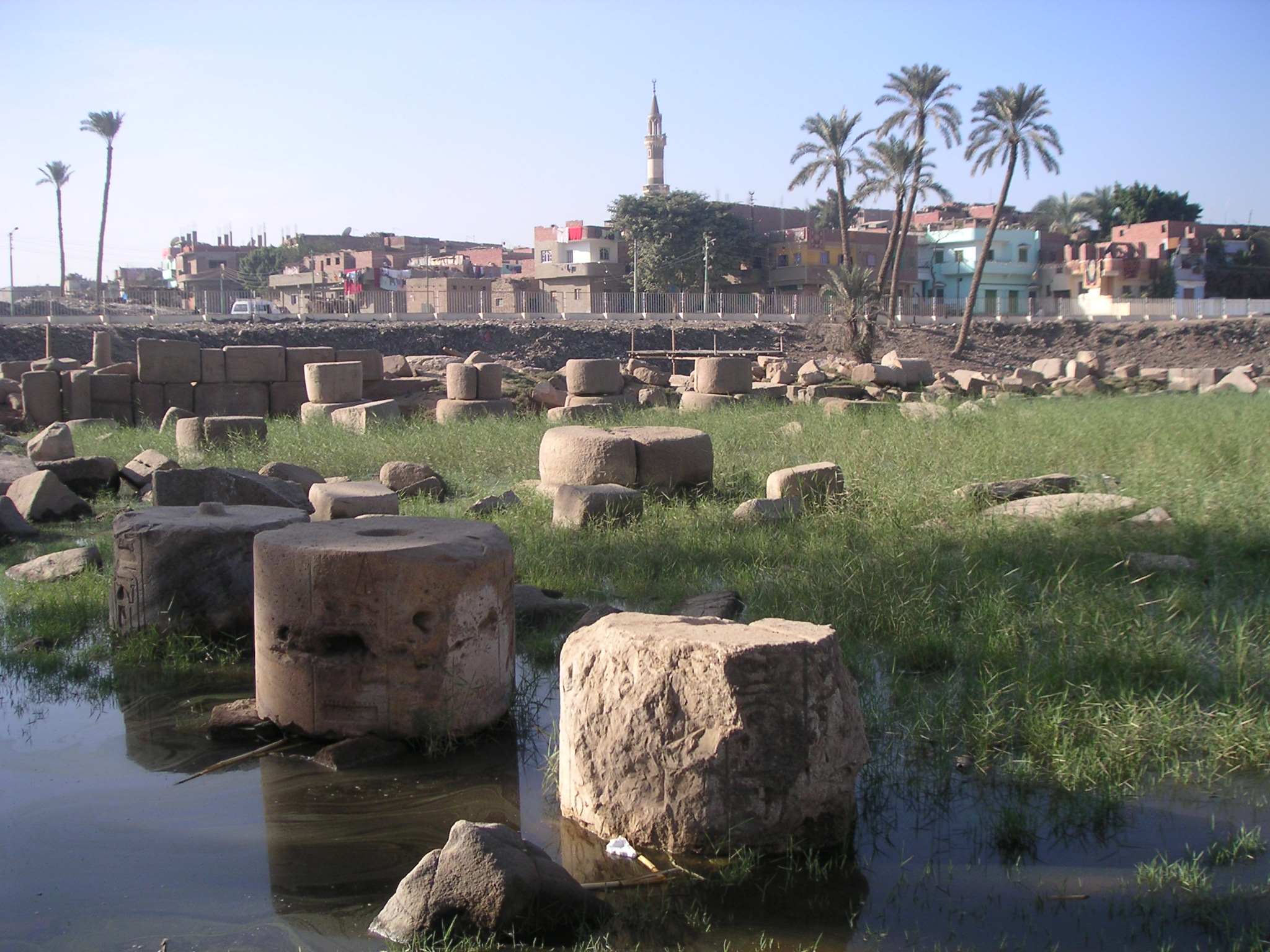
أطلال مدينة منف، عاصمة مصر الفرعونيَّة القديمة، والتي تمكَّن المُسلمون من السيطرة عليها بعد أن فتحوا قرية أُم دنين ذات الأهميَّة الإستراتيجيَّة.

سار عمرو بن العاص من بِلبيس مُتاخمًا للصحراء، فمرَّ بِمدينة عين شمس ثُمَّ هبط إلى قريةٍ على النيل اسمُها «أُم دنين»، وتقعُ إلى الشمال من حصن بابليون، وعسكر قريبًا منها. اشتهرت أُم دنين بِحصانتها، وكان يُجاورها مرفأ على النيل فيه سُفنٌ كثيرة، حتَّى أنها كانت تُعتبرُ ميناء قلب مصر، وما كان المُقوقس لِيرضى بِأن تقع في أيدي المُسلمين. وأدرك أخيرًا خطأ ما اتخذهُ من قرار الإحجام والتصدي للمُسلمين باكرًا حتَّى وصل خطرهم إلى قلب مصر، فغادر الإسكندريَّة إلى حصن بابليون لِيُدير العمليَّات العسكريَّة ويُشرف عليها، وحشد جيشًا استعدادًا للقتال. وجرت بين الجيش الإسلامي وحامية المدينة بعض المُناوشات على مدى عدَّة أسابيع لم تُسفر عن نتيجة حاسمة لِأيٍّ منهُما، إنَّما بدأ المُسلمون يشعُرون بِتناقص عددهم بمن كان يُقتل منهم في الوقت الذي لم يتأثر البيزنطيّون كثيرًا بِفُقدان بعض جُندهم، فاضطرَّ عمرو أن يُرسل إلى الخليفة عُمر في المدينة المُنوَّرة يستحثُّه في إرسال إمدادات على وجه السُرعة، فوعدهُ بذلك. والواقع أنَّ موقف عمرو كان حرجًا، فقد علم من خِلال العُيون التي بثَّها في المنطقة أنَّهُ لن يستطيع أن يُحاصر حصن بابليون أو يفتحه بمن بقي معهُ من الجُند، وبالتالي فتح مدينة منف المُتصلة به، كما أنَّهُ يتعذَّر عليه التراجع حتَّى لا يفُتَّ في معنويَّات جُنوده، فيُقوِّي عليهم عدُوِّهم، بالإضافة إلى أنَّهُ كان مُصرًّا على فتح منف، غير أنَّهُ كان لديه بصيصُ أمل من واقع وعد الخليفة بِإمداده بالمُساعدة. ودار في غُضون ذلك قتالٌ شديدٌ تحت أسوار أُم دنين، وكانت كفَّة الصراع مُتأرجحة بين النصر والهزيمة من واقع توازن القوى. لكنَّ الإمدادات تأخَّرت في الوُصول، وتضايق المُحاصرون، وكاد اليأسُ يدبُّ في نُفوسهم. ولمَّا كان فتح أُم دنين يُشكَّل ضرورةً قُصوى حتَّى يستفيد المُسلمين من السُفن الرَّاسية في المرفأ لاجتياز النهر، رأى عمرو أن يُشغل جُنوده بِنصرٍ آخر كسبًا للوقت حتَّى تصل الإمدادات، فقسَّم جُندهُ إلى مجموعتين: ترك إحداها في حصار أُم دنين، وقاد الأُخرى بنفسه إلى مدينة عين شمس. ووصلت في غُضون ذلك طلائع الإمدادات، وبلغت وفق بعض المصادر أربعة آلاف جُنديّ بِقيادة الزُبير بن العوَّام، ويذكر المُؤرخون المُسلمون أنَّ المدد الذي بعث به الخليفة إلى عمرو بن العاص كان اثني عشر ألف مُقاتل، ويذكر بعضُهم أيضًا أنَّهُ كان عشرة آلاف فقط. ومهما يكن من أمر فقد قويت عزيمةُ المُسلمين بعد أن بلغتهم الإمدادات. وأُسقط في يد حامية أُم دنين فقلَّ خُروجهم لِلقاء المُسلمين، فاستغلَّ عمرو هذا الإحجام وشدَّد حِصاره على المدينة حتَّى سقطت في يده، وهُزمت حاميتها الروميَّة شرَّ هزيمة. وفي الحقيقة، أظهر عمرو بن العاص مقدار حنكته العسكريَّة والإستراتيجيَّة حين قسَّم جُندهُ إلى ثلاث فرق، حتَّى يُوهم عدوَّهُ بِكثرة المُسلمين، وجعلها تُحارب في ميادين ثلاثة مع تركيزه على الهدف الرئيسي، فكان لِهذا صدىً في انتصاره. تمكَّن بعضُ الروم وقادتهم من الفرار إلى حصن بابليون، في حين هلك كثيرٌ منهم، وسُرعان ما ترك هؤلاء الناجين الحصن ولجأوا إلى مدينة نقيوس، فرارًا من مذبحة قد تحلُّ بهم فيما لو تقدَّم المُسلمون.

### الإغارة على الفيُّوم
تذكرُ بعض الروايات التاريخيَّة القبطيَّة أنَّ فتح الفيُّوم كان بعد حِصار أُم دنين وقبل فتح حصن بابليون، كما تُشيرُ إلى أنَّ عمرو بن العاص قد حاول فتح إقليم الفيُّوم قبل إتمام فتح أُم دنين، ولكن لم يُحالفه التوفيق. وتنصُّ هذه الروايات أنَّ عمرو سار ومن معهُ من المُسلمين إلى الجنوب بعد أن عبروا النهر سالمين، وتوجَّهوا نحو الفيُّوم، وعندما وصل إلى تُخومها وجد الحاميات البيزنطيَّة مُتأهبةً للتصدي لهُ بِقيادة «دومنتيانوس» حاكم الفيُّوم، فاصطدم بِقُوَّة الطليعة بِقيادة يوحنَّا وتغلَّب عليها وقتل قائدها إلَّا أنَّهُ لم يتمكن من فتح الفيُّوم. وعلِم في هذه الأثناء بِوُصول الإمدادات الإسلاميَّة، فعاد أدراجه إلى الشمال مُنحدرًا مع النهر، واتَّصل بالمدد العسكري في عين شمس على مقرُبةٍ من حصن بابليون. ولم يُحاول ثُيودور القائد العام للجيش البيزنطي أن يخرج من الحصن لِيحول دون التقاء الجيشين الإسلاميين مُضيعًا فُرصة بيزنطيَّة أُخرى. حقَّقت غارات عمرو بن العاص على الفيُّوم عدَّة فوائد للمُسلمين لعلَّ أهمَّها: إخراج الجيش الإسلامي من المأزق الذي وُجد فيه عند أُم دنين والانتقال به إلى مكانٍ أكثر أمانًا بانتظار وُصول الإمدادات الإسلاميَّة، وإنجاز بعض الانتصارات ممَّا رفع معنويَّات المُسلمين وفتَّ في عضد البيزنطيين الذين أظهروا حُزنًا بالغًا لِمقتل القائد يوحنَّا، وبثُّ الرُّعب في قُلوب الحاميات البيزنطيَّة المُنتشرة في النواحي، وإظهار الدليلُ القاطع للمصريين على أنَّ الوُجود البيزنطي في البلاد بدأ يتعرَّض لِخطرٍ حقيقيٍّ.

### معركة عين شمس

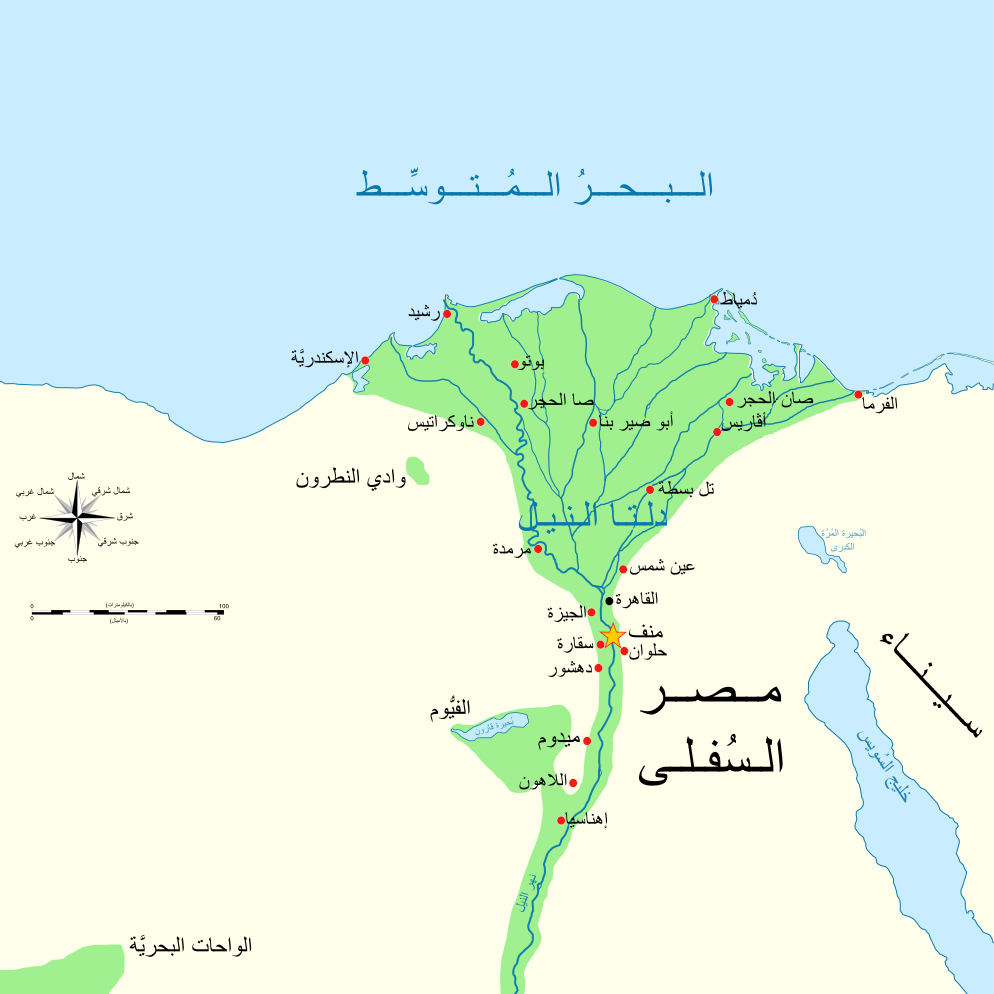
خريطة لِمصر السُفلى تُظهر مواقع المُدن الباقية والمُندثرة، ومن ضمنها موقع عين شمس حيثُ دارت المعركة الفاصلة بين الروم والمُسلمين.

كان من بين الجُنود الذين أرسلهم عُمر بن الخطَّاب عددٌ من كبار الصحابة، أمثال الزُبير بن العوَّام وعبادة بن الصَّامت والمُقداد بن الأسود ومسلمة بن مُخلَّد وغيرهم، فاغتبط المُسلمون بمقدمهم. وكان الهدف التالي لِعمرو فتح حصن بابليون، فعسكر في عين شمس واتَّخذها مقرًّا له، وراح يستعد لِمُهاجمة الحصن. والمعروف أنَّ موقع عين شمس يصلح لِأن يكون قاعدةً عسكريَّة، فهُو مُرتفع من الأرض يُحيطُ به سورٌ غليظ، ويسهُل الدفاع عنه، وتتوفَّر فيه المياه والمُؤن. وضع عمرو خطَّة تقضي باستفزاز الجُنود البيزنطيين وحملهم على الخُروج من حصن بابليون، لِيُقاتلهم في السهل خارج الأسوار. ويبدو أنَّ ثُيودور قائد الجيش البيزنطي شعر بالقُوَّة بما كان تحت إمرته من المُقاتلين، فخرج من الحصن على رأس عشرين ألفًا وسار بهم باتجاه عين شمس، وكانت على مسافة ستَّة أميال أو سبعة من المُعسكر الإسلامي؛ للاصطدام بالمُسلمين. وتلقَّى عمرو أنباء هذا الخُروج بِسُرورٍ بالغ، فعبَّأ قُوَّاته استعدادًا للقاء المُرتقب، ونفَّذ خطَّةً ذكيَّةً للاطباق على القُوَّات البيزنطيَّة، ففصل فرقتين من جيشه يبلغ عدد أفراد كُلٍ منها خُمسُمائة مُقاتل، وأرسل إحداهُما إلى أُم دنين، والأُخرى إلى مغار بني وائل (عند قلعة الجبل المُعاصرة) شرقي العبَّاسيَّة، وكانت بِقيادة خارجة بن حُذافة السهمي. وسار هو من عين شمس باتجاه القُوَّات البيزنطيَّة المُتقدِّمة، وتوقَّف في موضع العبَّاسيَّة الحالي ينتظر وُصول جُموع البيزنطيين لِيصطدم بهم. انتشرت القُوَّات البيزنطيَّة في السهل إلى الشمال الشرقي من الحصن، وإذ بلغهم خُروج المُسلمين من عين شمس، سُرّوا بذلك، وظنّوا أنَّهم ضمنوا النصر عليهم، فتعاهدوا على القتال حتَّى الموت، ولم يعلموا بِخطَّة عمرو العسكريَّة. ثُمَّ حدث اللقاء، وكان ذلك خِلال شهر شعبان سنة 19هـ المُوافق فيه شهر تمُّوز (يوليو) سنة 640م، ولعلَّهُ كان في مكانٍ وسط بين المُعسكرين الإسلامي والبيزنطي عند العبَّاسيَّة المُعاصرة. وأثناء احتدام القتال، خرج أفراد الكمين الذي أعدَّهُ عمرو، فاجتاحت فرقة خارجة مُؤخرة الجيش البيزنطي التي فُوجئت وأُخذت على حين غرَّة، فحلَّت بالروم كارثة إذ وقعوا بين فكيّ الكمَّاشة، وتولَّى جُنودهم الفزع ودبَّت الفوضى في صُفوفهم، فحاولوا الفرار نحو أُم دنين، فأطبقت عليهم الفرقة الأُخرى، وأضحوا بين ثلاثة جُيوش، فانحلَّ نظامهم، وإذ أدركوا أنَّ لا أمل لهم في المُقاومة والصُمود لاذوا بالفرار لا يلوون على شيء، ونجحت فئة قليلة منهم ببلُوغ الحصن وهلكت فئة كبيرة. ودخل المُسلمون إلى أُم دنين مرَّة أُخرى، ووطدوا أقدامهم على ضفاف النيل. عندما بلغت أنباء الهزيمة من بِحصن بابليون من الجُند الروم خافوا على أنفُسهم، ففرَّ بعضهم عبر النهر إلى مدينة نقيوس إلى الشمال من منف، وبقي بعضُهم الآخر في الحصن للدفاع عنه. استغلَّ عمرو انتصاره الحاسم هذا، فنقل مُعسكره من عين شمس وضربهُ في شمالي الحصن وشرقه بين البساتين والكنائس، وهو المكان الذي عُرف فيما بعد بالفسطاط، ثُمَّ سار إلى مدينة منف واستولى عليها بدون قِتال. ولم يستطع الجيش البيزنطي الموجود في الحصن أن يمُد لها يد المُساعدة.

### فتح الفيُّوم

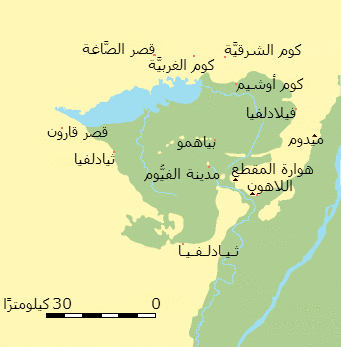
خريطة إقليم الفيُّوم.

تنُصُّ بعض الروايات التاريخيَّة القبطيَّة أنَّ عمرو بن العاص ما أن وصلهُ المدد من الخليفة حتَّى وجَّه جهُوده لِإتمام الاستيلاء على إقليم الفيُّوم. وتنص هذه المصادر على أنَّ من تولَّى الدفاع عن الفيُّوم كان قائد الحامية الروميَّة المدعو يوحنَّا، كما أقام الروم أيضًا حامية في مدينة اللاهون لِتُتابع تحرُّكات القُوَّات الإسلاميَّة وتنقل أخبارها إلى يوحنَّا وجُنده المُقيمين بالقُرب من شاطئ النهر. وأرسل الروم سريَّة من الرُماة والفُرسان لِتحول بين المُسلمين الفاتحين وبين تقدُّمهم نحو الفيُّوم. وهكذا بذلت القُوَّات الروميَّة كُل الجُهود العسكريَّة لِمُواجهة الفتح الإسلامي. واضطرَّ المُسلمون أمام هذه الاستحكامات البيزنطيَّة إلى الزحف في الصحراء، وواصلوا تقدُّمهم حتَّى وصلوا إلى البهنسا، وقضوا على حاميتها الروميَّة. ثُمَّ اتجهوا لِقتال حامية يوحنَّا التي لجأت إلى مدينة أبويط. ولكنَّ القُوَّات الإسلاميَّة حاصرتها وقضت عليها. وعلم ثيودوسيوس - حاكم إقليم الفيُّوم - وانستاس حاكم مدينة الإسكندريَّة - بانتصارات المُسلمين، فسارعا بالفرار إلى حصن بابليون، حيثُ لحق بهما بعض القادة من أبويط، وأخبراهم ومن معهم من القُوَّات المُحتشدة بِخُطورة الموقف.
وبعد نجاح عمرو بن العاص وجُنده في الاستيلاء أُم دنين وإلحاق الهزيمة بالبيزنطيين، أعدَّ العدَّة لِإتمام فتح الفيُّوم. وكان يقوم بأمرها - بعد هرب ثيودوسيوس - شخصٌ يُدعى دومنتيانوس، فأصابهُ الذُعر عندما علم بانتصارات المُسلمين الساحقة على الروم، فأسرع بالفرار إلى مدينة نقيوس دون أن يعلم بِقراره أحد، تاركًا الفيُّوم وشأنها، فعلم عمرو بن العاص بذلك، واشتدَّ ساعده، وأرسل فرقة من جُنده نجحت في الاستيلاء على مدينة الفيُّوم ومدينة أبويط. وهكذا تمَّ للمُسلمين فتح إقليم الفيُّوم وباءت جُهودُ الروم بالفشل.
هذه هي الروايات القبطيَّة التي تتحدَّث عن فتح المُسلمين لِإقليم الفيُّوم، ولكن المُؤرخين المُسلمين يجمعون على أنَّ فتح الفيُّوم كان بعد فتح حصن بابليون، وليس قبله، كما يذهب المُؤرِّخ القبطي يوحنَّا النقيوسي. كما أنَّ الروايات الإسلاميَّة تذكر أنَّ الذي قام بِفتح إقليم الفيُّوم أحد قادة عمرو، وتنُصُّ بعض المصادر أنَّه ربيعة بن حُبيش بن عوفطة الصرفي، وفي روايةٍ أُخرى أنَّه قيس بن الحارث المُرادي الذي عهد إليه عمرو أيضًا بِفتح بلاد الصعيد، وأنَّ ربيعة بن حُبيش قد لحق به عند مدينة القيس (التي قيل أنَّها سُميت بِذلك نسبةً إلى قيس بن الحارث نفسه) فاشتركا معًا في فتح إقليم الفيُّوم. في حين يذكر البلاذري أنَّ عمرو بن العاص لمَّا فتح حصن بابليون أرسل خارجة بن حذافة العدوي لِفتح الفيُّوم وقُرى الصعيد، فغلب عليها. وتُشيرُ بعض هذه المصادر الإسلاميَّة إلى أنَّ المُسلمين ظلَّوا يجهلون مكان إقليم الفيُّوم بعد فتح الحصن بسنةٍ كاملة، حتَّى دلَّهم إليه بعضُ المصريين، فأرسل عمرو بن العاص أحد قادته على رأس قُوَّة عسكريَّة لِفتح الفيُّوم، وأنَّ هذه القُوَّة توغلت في جنوبي الدلتا فاستولت على أثريب ومنوف في إقليم المُنوفيَّة. ويبدو أنَّ أهل مصر، من المسيحيين بِصفة خاصَّة، بدءوا يُقدِّمون المُساعدات الفعَّآلة للمُسلمين ويتعاونون معهم، بعد استيلائهم على إقليم الفيُّوم. فقد طلب عمرو من «أبي قيرس» حاكم دلاص أن يبعث إلى القُوَّات الإسلاميَّة في الفيُّوم بعض السُفن لِينتقلوا بها من الجانب الغربي للنيل إلى الجانب الشرقي للسيطرة على ضفَّتيّ النيل. كما طلب عمرو أيضًا من الأعيرج (لعلَّهُ تحريف لاسم جورج أو جرجس) حاكم إقليم منف، أن يبني جسرًا على قناة مدينة قليوب حتَّى يتمكَّن من فتح المُدن المصريَّة. كما أنَّ فتح مدينتيّ أثريب ومنوف تمَّ بمُساعدة المصريين النصارى له.

### فتح حصن بابليون

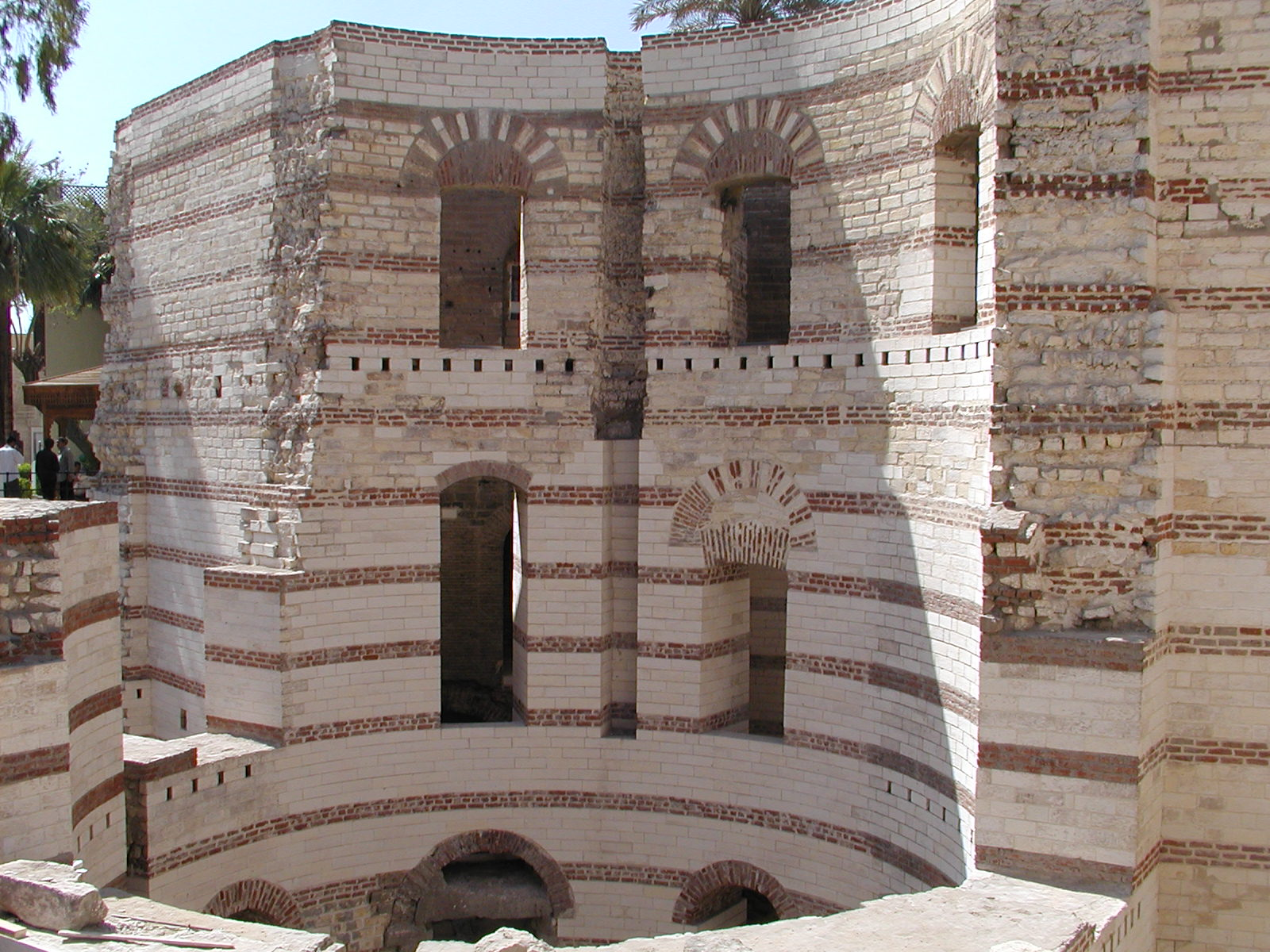
أطلال حصن بابليون.

لم يبقَ بِأيدي البيزنطيين سوى حصن بابليون، فكان هدف عمرو التالي قبل أن يتوجَّه إلى الإسكندريَّة لِفتحها. إذ لم يشأ أن يُشتِّت قُوَّاته ويُضعفها لِيذر قسمًا منها على حصار الحصن ولِيسير بالقسم الآخر إلى الشمال حتَّى يبلغ الإسكندريَّة، ممَّا يُشكِّلُ خطرًا على إنجازاته التي حقَّقها حتَّى ذلك الحين من واقع رد فعل البيزنطيين الذين سوف يستغلّون هذه الفُرصة لِيقوموا بِحركاتٍ ارتداديَّةٍ يستعيدون بِواسطتها ما فقدوه من أراضٍ ويطردون المُسلمين من مصر، لِذلك ركَّز جُهوده العسكريَّة على فتح الحصن، فسار إليه في شهر شوَّال سنة 19هـ المُوافق فيه شهر أيلول (سپتمبر) سنة 640م وحاصره. ويقعُ حصن بابليون قُرب منف ومُقابل جزيرة الروضة التي تُحيط بها مياه النيل، وكان من أقوى الحُصون بعد الإسكندريَّة، وذلك بِسبب قربه من منف ولِمناعة أسواره، فهُو مبني بالطوب والحجر، ويبلغ عرض جُدرانه نحو ثمانية أقدام وارتفاعها نحو ستين قدمًا، وأبراجه مُرتفعة، وهو مُحاطٌ بالخنادق ومياه النيل. أدرك سُكَّان الحصن وأفراد حاميته أنَّ الحصار سوف يطول لِسببين: الأوَّل هو أنَّهُ بدأ في وقت فيضان النيل وارتفاع مياهه، فيتعذَّر على المُسلمين أن يجتازوه أو يُهاجموا الحصن، ولا بُدَّ لهم من الانتظار حتَّى هُبوط الفيضان؛ الثاني هو أنَّ مناعة الحصن ومتانة أسواره وما يُحيط به من الماء وضعف وسائل الحصار سوف يُشكِّلُ عائقًا أمام المُحاصرين من الصعب أن يجتازوه بسُرعة، وما غنموه من بعض آلات القتال لم يكن لهم خبرة باستعمالها أو بِطُرق إصلاحها إذا تعطَّلت، لِذلك استعدَّ الطرفان لِحصارٍ طويل. والواقع أنَّ الحصار لم يكن مُحكمًا، فقد ظلَّت طريق الإمدادات بين الحصن وجزيرة الروضة مفتوحة لِأنَّ عمرو لم يكن قد أحكم سيطرته على الطُرق المائيَّة بعد.
كان عددٌ من حُكَّام الروم من ضمن المُتحصنين في بابليون، وما أن عرفوا بِقُدوم المُسلمين وانتصارهم في إقليم منف ومُساعدة بعض المصريين لهم، بادروا بالخُروج إلى الإسكندريَّة، تاركين الحامية تتولّى مُهمَّة الدفاع عنه، ومما زاد في إحباطهم وخوفهم أنَّ بعض المصريين اعتنقوا الإسلام وانضموا إلى الجيش الإسلامي بِقيادة عمرو بن العاص، فكانوا له خير أعوان وأدلَّاء يصحبونه ويدُلونه على الطُرق والمواقع، ويُخبروه عن أسرار وأوضاع الروم. يُشيرُ بعض المُؤرخين إلى أنَّ المُقوقس كان في جزيرة الروضة عندما ضرب المُسلمون الحصار على الحصن، وقيل كان في الحصن مع سائر القادة ولم يخرج منه إلَّا بعد شهر، أمَّا قيادة الجيش فكانت للأعيرج. وتراشق الطرفان بالمجانيق من جانب البيزنطيين والسهام والحجارة من جانب المُسلمين، مُدَّة شهر، حيثُ بدأ فيضان النيل بالانحسار. وأدرك المُقوقس أنَّ المُسلمين صابرون على القتال وأنَّهم سيقتحمون الحصن لا محالة، كما يئس من وُصول إمدادات من الخارج، فاضطرَّ إلى عقد اجتماع مع أركان حربه للتشاور في الأمر، وتقرَّر بذل المال لهم ليرحلوا عنهم وأن يذهب المُقوقس بِنفسه للتفاوض مع عمرو في هذا الشأن بشكلٍ سريٍّ حتَّى لا يعلم أحد من المُدافعين عن الحصن، فتهن عزائمهم. فخرج من الحصن تحت جُنح الظلام مع جماعة من أعوانه، وركب سفينة إلى جزيرة الروضة. فلمَّا وصل إليها أرسل رسالةً إلى عمرو مع وفدٍ ترأسهُ أُسقف بابليون، يعرض عليه أن يُرسل وفدًا لِإجراء مُفاوضات بِشأن التفاهم على حلٍّ مُعيَّن. تعمَّد عمرو بن العاص الإبطاء في الرَّد مُدَّة يومين وأبقى أعضاء الوفد عنده رغبةً منه أن يطَّلع المُقوقس وأهل مصر على بأس المُسلمين وحالهم. ومهما يكن من أمر، فقد عاد أعضاء الوفد بعد يومين يحملون رد عمرو يُخيِّرُ المُقوقس بين الإسلام أو الجزية أو القتال. كان من الصعب على المُقوقس وجماعته التخلّي عن المسيحيَّة واعتناق الإسلام، ذلك الدين الذي لا يعرفون عنهُ شيءًا، وبذلك رفضوا الشرط الأوَّل، وخشوا إن هُم قبلوا بدفع الجزية أن يستضعفهم المُسلمون، ويذُلُّوهم في الوقت الذي استبعدوا فيه فكرة الحرب خشية الهزيمة وبِخاصَّةٍ بعد أن وصف أعضاء الوفد وضع المُسلمين الجيِّد وتضامُنهم وجُهوزيَّتهم القتاليَّة. ومع ذلك فقد قبل المُقوقس الدُخول في الصُلح، وطلب من عمرو أن يُرسل إليه جماعةً من ذوي الرأي للتباحُث بِشُروطه، فأرسل إليه وفدًا بِرئاسة عبادة بن الصَّامت، فاستقبلهُ الروم والمصريّون حيثُ طمأنهم بأنَّهم سيكونون آمنين على أنُفسهم وأموالهم وكنائسهم وصُلبانهم ونسائهم وذراريهم إن هُم قبلوا دفع الجزية، ممَّا شجَّع المُقوقس على المضيّ في طريق الإذعان.

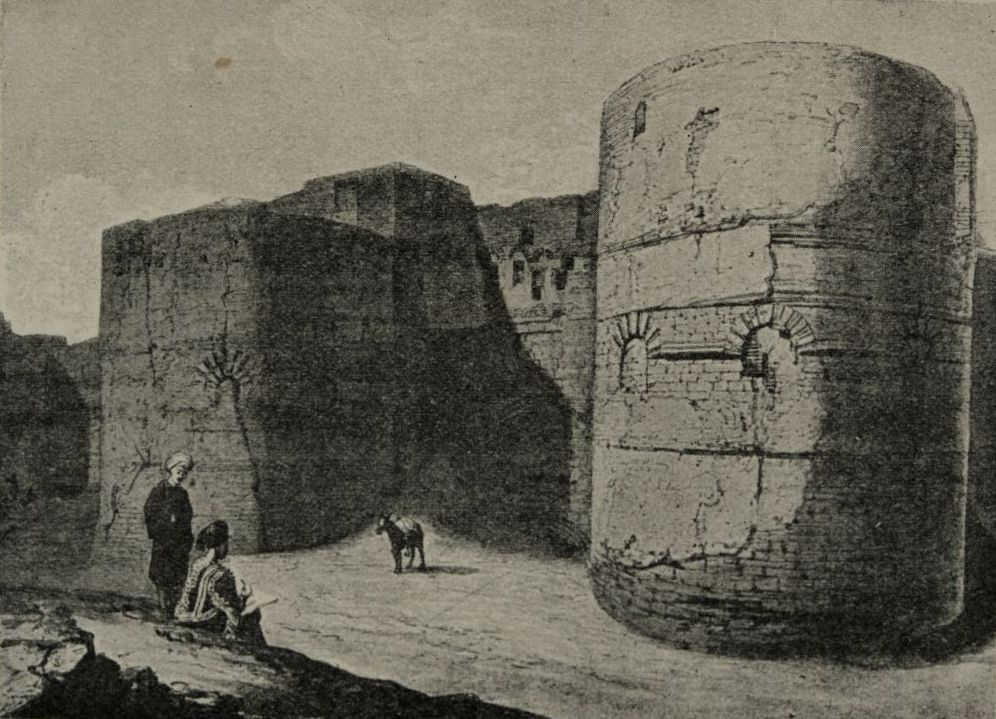
بوَّابة «قصر الشمع»، وهي إحدى تسميات حصن بابليون، كما كانت تبدو سنة 1830م. يُعتقدُ بأنَّ تسمية الحصن بهذا الاسم سببها أنَّه في أوَّل كُل شهر كانت الشُموع تُضاء فوق بُرجٍ من أبراج الحصن، والبعض يعتبر أنها تحريف لِلفظ «خيمي».

استضاف عمرو - عقب هذا الصُلح - الروم ومن معهم من المصريين، وصنع لهم الثريد (الخُبز الذي يُفت ثُمَّ يُبل بالمرق) والعراق (العظم الذي أُكل لحمُه) وأمر أصحابه أن يقعُدون على رُكبهم إلى جانب الروم في مُحاولةٍ منه لِتهدئة روعهم والتأكيد على أنَّ المُسلمين لم يأتوا للاعتداء على الأهالي وسلبهم نفائسهم ومُقدَّساتهم. ولكن يبدو أنَّ القُبول بِقرار الاستسلام لم يكن عامًّا، فقد وُجدت فئة من الجُند رفضت الصُلح مع المُسلمين، وكانت بِقيادة الأعيرج، وأصرَّت على المُقاومة المُسلَّحة، عند ذلك طلب المُقوقس من عمرو المُهادنة مُدَّة شهر للتفكير في الأمر، فمنحهُ ثلاثة أيَّام. ولم تلبث أنباء المُفاوضات أن انتشرت بين عامَّة الجُند، فثارت ثائرتهم ضدَّ المُقوقس. ولمَّا انتهت أيَّامُ الهدنة، استعدَّ الطرفان لاستئناف القتال، وأحرز المُسلمون بعض الانتصارات ممَّا دفع المُقوقس إلى تجديد الدعوة لِأركان حربه للاستسلام، فقبلوا مُكرهين، واختار المُقوقس خصلة دفع الجزية، واشترط موافقة الإمبراطور هرقل وتجميد العمليَّات العسكريَّة حتَّى يأتي الرد من القُسطنطينيَّة، وتبقى الجُيوشُ في أماكنها خِلال ذلك، وتعهَّد أن يبعث بِعهد الصُلح إلى القُسطنطينيَّة لِأخذ مُوافقة الإمبراطور. غادر المُقوقس حصن بابليون وتوجَّه إلى الإسكندريَّة حيثُ أرسل عهد الصُلح إلى القُسطنطينيَّة وطلب مُوافقة هرقل عليه، لكنَّ الأخير لم يقتنع بِوجهة نظر المُقوقس بِشأن الصُلح مع المُسلمين، ورأى أنَّ العوامل القوميَّة والجُغرافيَّة التي ساعدت هؤلاء على فتح الشَّام غير مُتوفرة في مصر، وأنَّ بِحوزته - المُقوقس - قُوَّةٌ عسكريَّةٌ كبيرة تفوقُ في العدد قُوَّة المُسلمين، كما أنَّ الحصن كان متينًا يصعبُ على المُسلمين اقتحامه، فلا يُعقلُ والحالةُ هذه أن ينتصر المُسلمون، ولا بُدَّ من وُجود سر في الأمر أدَّى إلى هذه النكبة. واتَّهمهُ بالتقصير والخيانة والتخلّي للمُسلمين عن مصر، ونفاهُ بعد أن شهَّر به، ورفض عرض الصُلح مع المُسلمين. علِم المُسلمون بِرفض هرقل لِعهد الصُلح في شهر ذي الحجَّة 19هـ المُوافق فيه شهر كانون الأوَّل (ديسمبر) سنة 640م، فانتهت بذلك الهدنة واستأنف الطرفان القتال. كان المُدافعون عن الحصن قد قلَّ عددهم بسبب فرار كثيرٍ منهم إلى الإسكندريَّة، ولم تأتهم نجدة من الخارج، وبدأ المرض ينتشر بينهم، وانتهى فيضان النيل وغاض الماء عن الخندق حول الحصن، فأضحى بِمقدور المُسلمين الآن أن يُهاجموه. وتُشيدُ بعض المصادر التاريخيَّة بِجُهود الروم التي بُذلت للدفاع عن الحصن ومُقاومة الفتح الإسلامي. فقد ألقوا حسك الحديد في الخندق بدل الماء، وتراشقوا مع المُسلمين بالمجانيق والسهام. وجاءهم وهُم على هذه الحال نبأ وفاة الإمبراطور هرقل في شهر ربيع الأوَّل سنة 20هـ المُوافق فيه شهر شُباط (فبراير) 641م، ففتَّ ذلك في عضُدهم، واضطربوا لِموته، وتراجعت قُدرتهم القتاليَّة، ممَّا أعطى الفُرصة للمُسلمين لِتشديد الحصار قبل أن يقتحموا الحصن في 21 ربيع الآخر 20هـ المُوافق فيه 9 نيسان (أبريل) 641م. وقد اعتلى الزُبير بن العوَّام مع نفرٍ من المُسلمين، السُّور، وكبَّروا، فظنَّ أهلُ الحصن أنَّ المُسلمين اقتحموه، فهربوا تاركين مواقعهم، فنزل الزُبير وفتح باب الحصن لِأفراد الجيش الإسلامي فدخلوه. وفي رواية أنَّ الزُبير ارتقى السُّور، فشعرت حامية الحصن بِذلك، ففتحوا الباب لِعمرو وخرجوا إليه مُصالحين، فقبل منهم. ونزل الزُبير عليهم وخرج على عمرو من الباب معهم. واتفق أهلُ الحصن مع عمرو على رد ما أُخِذَ منهم عنوة والإبقاء على السبايا وأجروا من دخل في صلحهم من الروم والنوب مجرى أهل مصر، ويقول ابن الأثير أن الخليفة عُمر عاد ورد سبايا من لم يُقاتلهم. وكان صُلحُهم:
ساعد بعضُ المصريين عمرو بن العاص في أثناء حصاره للحصن، فقد تقدَّم إليه فريقان - على التوالي - أحدهُما بِقيادة شخص يُدعى مينا (ميناس)، والآخر بِقيادة قُزما (قُزماس) بن صموئيل، وقد قدموا على عمرو من الشاطئ الغربي للنيل، وكان هدفهم الكيد للروم، وهُم من أهالي إقليم الفيُّوم. وكانت المُعاونات التي يُقدِّمُها المصريّون للمُسلمون تدعمُ جُهودهم، وتُضعفُ من مُقاومة الروم، وتُحرج موقفهم، وتُقلل من هيبتهم. واتخذت المُساعدات التي قدَّمها المصريّون للجيش الإسلامي أثناء حِصار الحصن صُورًا عديدة، منها رفض أهل سمنود قتال المُسلمين عندما طلب منهم القائد ثُيودور ذلك كي يصرف انتباه عمرو عن الحصن بعض الشيء، كما قيل بأنَّ المصريّون من أعضاء الحامية الذين فتحوا أبواب الحصن لِعمرو رؤا في ذلك خير انتقامٍ لهم من الروم الذين لم يُراعوا حُرمة عيد الفُصح، فأخرجوا في هذا اليوم المصريين الذين كانوا في سجن الحصن - لِرفضهم اتباع مذهب الإمبراطور الديني - وأساؤا مُعاملتهم، فانهالوا عليهم ضربًا بالسياط وقطَّعوا أيديهم.

### وفاة هرقل وخِلافته

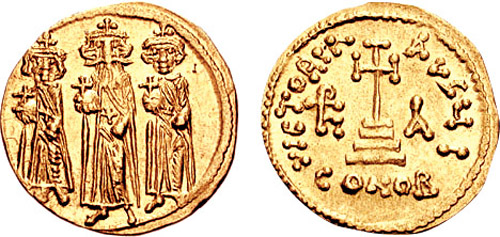
صرد يظهر عليه نقشٌ لِقيصر الروم الإمبراطور هرقل (في الوسط، الرجُل المُلتحي) في سنواته الأخيرة، يُحيطُ به ولداه قُسطنطين وهرقلوناس.

تُوفي الإمبراطور هرقل يوم 24 صَفَر 20هـ المُوافق فيه 11 شُباط (فبراير) 641م، وسُرعان ما ساد الاضطراب عاصمة الإمبراطوريَّة بعد وفاته بِسبب النزاع الأُسري على العرش. فقد تزوَّج هرقل خلال حياته من امرأتين: فابيا إيدوسا ومارتينا، ورُزق بِولدين من الأولى وحوالي تسعة من الأُخرى، لكنَّ أغلب أولاده كانوا عليلين ومُصابين بِإعاقاتٍ جسديَّة وعقليَّة. وهكذا لم يبقَ من يتولَّى العرش بعد وفاته إلَّا ولديه الكبيرين الصحيحين، وهُما قُسطنطين الثالث ابن فابيا إيدوسيا البالغ من العُمر ثمانية وعشرين سنة، وهرقلوناس ابن مارتينا البالغ من العُمر خمسة عشر سنة. وخِلال السنوات الأخيرة من حياة الإمبراطور، أصبح واضحًا أنَّ النزاع حول السُلطة سيحتدم بين قُسطنطين ومارتينا التي كانت تُحاول فرض ابنها وليًّا للعهد، فما كان من هرقل إلَّا أن أشار في وصيَّته إلى أنَّهُ ينبغي أن يشترك الأخوان معًا في الحُكم وأن يتساويا في المكانة والحُقوق. ولِحرصه على أن يجعل لِمارتينا قدرًا من النُفوذ المُباشر في إدارة الدولة، أعلن في وصيَّته بأنَّهُ ينبغي أن تشترك الإمبراطورة الأُم في الحُكم. عندما أعلنت مارتينا وصيَّة زوجها لقيت مُعارضةً شديدةً من جانب أركان الحُكم والشعب، فأُثيرت نتيجة ذلك مسائل تتعلَّق بالوضع الدُستوري العام، إذ أقرَّ أفرادُ الشعب تولية الأخوين العرش غير أنَّهم لم يقُرّوا باشتراك مارتينا في إدارة الشُؤون العامَّة، وأعلنوا أنَّها بوصفها امرأة لا تُمثِّلُ الإمبراطوريَّة وليس لها أن تستقبل السُفراء، وزعمت مارتينا لِنفسها هذا الحق ووقع الشقاق داخل شطريّ الأُسرة الحاكمة.
وهكذا ساد الصِّراعُ الحياة العامَّة في العاصمة البيزنطيَّة في وقتٍ تعرَّضت فيه الإمبراطوريَّة لِخطرٍ سياسيٍّ بالغ الشدَّة في الخارج. كان قُسطنطين الثالث أكثر أتباعًا وأنصارًا من أخيه غير أنَّهُ أُصيب بالمرض وتُوفي في 8 جمادى الآخرة 20هـ المُوافق فيه 25 أيَّار (مايو) 641م بعد أن حكم ثلاثة أشهر، وأضحى هرقلوناس مُتفردًا في الحُكم. والواقع أنَّ مارتينا هي التي كانت تُسيِّر شؤون الإمبراطوريَّة، فنفت أنصار قُسطنطين وقرَّبت أنصارها، وكان من بينهم البطريرك پيروس المونوثليستي. كانت مصر في رأس اهتمامات مارتينا، إذ أنَّ ضياع هذا البلد من شأنه أن يُعرِّض الإمبراطوريَّة لِنقصٍ في الأقوات، لِذلك أسرعت باستدعاء المُقوقس من المنفى، ووضعت ثقتها فيه، وأعادتهُ إلى منصبه السَّابق في مصر. كان المُقوقس لا يزالُ على رأيه أنَّ لا جدوى من مُقاومة المُسلمين، ولكنَّهُ تظاهر بالاقتناع بِحُجج الذين يرون ألَّا يدخل البيزنطيُّون في صُلحٍ مع المُسلمين، ووعدتهُ مارتينا بِمُساعدته بالإمدادات الكبيرة، وجهَّزت السُفن من أجل ذلك. أسرع المُقوقس بالسفر إلى مصر على رأس جيشٍ أُعدَّ لِهذه الغاية ورافقهُ عددٌ من القساوسة. ثُمَّ حدث أن تدهورت أوضاع مارتينا وابنها هرقلوناس بعد أن انقلب أصحاب السُلطة والنُفوذ في الإمبراطوريَّة على حُكومتهما، أمثال القادة العسكريّون ورجال الدين. وظلَّ الناسُ على كراهيتهم للإمبراطورة والبطريرك پيروس، وجرى اتهامهُما بأنَّهُما تآمرا ضدَّ قُسطنطين بِدسِّ السُّمِّ له، وطالبوا بأن يكون العرش لابن قُسطنطين الثالث ولم يكن يتجاوز الحادية عشر من عُمره واتخذ اسم هرقل عند تعميده، غير أنَّهُ عند تتويجه اتخذ اسم قُسطنطين وأطلق الناس عليه اسم «قُنسطانز» وهو مُصغَّر قُسطنطين. وثارت القُوَّات المُرابطة في آسيا الصُغرى ضدَّهُما وزحفت نحو العاصمة حتَّى بلغت خلقدونية، فاضطرَّ هرقلوناس للإذعان للثائرين وتُوِّج قُنسطانز قسيمًا لهُ في الحُكم، غير أنَّ هذا الإجراء لم يمنع سُقوطه في شهر شوَّال \ أيلول (سپتمبر)، كما تقرَّر عزل مارتينا، وتفرَّد قُنسطانز بالحُكم.

### الزحف نحو الإسكندريَّة
كان لِسُقوط حصن بابليون، ذلك الموقع العسكري الحصين الذي حُشدت فيه أعظم طاقات البيزنطيين العسكريَّة في مصر، التأثير الجذري على مسار المعركة، فلم يعد هُناك مجالٌ للشك، بأنَّ المُبادرة قد أصبحت في أيدي المُسلمين، وأنَّ أبواب السيطرة قد فُتحت أمامهم على هذه البلاد الواسعة. ويُعدُّ هذا السُقوط بِمثابة انهيار خط الدفاع الأوَّل عن مصر، حيثُ أنَّ الطريق بات مفتوحًا إلى الإسكندريَّة. بعد الانتهاء من فتح حصن بابليون، طلب عمرو من الخليفة أن يأذن لهُ بالزحف نحو الإسكندريَّة لِفتحها وضمِّها إلى الأراضي الإسلاميَّة، وهي خُطوةٌ لا بُدَّ منها لاستكمال فتح مصر، ثُمَّ أخذ يُنظِّمُ إدارة البلاد المفتوحة. والحقيقة أنَّ الخليفة لم يتأخَّر في منح الإذن لِقائده بالسير إلى الإسكندريَّة، وبِخاصَّةً أنَّهُ علم أنَّ النيل سيعود بعد ثلاثة أشهر إلى مدِّه وفيضانه وأنَّهُ من الأفضل أن يسير جيش مصر إلى الإسكندريَّة قبل ذلك. وما لبث عمرو حين تسلَّم الإذن أن زحف نحو الإسكندريَّة، وترك حاميةً عسكريَّةً في حصن بابليون بِقيادة خارجة بن حُذافة السهميّ. كانت الإسكندريَّة في ذلك الوقت قصبة الديار المصريَّة، وثاني حواضر الإمبراطوريَّة بعد القُسطنطينيَّة، وأوَّلُ مدينةٍ تجاريَّةٍ في العالم، وقد أدرك البيزنطيّون أنَّ سُقوطها في أيدي المُسلمين من شأنه أن يُؤدّي إلى زوال سُلطانهم من مصر، وقد عبَّر الإمبراطور البيزنطي عن ذلك بِقوله: «لَئِن ظَفَرَ العَرَبُ بِالإِسْكَندَرِيَّةِ فَقَد هَلَكَ الرُّومُ وَانقَطَعَ مُلكَهُم. فَلَيْسَ لِلرُّومِ كَنَائِسَ أَعْظَمُ مِن كَنَائِسَ الإِسْكَندَرِيَّة»، فأسرعوا بِإرسال المُقوقس على رأس قُوَّةٍ عسكريَّةٍ كما سلف. وصل المُقوقس إلى الإسكندريَّة في شهر شوَّال سنة 20هـ، المُوافق فيه شهر أيلول (سپتمبر) سنة 641م، وفي نيَّته الدُخول في صُلحٍ مع المُسلمين بِسبب عجزه عن مُواجهتهم، وبِخاصَّةً أنَّهُ بدت في الأُفق السياسي ملامح انهيار الإمبراطوريَّة البيزنطيَّة، لكن يبدو أنَّ أركان حربه رفضوا هذا وأصرَّوا على المُقاومة.
غادر عمرو بن العاص حصن بابليون في شهر جمادى الأولى 20هـ المُوافق فيه شهر أيَّار (مايو) 641م، وقد آثر السير على الضفَّة اليُسرى للنيل، حتَّى لا تُشكِّلُ الترع الكثيرة المُنتشرة في جنوبي الدلتا عائقًا يُؤخِّر زحفه، وخِلال زحفه لقي كثيرًا من المُساعدات والمُعاونات التي قدَّمها المصريّون، فقد أصلحوا الطُرق، وأقاموا الجُسور والأسواق، كما اصطحب معهُ عددًا من زُعمائهم لِيكونوا أداة اتصالٍ بينهُ وبين من يلقاهم في طريقه. ولم يلق عمرو أيَّة مُقاومة على طُول الطريق من حصن بابليون إلى الإسكندريَّة حتَّى بلغ قرية ترنوط حيثُ التقى بالروم ودار القتال بين الفريقين، وتحقق النصر للمُسلمين. وتابع المُسلمون تقدُّمهم حتَّى وصلوا إلى نقيوس الواقعة على بُعد عدَّة فراسخ من منوف، فأسرع سُكَّانها إلى التسليم والإذعان، لكنَّ حامية الحصن أصرَّت على المُقاومة، وهذا يعني أنَّهُ لم يكن هُناك تنسيق بين السُّكَّان الوطنيين والحاميات البيزنطيَّة، ولعلَّ مرد ذلك يعود إلى فُقدان الثقة بين الجانبين بسبب العداء المُستحكم بينهُما. فاصطدم عمرو بِأفراد الحامية وانتصر عليهم، ودخل نقيوس، وفرَّت فُلول المُنهزمين إلى الإسكندريَّة.
تابع المُسلمون تقدُّمهم، واصطدموا بِقُوَّةٍ عسكريَّةٍ بيزنطيَّةٍ أُخرى عند قرية سلطيس وتغلَّبوا عليها. وكان حصن كريون آخر سلسلة الحُصون قبل الإسكندريَّة، وقد اعتصم به ثُيودور قائد الجيش البيزنطي مع حاميةٍ قويَّةٍ، كما تدفَّقت عليه الإمدادات من المناطق المُجاورة. واشتبك الطرفان في عدَّة معارك على مدى بضعة عشر يومًا، كان بعضُها شديدًا حتَّى أنَّ عمرو صلَّى يومًا صلاة الخوف. وتمكَّن المُسلمون أخيرًا من اقتحام الحصن، وتغلَّبوا على الحامية العسكريَّة، فقتلوا بعض أفرادها وفرَّ البعضُ الآخر إلى الإسكندريَّة للاحتماء بها، وكان ثُيودور من بين هؤلاء. وطاردهم المُسلمون حتَّى بلغوا الإسكندريَّة في مُنتصف رجب 20هـ المُوافق فيه أواخر حُزيران (يونيو) 641م.

### فتح الإسكندريَّة

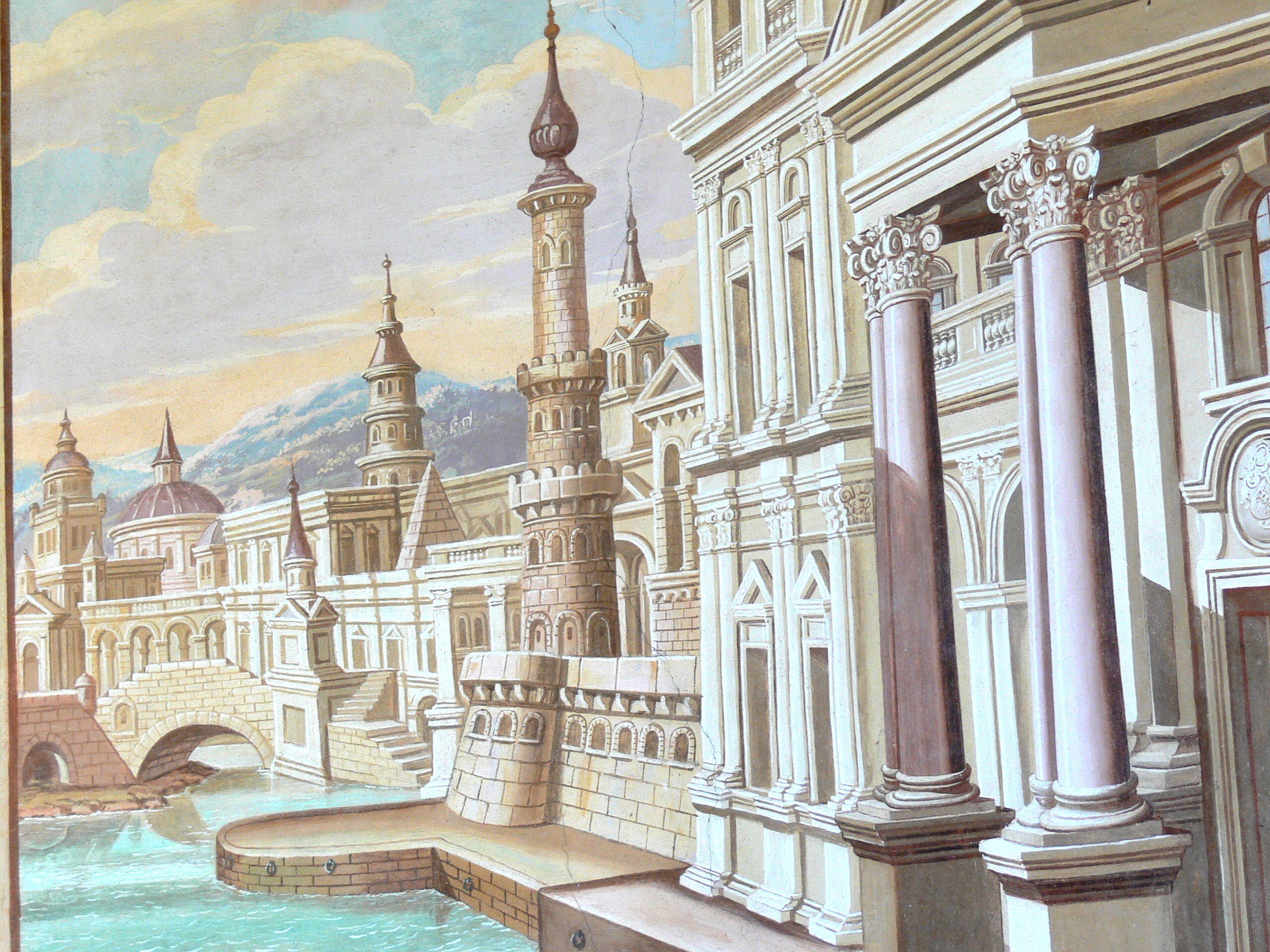
رسم تخيّليّ لِما كانت عليه الإسكندريَّة في العُصور القديمة حتَّى الفتح الإسلامي.

كانت الإسكندريَّة مدينةً منيعة، ذات حُصونٍ عظيمة، وقد عسكر الجُند المُسلمون بالقُرب منها، وكان يصحبُهم رؤساء المصريين الذين كانوا يُقدمون الطعام للجُند المُسلمين، والعلف لِخُيولهم. كما كانوا يدُلّونهم إلى الطُرق والمسالك المُؤدية إلى المدينة. والحقيقة أنَّ أهل المُدن المصريَّة المُجاورة للإسكندريَّة انقسموا إلى فريقين: فريقٌ مع القائد العام الرومي ثُيودور، والآخر يُؤيِّد الجيش الإسلامي. وسادت البلاد حالة أشبه بالحرب الأهليَّة، فكان أتباع كُل فريق ينقض على أتباع الفريق الآخر، وساد الإسكندريَّة جوٌّ من الاضطراب والفتنة، وقد تنازع الرؤساء والحُكَّام والقادة كما انقسم الأهالي والمُهاجرون إلى فريقين مُتاخصمين، ونشب القتال بينهُما، وراحت ضحيَّته أعدادٌ هائلة. ويتَّضح من هذه الرواية التاريخيَّة أنَّ ذلك النزاع قد نتج عن عداءٍ شخصيٍّ وتنافُسٍ سياسيّ إلى جانب الخلافات الدينيَّة سواء أكان ذلك الخلاف بين الملكانيين واليعاقبة، أم بين المسيحيين بِصفةٍ عامَّة وبين اليهود، وإن كان يبدو من الروايات التاريخيَّة السَّابقة أنَّ اليهود كانوا مُسالمين طيلة سنوات الفتح، إذ لم يرد لهم أيُّ ذكرٍ في المصادر التاريخيَّة.

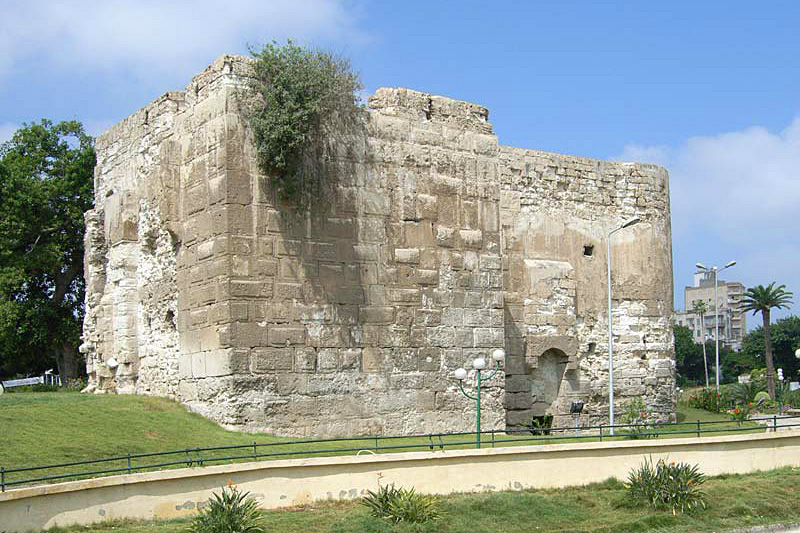
أطلال البُرج الغربي الذي شادهُ البطالمة ودعَّمهُ الروم، وكان قائمًا يوم ضرب المُسلمون الحصار على المدينة.

أدرك عمرو، فور وُصوله للإسكندريَّة ودراسته للوضع الميداني، أنَّ المدينة حصينة إذ يُحيطُ بها سوران مُحكمان، ولها عدَّة أبراج ويُحيطُ بها خندق يُملأُ من ماء البحر عند الضرورة للدفاع، وتتألَّف أبوابها من ثلاث طبقات من الحديد، ويُوجد مجانيق فوق الأبراج، ومكاحل، وقد بلغ عدد جُنود حاميتها بعد الإمدادات التي أرسلها الإمبراطور البيزنطي خمسين ألف جُندي، ويحميها البحر من الناحية الشماليَّة وهو تحت سيطرة الأُسطول البيزنطي، الذي كان يمُدَّها بالمُؤن والرجال والعتاد، وتحميها قريوط من الجنوب، ومن المُتعذَّر اجتيازها، وتلُفَّها ترعة الثُعبان من الغرب، وبذلك لم يكن للمُسلمين طريقٌ إليها إلَّا من ناحية الشرق، وهو الطريق الذي يصلُها بِكريون. وكان المدينة حصينة من هذه الناحية، ومع ذلك لم ييأس عمرو بن العاص، ووضع خطَّة عسكريَّة ضمنت لهُ النصر في النهاية؛ قضت بِتشديد الحصار على المدينة حتَّى يتضايق المُدافعون عنها ويدبُّ اليأس في نُفوسهم، فيضطرّوا للخُروج للاصطدام بالمُسلمين لِتخفيف وطأة الحِصار، وهكذا يستدرجهم ويحملهم على الخُروج من تحصيناتهم ثُمَّ ينقضُّ عليهم.

خريطة تُظهرُ تقسيم مدينة الإسكندريَّة خِلال العهدين البطلمي والرومي وزمن الفتح الإسلامي.

بناءً على هذا، نقل عمرو مُعسكره إلى مكانٍ بعيدٍ عن مرمى المجانيق، بين الحُلوة وقصر فارس. استمرَّ الوضع على ذلك مُدَّة شهرين لم يخرج البيزنطيّون من تحصيناتهم للقتال، سوى مرَّة واحدة حيثُ خرجت قُوَّةٌ عسكريَّةٌ بيزنطيَّة من ناحية البحيرة واشتبكت مع قُوَّة إسلاميَّة ثُمَّ ارتدَّت إلى الحصن، ولعلَّها كانت بِمثابة قُوَّة استطلاع أو جس نبض. ورأى عمرو أن يقوم بِعملٍ عسكريٍّ يُشغلُ به جُنوده، إذ أنَّ الانتظار قد يُؤثِّر على معنويَّاتهم القتاليَّة، ويدفعُهم إلى الخُمول، فشغلهم بالغارات على الدلتا، وأبقى مُعظم جُنوده على حصار الإسكندريَّة. وقد نجحت الفرق العسكريَّة الإسلاميَّة هذه بالسيطرة على ما تبقّى من قُرى وبلدات بقيَّة الوجه البحري، في الوقت الذي اشتدَّ فيه الصراع بين المصريين والبيزنطيين داخل الإسكندريَّة وبين البيزنطيين أنفُسهم داخل القُسطنطينيَّة حول العرش. ونتيجةً لاشتداد الصراع في القُسطنطينيَّة بين أركان الحُكم، انقطعت الإمدادات البيزنطيَّة عن الإسكندريَّة، إذ لم يعد أحدٌ منهم في الدفاع عنها، ممَّا أثَّر سلبًا على معنويات المُدافعين عنها، فرأوا أنفُسهم معزولين ولا سند لهم. وممَّا زاد من مخاوفهم ضمّ المُسلمين لِقُرى الدلتا والسَّاحل، الأمر الذي يُفيد بِقطع الميرة عنهم. وفي ذلك الوقت كان عُمر بن الخطَّاب في المدينة المُنوَّرة ينتظرُ أنباء مصر، وهو أشدُّ ما يكون استعجالًا لِنبأ سُقوط الإسكندريَّة في أيدي المُسلمين. ولكنَّ هذا النبأ أبطأ عنهُ أشهُرًا، فراح يبحثُ عن السبب وهو لم يُقصِّر عن إمداد عمرو بما يحتاج إليه من المُساندة التي تكفلُ لهُ النصر، وخشي أن تكون خيراتُ مصر قد أغرت المُسلمين، فتخاذلوا، وقال لِأصحابه: «مَا أَبْطَأُوا بِفَتْحِهَا إِلَّا لِمَا أَحْدَثُوا». ثُمَّ كتب إلى عمرو يعظه ويستعجله ويُنبهه على أنَّ النصر لن يكون حليف المُسلمين إلَّا لو أخلصوا النيَّة، وطلب منهُ أن يخطُب في النَّاس ويحُضَّهم على قتال عدُوِّهم ويُرغِّبهم في الصبر والنيَّة، وأن يدعوا المُسلمين الله ويسألوه النصر.

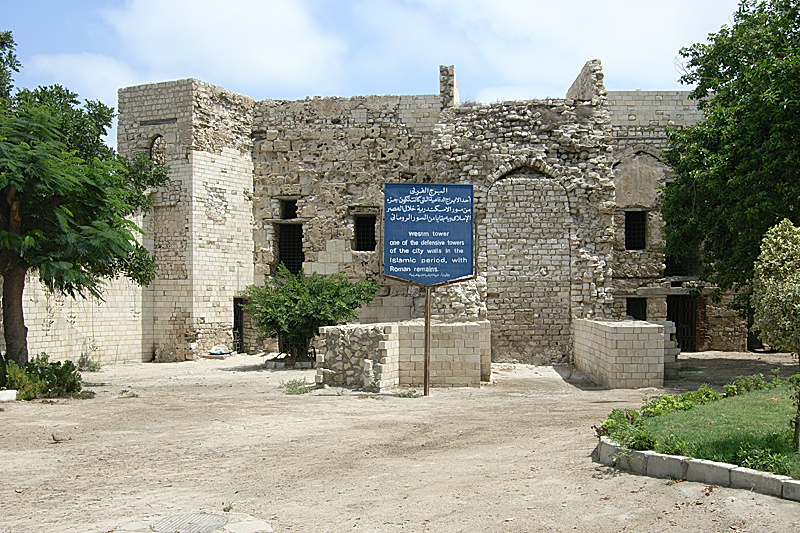
أطلال السُّور الغربي للإسكندريَّة، العائد للحقبتين البيزنطيَّة والإسلاميَّة.

شكَّل كتابُ عُمر عامل دفعٍ للمُسلمين فاقتحموا حُصون الإسكندريَّة ففتحوها بِحدِّ السيف في 28 ذو القعدة 20هـ المُوافق فيه 8 تشرين الثاني (نوڤمبر) 641م بعد حصارٍ دام أربعة أشهُرٍ ونصف. وفرَّ البيزنطيّون منها بكُلِّ اتجاهٍ للنجاة بأنفُسهم، وأذعن سُكَّانها من المصريين، واستبقى عمرو أهلها ولم يقتل ولم يسبِ وجعلهُم ذمَّة كأهل حصن بابليون. وتذكر بعض المصادر التاريخيَّة أنَّ المُقوقس طلب من عمرو بن العاص، في أثناء حصار الإسكندريَّة، الصُلح والمُهادنة لِمُدَّة مُعيَّنة، فرفض عمرو. ثُمَّ تقول هذه المصادر: «إلَّا أنَّ القبط في ذلك يُحبّون المُوادعة»، وقد تدلُّ هذه العبارة على أنَّ المُقوقس والمصريين المُعتصمين بالإسكندريَّة أرادوا الصلح والمُهادنة، في حين أصرَّ الروم على مُواصلة القتال. ويُشيرُ عددٌ من المؤرخين إلى عدم عدم إمكانيَّة تأييد هذه الرواية التي تذهب إلى وُجود المُقوقس بالإسكندريَّة، لأنَّ هُناك رواياتٌ أُخرى تُشير إلى وُجوده في حصن بابليون خِلال هذه الفترة. وتذكرُ بعض الروايات أنَّ الذي ساعد عمرو والمُسلمين على فتح الإسكندريَّة رجلٌ يُسمَّى «ابن بسَّامة»، وكان على أحد أبواب المدينة وقد طلب الأمان من عمرو بن العاص على نفسه وأرضه وأهل بيته، على أن يفتح له باب المدينة، فأجابهُ عمرو إلى ذلك. ودخل عمرو والمُسلمون من جهة القنطرة التي يُقالُ لها قنطرة سُليمان. وتنصُّ مراجع أُخرى أنَّ عمرو ترك فرقة من جُنده لِحراسة المدينة، وأسرع بِقُوَّاته لِتتبع الفارين برًّا. ولكنَّ الروم الذين هربوا عن طريق البحر رأوا أنَّ الفُرصة مُواتية لاستعادة الإسكندريَّة، فعادوا إليها وقتلوا من بها من المُسلمين. وعلم عمرو بذلك، فعاد إلى الإسكندريَّة وقاتل هؤلاء الروم وأجلاهم. تتباينُ الروايات التاريخيَّة حول كيفيَّة إتمام فتح الإسكندريَّة وجلاء الروم عنها نهائيًّا، فقال البعض أنَّ الفتح كان عنوةً، بينما قال آخرون أنَّهُ كان صُلحًا، لكن ممَّا لا خلاف فيه أنَّ ضمها إلى دولة الخِلافة الراشدة كان في أوَّل مُحرَّم 21هـ المُوافق فيه 17 أيلول (سپتمبر) 642م. وتنص أكثر الروايات شُيوعًا، وهي الرواية القبطيَّة، أنَّ الإسكندريَّة فُتحت صُلحًا، إذ فوَّض الإمبراطور قُنسطانز إلى المُقوقس عقد الصُلح مع المُسلمين في الإسكندريَّة ومعهُ القائد ثُيودور في 14 أيلول (سپتمبر) 641م. ثُمَّ قصد بابليون حيثُ اجتمع بِعمرو بن العاص ووقَّع على عقد الصُلح في 8 تشرين الثاني (نوڤمبر) 641م، ويقضي اتفاق الصُلح بِتسليم الإسكندريَّة على أن يبقى المُسلمون مُدَّة أحد عشر شهرًا خارجها حتَّى يُبحرُ عنها البيزنطيّون، وأن لا يعود جيشٌ من الروم إلى مصر أو يسعى لِردِّها، وأن يُقدموا لِعمرو بن العاص مائة وخمسين جُنديًّا وخمسين مدنيًّا بِمثابة رهائن، وأن يكف المُسلمون عن أخذ كنائس المسيحيين ولا يتدخلوا في أُمورهم أي تدخُّل. وبناءً عليه خرج البيزنطيّون من الإسكندريَّة بحرًا في أوَّل مُحرَّم 21هـ المُوافق فيه 17 أيلول (سپتمبر) 642م، ودخلها المُسلمون وأعطوا الأمان لِأهلها، لتنتهي بذلك العمليَّات العسكريَّة، وتخرج مصر نهائيًّا من تحت الراية البيزنطيَّة وتدخل تحت ظل الرَّاية الإسلاميَّة، ويبدأ فصلٌ جديد من التاريخ في الديار المصريَّة.

## مصر في ظل الحُكم الإسلامي
بعد تمام فتح مصر، كتب عُمر بن الخطَّاب إلى واليه عمرو بن العاص يسألهُ عن أوضاع البلاد طالبًا منه أن يصفها إليه وكأنَّهُ حاضرها ويراها بنفسه. فكتب عمرو بن العاص إليه يشرح أحوال مصر، فوصف له تباين بيئاتها ما بين الصحاري والأراضي الزراعيَّة، مُبينًا إليه حُسن الأراضي المعطاء وحُسن النيل وخيراته الكثيرة، مُقترحًا عليه ثلاث أشياء لِإصلاح أحوالها بعد أن أنهكها الروم واستنفذوا مواردها طيلة سنواتٍ وسنوات، وهي: أن لا يُقبلُ قول خسيسُها في رئيسها، وأن يؤخذ ثُلث ارتفاعها ويُصرف في عمارة ترعها وجُسورها، وأن لا يُستأدى خراج ثمرها إلَّا في أوانها. وفي الحقيقة فإنَّ الفتح الإسلاميَّ لِمصر كان لهُ عدَّة آثار على جانبٍ كبيرٍ من الأهميَّة.

### الأثر الديني

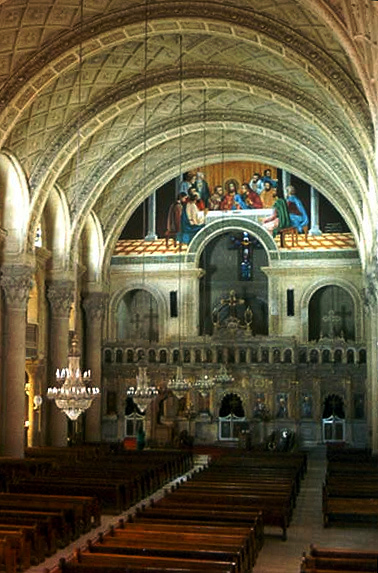
منظرٌ داخليّ للكاتدرائيَّة المُرقسيَّة بالإسكندريَّة، وهي المقر التاريخي للبطريركيَّة ومن ثُمَّ البابويَّة القبطيَّة الأرثوذكسيَّة.

تعرَّض المصريّون قبل الفتح الإسلامي لاضطهادٍ قاسٍ على أيدي البيزنطيين، ومن ثُمَّ رأوا في القُوَّة الإسلاميَّة الداخلة، الأمل بالخلاص ممَّا هُم فيه، فساندوها، ورحَّبوا بِدُخول المُسلمين أرض مصر، لكنَّ هذه المُساندة كانت صامتة في بادئ الأمر، أي حياديَّة. وشكَّلت انتصاراتُ المُسلمين وإخضاعهم البلاد نصرًا دينيًّا للمصريين المسيحيين حيثُ غادر البلاد عددٌ كبيرٌ من البيزنطيين. ولمَّا استقرَّت الأوضاع، وكانت أخبار العهدة العُمريَّة الخاصَّة ببيت المقدس ونصارى الشَّام قد تسرَّبت إلى مصر، لقي المصريّون من الحُكم الجديد ما شعروا معهُ بكثيرٍ من الحُريَّة. ولعلَّ أوَّل عملٍ قام به عمرو بن العاص بعد استقرار الأوضاع الداخليَّة؛ الإعلان بين الناس جميعًا أنَّ لا إكراه في الدين، وأنَّ حُريَّة العقيدة أمرٌ مُقدَّس، فلن يُتعرَّض لِأحدٍ في حُريَّته أو في ماله بسبب دينه أو مذهبه، وخيَّرهم بين الدُخول في الإسلام والبقاء على دينهم، فمن يدخل في الإسلام يكون لهُ ما للمُسلمين وعليه ما عليهم، ومن يبقى على المسيحيَّة أو اليهوديَّة فعليه الجزية، ولا يُفرض عليه الإسلام بالقُوَّة. والواقع أنَّ عُمرًا انتهج سياسة المُساواة الدينيَّة بين المذهبين النصرانيين اللذين استمرَّا في مصر. وتذكر روايات المصادر أنَّ كثيرًا من كنائس الملكانيين بقيت موجودة واستمرَّت في إقامة الشعائر الدينيَّة وأنَّ عددًا كبيرًا من الملكانيين فضَّلوا البقاء في مصر؛ وأنَّ أُسقفًا ملكانيًّا بقي على مذهبه حتَّى مات لم يمسَّهُ أحدٌ بأذى، وأنَّ البطريرك القبطي بنيامين الذي عاد إلى الإسكندريَّة بعد أن قضى ثلاثة عشر سنة لاجئًا مُتخفيًا خشية أن يُقبض عليه، أُعيد إلى مركزه وأضحى بإمكانه أن يقوم بواجباته الدينيَّة وهو مُطمئن، وكان يستقطب الناس إلى مذهبه بالحُجَّة والإقناع، واستطاع أن يحصل على بعض الكنائس التي تركها الملكانيّون بعد خُروجهم وضمَّها إلى كنائس البطريركيَّة، ولمَّا عاد إلى الإسكندريَّة قال لِأتباعه: «عُدّتُ إِلَى بَلَدِيَ الإِسْكَندّرِيَّة، فَوَجَدْتُ بِهَا أَمْنًا مِنَ الخَوْف، وَاطمِئْنَانًا بَعْدَ البِلَاء، وَقَد صَرَفَ اللهُ عَنَّا اضطِهَادَ الكَفَرَةِ وَبَأسِهِم». ويذهب المُفكّر والباحث اللُبناني إدمون ربَّاط إلى القول بأنَّ السياسة القائمة على عدم الإكراه في الدين إنما هي سياسة إنسانيَّة «ليبراليَّة» استمالت قُلوب المسيحيين إلى الإسلام وجعلت النصارى يُفضلون العيش في ظلِّه، فلِأوَّل مرَّة في تاريخ الشوام والمصريين عُمومًا والمسيحيين خُصوصًا، خرجت دولة لِفتح بِلادهم دون أن تفرض عليهم اعتناق دينها بالقُوَّة، وذلك في زمنٍ كان يقضي المبدأ السائد إكراه الرعايا على اعتناق دين مُلوكهم، بل وحتَّى على الانتماء إلى الشكل الخاص الذي يرتديه هذا الدين.
كان من ضمن بُنود الصُلح الذي أُبرم بين المُسلمين والروم السَّماح لليهود بالإقامة في الإسكندريَّة، ويذهب البعض إلى القول بأنَّ سماح عمرو بن العاص لليهود بالإقامة في الإسكندريَّة - أهم مراكز نشاطهم - كان مُكافأةً لهم، لِعدم تدخُلهم في قتال المُسلمين، والتزامهم الحياد طوال أحداث الفتح. وقد ذكر عمرو في كتابه للخليفة عُمر بن الخطَّاب أنَّ عدد اليهود بالإسكندريَّة حوالي أربعين ألفًا، وهُم يُؤدون الجزية. على حين تُشيرُ روايةٌ أُخرى إلى أنَّهُ كان يوجد بالإسكندريَّة نحو سُتمائة ألف يهودي وأنَّ كثيرًا منهم هرب إلى بلاد الروم فبلغ عدد من بقي منهم ويُؤدون الجزية نحو خمسين ألف يهودي. ويذكر أحد المصادر أنَّهُ قد رحل حوالي سبعين ألف يهودي من الإسكندريَّة عند دُخول عمرو بن العاص فيها، ولم يُشر هذا المصدر إلى سبب رحيلهم ولا إلى أيِّ جهةٍ ذهبوا، وقد يكونُ بعضهم قد ترك الإسكندريَّة إلى غيرها من المُدن المصريَّة، وقد يكونون قد غادروا الأراضي المصريَّة. ويُرجِّح بعض المُؤرخين الاحتمال الأوَّل لأنَّ موقف اليهود من الفتح الإسلامي كان موقف حياد، ولم يقوموا بأيَّة مُقاومة أو عملٍ عدائيّ ضدَّ المُسلمين حتَّى يخشوا بطشهم، بل وعلى العكس من ذلك كانوا يكرهون الحُكم البيزنطي، وعليه يرى أصحاب هذا الرأي إلى أنَّ هؤلاء اليهود فضَّلوا الإقامة في غير الإسكندريَّة من المُدن المصريَّة حتَّى تتسع دائرة نشاطهم في ظل الحُكم الإسلامي الجديد. كان من أثر الحُريَّة الدينيَّة والمُعاملة السمحة أن أقبل كثيرٌ من المصريين على النظر في المذاهب المُختلفة، ثُمَّ انتهى أكثر هؤلاء إلى قُبول الإسلام والدُخول فيه، ومع مُرور الزمن اعتنقت الغالبيَّة العُظمى من المصريين الإسلام، وبقيت فئة على المسيحيَّة، وفئةٌ أصغر على اليهوديَّة، وقد تحوَّلت مصر مع تعاقب القُرون إلى إحدى أهم وأبرز البُلدان الإسلاميَّة في العالم، وإحدى أبرز معاقل الإسلام من الناحيتين البشريَّة والدينيَّة، نظرًا لِحجم سُكَّانها الكبير ولِاحتضانها بعض أهم المراكز الدينيَّة الإسلاميَّة، كما استمرَّت في ظل العُهود الإسلاميَّة المُتتالية إحدى أبرز وأهم معاقل المسيحيَّة الأرثوذكسيَّة في العالم لِاحتضانها الكُرسي البابوي القبطي الأرثوذكسي.

### الأثر الإداري

خريطة تُبيِّن توسُّع حُدود دولة الخلافة الراشدة بعد دُخول مصر في حظيرتها وتراجع حُدود الإمبراطوريَّة البيزنطيَّة في شمال أفريقيا.

خلت بِخُروج البيزنطيين بعض الوظائف الحُكوميَّة التي كان يشغلها هؤلاء. ولِأنَّ المُسلمين لم يكن لهم عهد بعد بالشؤون الإداريَّة، وكان يهُمهم أن تستمر الإدارة في العمل، وأن تُجمَّع الضرائب، بِغض النظر عمَّا يختص بالعاملين في الحقل الوظيفي؛ فقد فتحوا أبواب العمل أمام القادرين والراغبين من المصريين. والمعروف أنَّ الإدارة الإسلاميَّة الجديدة احتفظت بِثلاثة موظفين بيزنطيين في مراكز إداريَّة كبيرة هي: حاكميَّة مصر السُفلى وتولَّاها مينا (ميناس)، وحاكميَّة منطقة الفيُّوم وتولَّاها فيلوخينوس، وحاكميَّة الريف الغربي وتولَّاها سنيوتوس. وبِفعل هيمنة المُوظفين المصريين على العمل الإداري، أضحت اللُغة القبطيَّة اللُغة الرئيسيَّة في الإدارة، ولُغة الدواوين، فحلَّت بذلك محل اللُغة اليونانيَّة. وحافظ المُسلمون على الأساليب البيزنطيَّة في تدوين الدواوين وجمع الضرائب، فانتعشت الثقافة القبطيَّة مُجددًا وأخذت تملأ الفراغ الذي نتج عن الخُروج البيزنطي. واعتنى المصريّون بِتعلُّم اللُغة العربيَّة لِأنَّها كانت لُغة الفاتحين، واحتفظ المُسلمون بِقيادة الجُند والقضاء. هذا وقد جُعلت مصر ولايةً من ولايات دولة الخِلافة الراشدة، وولَّى عُمر بن الخطَّاب عمرو بن العاص عليها. ومع مُرور السنين ونتيجةً للتثاقف طويل الأمد، استعرب المصريّون وأصبحت اللُغة العربيَّة لُغتهم الأُم، واقتصر استعمال اللُغة القبطيَّة على التراتيل والترانيم الدينيَّة المسيحيَّة، وفي كتابة بعض النُصوص المُقدَّسة.

### الأثر الاقتصادي

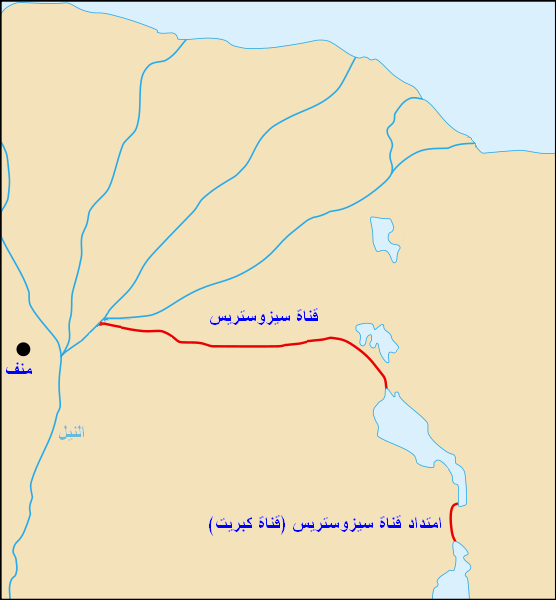
قناة سيزوستريس التي أعاد المُسلمون حفرها بعد تمام فتح مصر.

كانت مصر تتعرَّض بين سنةٍ وأُخرى لِضائقةٍ اقتصاديَّة ناتجة عن انخفاض ماء النيل ممَّا يُسببُ خللًا في المُعادلة الاقتصاديَّة، وقد عانى المصريّون كثيرًا من هذه الظاهرة، وقد أدرك عمرو بن العاص ذلك، فخفَّف عن المصريين كثيرًا من الضرائب التي فرضها البيزنطيّون عليهم. والمعروف أنَّ الضرائب البيزنطيَّة، كانت كثيرة ومُتنوعة، وتناولت مُعظم النشاط الاقتصادي والاجتماعي، وسوَّى بينهم في أدائها، كما أعفى بعضهم منها.
ويُذكر في هذا المقام أنَّ الخليفة كتب إلى عمرو أن يسأل المُقوقس في خير وسيلةٍ لِحُكم البلاد وجباية أموالها، فأشار عليه المُقوقس بالشُروط التالية: أن يُستخرج خراج مصر في وقتٍ واحدٍ عند فراغ الناس من زُروعهم، وأن يُرفع خراجُها في وقتٍ واحد عند فراغ أهلها من عصر كُرومهم، وأن تُحفر خُلجانها كُلَّ سنة، وأن تُصلح جُسورها وتُسدُّ ترعها، وألَّا يُختار عاملٌ ظالمٌ لِيلي أُمورها. ونتيجة لِهذه التوصيات رسم المُسلمون خطَّة جباية الخِراج، واعتنوا بِهندسة الرَّي، من حفر الخلجان وإصلاح الجُسور، وسد الترع، وبناء مقاييس للنيل، وإنشاء الأحواض والقناطر. ولعلَّ من أشهر ما قام به عمرو، هو حفر قناة سيزوستريس التي تصلُ النيل بالبحر الأحمر، وتُسهِّلُ الاتصال بشبه الجزيرة العربيَّة، وتُؤمِّنُ طريقًا أفضل للتجارة الشرقيَّة، وعُرفت بخليج أمير المؤمنين.

ولم يُقسم المُسلمون أرض مصر بين الفاتحين ولكن اكتفوا بفرض الضرائب على المصريين، وتركوها في أيدي الشعب يتعهدها فتُثمر. وبعد حين مُسحت الأراضي، واحتفظت الحُكومة بِسجلَّاتها، وأنشأت عددًا كبيرًا من الطُرق وعنيت بصيانتها، وأُقيمت الجُسور حول الأنهار لمنع فيضانها. كما أبطل المُسلمون إحدى العادات السيِّئة التي كانت موجودة قبل الفتح وهي عادة ما تُسَّمى بِعروس النيل وهي إلقاء فتاة بكر في النيل في شهر بؤونة حتى يجري ويفيض: 
وكان من أثر هذه الإصلاحات أن تحسَّنت حالة المصريين وزادت ثرواتهم، واطمأنَّوا على أرواحهم ومُمتلكاتهم ومُستقبلهم، ونعموا بالهُدوء والاستقرار، وازدادت إلفتهم بالمُسلمين مع مُرور الوقت، ودخل كثيرٌ منهم في الإسلام. وكان الرأي السَّائد آنذاك أن يبقى المُسلمون على رباطهم لا يشتغلون بالزراعة ولا يحلُّون بالبلاد كأهلها، فلمَّا اطمأنوا في البلاد أخذ ذلك الحظر يُرفعُ عنهم، وأُبيح لهم أن يمتلكوا الأراضي.

### تخطيط الفسطاط

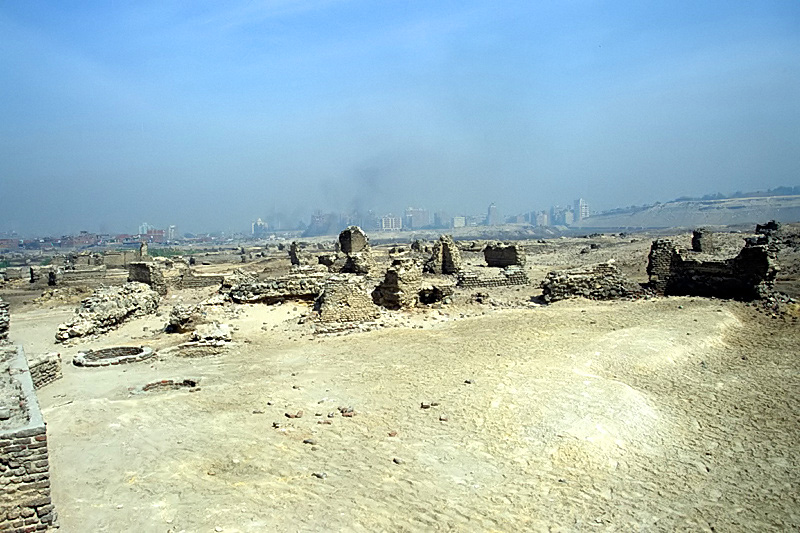
أطلال الفسطاط ومُحيطها.

بعد أن فرغ عمرو بن العاص من فتح الإسكندريَّة وأجلى البيزنطيين عنها وطردهم من مصر، همَّ أن يستقرَّ بها لِما فيها من عُمران، فيجعُلها عاصمةً للولاية التليدة كما كانت زمن الروم، وكتب بذلك إلى عُمر في المدينة المُنوَّرة، لكنَّ عُمرًا أمره أن ينزل بالمُسلمين منزلًا لا يحول بينه وبينهم نهرٌ ولا بحر سواء في الشتاء أو الصيف. والواقع أنَّ الإسكندريَّة لم تكن صالحة لِأن تكون حاضرة مصر الإسلاميَّة، إذ أنَّ انتقال السيادة عليها من البيزنطيين إلى المُسلمين المُنطلقين من شبه الجزيرة العربيَّة، يُحتِّم على هؤلاء أن يختاروا مكانًا لِإقامتهم يقع إمَّا على ساحل البحر الأحمر، وإمَّا في مكانٍ يسهلُ معهُ الاتصال ببلاد العرب، ولمَّا لم يكن للمُسلمين عهدٌ بالبحر بعد، لِذلك كان الاختيار الثاني هو الحل المُناسب. كان عمرو قد أقام فسطاطهُ (بيتٌ من أدم أو شعر) في أرضٍ فضاء ومزارع بين حصن بابليون وجبل المُقطَّم أثناء حِصار الحصن المذكور. فلمَّا فتح الحصن وقرَّر الزحف نحو الإسكندريَّة أمر بِنزع هذا الفسطاط، فإذا بِيمامةٌ قد باضت في أعلاه، فتركها حتَّى تكبُر فراخها وتطير. فلمَّا عاد من الإسكندريَّة بعد فتحها أمر جُنوده أن ينزلوا عند الفسطاط وأن يختطّوا دورهم فيها، فسُمِّت تلك البُقعة بالفسطاط. وهكذا أسَّس عمرو بن العاص مدينةً جديدةً للمُسلمين في سنة 21هـ المُوافقة لِسنة 642م، وبنى فيها أوَّل جامعٍ في مصر عُرف باسمه لاحقًا، وسُمي أيضًا جامعُ الفتح أو الجامع العتيق. ويُستبعد أن تكون مدينة الفسطاط قد جُعلت عند اختطاطها مدينةٌ كبيرة أو أنَّهُ كان يُقصدُ منها أن تكون عاصمةً للمُسلمين، لكنَّها وإن ابتدأت صغيرة، فقد نمت نُموًّا سريعًا بعد سنةٍ من تأسيسها، فقد رأى المُسلمون أنَّهم يستطعون البناء خارج أسوار الحصن ويتوسَّعون لا يخافون شيءًا بعد أن وضعت الحرب أوزارها، وأمنوا الغدر من أن يأتيهم من جانب المصريين. وسُرعان ما نزلت في الفسطاط عدَّة قبائل عربيَّة مثل: أسلم، وبلي، ومعاذ، وليث، وعنزة، وهذيل، وعدوان، وغيرهم، وقد نزل فيها المصريّون أيضًا واختلطوا مع العرب المُسلمين وامتزجوا تدريجيًّا، حتَّى أصبحت المدينةُ الجديدة حاضرةُ مصر.

## أُمورٌ خِلافيَّة

### كيفيَّة فتح الإسكندريَّة
تتباين روايات المصادر حول كيفيَّة فتح الإسكندريَّة، أكان عنوةً أو صُلحًا؟ ويذكر البلاذري أنَّ المُسلمين قاتلوا الحامية البيزنطيَّة قتالًا شديدًا وحاصروهم مُدَّة ثلاثة أشهر، ثُمَّ أنَّ عمرو فتحها بالسيف وغنم ما فيها واستبقى أهلها، ولم يقتل ولم يسبِ، وجعلهم ذمَّة كأهلِ بابليون. ويُخالف ابن إسحٰق البلاذري، في روايته حول فتح الإسكندريَّة، فيذكر أنَّها فُتحت صُلحًا وليس عنوةً على الرُغم من أنَّ كلا الطرفين، الإسلامي والبيزنطي في مصر، استعدا للقتال الذي أمكن تجنُّبهُ في اللحظة الأخيرة. وتُشيرُ هذه الرواية إلى أنَّ المُسلمين فتحوا الكثير من القُرى حتَّى وصلوا إلى الإسكندريَّة، وكانت سباياهم من فُتوح هذه القُرى عظيمةٌ جدًا، وقد بلغت المدينة المُنوَّرة ومكَّة واليمن، حتَّى إذا وصل إلى بلهيب راسلهُ صاحب الإسكندريَّة وعرض عليه الجزية مُقابل ردِّ السبايا، فأرسل عمرو كتابًا إلى عُمر يستشيره، فجاءه الجواب بالمُوافقة على أن يُخيَّر السبايا بين البقاء على دينهم وعليهم الجزية وبين الدُخول في الإسلام، فتُرفع الجزية عنهم، أمَّا من تفرَّق في شبه الجزيرة العربيَّة فلا يقدرون على ردِّه ولا يُحبُّون مُصالحته على أمرٍ لا نفي لهم به. وتُشير الرواية القبطيَّة أنَّ الإسكندريَّة فُتحت صُلحًا، فيذكر يوحنَّا النقيوسي أنَّ قيرس - المُقوقس - لم يكن وحده الذي رغب في السَّلام، وإنَّما رغب فيه السُّكَّان والحُكَّام ودومنتيانوس الذي كان مُواليًا للإمبراطورة مارتينا، ولذا اجتمعوا واتفقوا مع المُقوقس على إنهاء الحرب بِعقد الصُلح مع المُسلمين. وذهب قيرس إلى بابليون حيثُ كان عمرو بن العاص هُناك بعد غاراته على الدلتا، وعقد معه المُعاهدة سالِفة الذِكر القاضية بِخُروج الروم من الإسكندريَّة وإعطاء الأمان لِأهلها في أنفُسهم وكنائسهم وأموالهم وعائلاتهم، والإباحة لليهود بالإقامة في رُبوعها.

### إحراق مكتبة الإسكندريَّة
يذكر ابن العبري، واسمه گريگوريوس أبو الفرج بن هٰرون في كتابه «مُختصر الدول»، أنَّ عمرو بن العاص أحرق المكتبة الشهيرة بعد دُخوله الإسكندريَّة وبعد استئذان عُمر بن الخطَّاب. وأنَّ هذا الحريق استغرق ستَّة أشهر عندما وزَّع مكتبة الإسكندريَّة على مواقد الحمَّامات وعددها أربعة آلاف. وقد ورد هذا الخبر في دائرة المعارف البريطانيَّة الطبعة الحادية عشر، ثُمَّ حُذف منها في الطبعة الرَّابعة عشر بعدما مال أغلب المُحققين إلى عدم تصديق هذه الرواية. وقد ذكر بعض الكُتَّاب المُسلمون هذه الرواية أيضًا، ومنهم موفق الدين عبد اللطيف البغدادي، وجمالُ الدين القفطي. ويتفق أغلب المُؤرخين المُعاصرين سواء أكانوا مُسلمين أم غربيين أنَّ هذه القصة غير حقيقيَّة، إذ أنَّ مكتبة الإسكندريَّة لم تكن موجودة عند قُدوم عمرو بن العاص إليها وقد احترق مُعظمها قبل سبعة قُرون وتحديدًا زمن يوليوس قيصر سنة 47 ق.م، ثُمَّ أُتلف ما تبقَّى منها سنة 290م أي قبل قرنين ونصف من الفتح الإسلامي، لأنَّ غالبيَّة المخطوطات التي وُجدت فيها كانت تتعلَّق بالوثنيَّة وتتعارض مع المسيحيَّة. ويُشيرُ المُؤرِّخ البريطاني - الأمريكي الكبير برنارد لويس إلى أنَّ هذه القصَّة رُبَّما يكون السُلطان صلاحُ الدين الأيُّوبيّ هو من روَّج لها أو سمح بالترويج لها عندما انهارت الدولة الفاطميَّة في مصر، ذلك لأنَّهُ عقد العزم على حرق العديد من الكُتب والمخطوطات الإسماعيليَّة كإحدى خُطوات استئصال هذا المذهب نهائيًّا من مصر وإعادة تثبيت المذهب الشافعي بدلًا منه، فكانت قصَّة إحراق عمرو بن العاص للمكتبة بناءً على أمر الخليفة عُمر نفسه من شأنها أن تجعل فعله أكثر قُبولًا في أعين الناس. كذلك، يرفض المُؤرخان الغربيَّان كلي ترمّبل وروي مكليود قصَّة إحراق المُسلمين لِلمكتبة ويُؤيدان نظريَّة لويس سالِفة الذِكر.

### موقف المصريين من الفاتحين الجُدد
رُغم شُيوع قصة تقبُّل المصريين للفاتحين المُسلمين وتعاونهم معهم ضدَّ الروم بعدما تبيَّنت لهم أهدافهم، واعتمادها في القسم الأكبر من المراجع والمصادر العربيَّة والإسلاميَّة وحتَّى الغربيَّة إلى حدٍ ما، إلَّا أنَّ هُناك آراءٌ أُخرى قال بها عددٌ من المؤرخين المُحدثين ناقضت ما قيل سابقًا أو فصَّلته وبرَّرته. يُشيرُ الدُكتور جاك تاجر أنَّ نصارى مصر لا يصح القول أنهم أرادوا الانتقام ممن اضطهدوهم زمن الفتح الإسلامي، عكس اليهود المصريين. فاليهود كانوا حاقدين على الروم بعد أن أمر هرقل بتعميدهم بالقُوَّة لمَّا رأى منامًا أنَّ شعبًا مختونًا سيثورُ عليه ويهزمه ثُمَّ يحكم العالم كُلَّه، فاعتقد أنَّ هذا الشعب ما هو إلَّا الشعب اليهودي. ولمَّا لم يكن عند اليهود الوسائل التي تسمح لهم بالقيام بِثورة ضدَّ الإمبراطوريَّة البيزنطيَّة، فقد صبروا حتَّى حانت لهم الفرصة المُلائمة. ولمَّا تغلغل المُسلمون في أراضي العدو، تذكَّر اليهود أعمال العُنف والاضطهاد التي تحمَّلوها في عهد البيزنطيين، وعرضوا على المُسلمين خدماتهم وأعطوهم المعلومات التي تُفيدهم وبذلوا لهم المُساعدة. أمَّا المسيحيّون، فيرى تاجر أنَّهم رغبوا بتغيير حُكَّامهم دون شك، لكنَّهم فوجئوا بِتقدُّم المُسلمين غير المُنتظر، فبقوا حيارى زمنًا طويلًا وتركوا الحوادث تُقرر مصيرهم. ولمَّا أرادوا أن يتخذوا موقفًا إيجابيًّا، كان السيفُ قد سبق العزل، لِأنَّ قرارهم جاء مُتأخرًا. ويُضيف، أنَّهُ لو تواطأ المُسلمون مع كبار نصارى مصر أن يخوضوا المعركة، لاستطاعوا دون شك أن يعتمدوا على تعاون الشعب لهم. ولكنَّ الشعب كان يجهل نيَّات المُسلمين، فخاف أن يُظهر عدائهُ لِبيزنطة أثناء الحرب، قبل أن تُصبح بيزنطة على هاوية الانكسار. فلمَّا توغَّل المُسلمون في الأراضي المصريَّة، كان المصريُّون يجهلون كُلَّ شيءٍ عن نواياهم، فلا يعلمون إذا كان المُسلمون سيُرغمونهم على اعتناق الإسلام، أو سيُصادرون أملاكهم، أو سيحتفظون بِنظام الضرائب البيزنطي. وظلَّت هذه المسائل محلَّ استفهام الأهالي، فلم يُدركوا أغراض المُسلمين إلَّا أثناء حصار حصن بابليون، أي عندما أُثيرت مسألة الهدنة بين المُتحاربين، وأدرك المصريّون حينئذٍ أنَّ الحاكم المُسلم أكثر تسامُحًا من الحاكم البيزنطي أو الحاكم الفارسي، إذ خيَّرهم بين الإسلام أو البقاء على دينهم مع دفع دينارين عن كُلِّ رجلٍ يصلح للقتال، وإمَّا استئناف القتال وقُبول ما يترتب عليه من نتائج، وهو أمرٌ لم يسبق أن اتبعهُ أيُّ جيشٍ غازٍ دخل البلاد المصريَّة.

يزيدُ جاك تاجر على ما سلف بقوله أن المُسلمين لم يُحاولوا قط أن يُطمئنوا الشعب المصري على نواياهم، إذ كانوا يجهلون اللُغتين اليونانيَّة والقبطيَّة، كما لم يُحيطوا أعمالهم الحربيَّة بِأيَّة دعاية. ويعترفُ بأنَّ المُسلمين قاتلوا - على عكس الفُرس - بشيءٍ من الرفق ولم يقوموا بِأعمالٍ تخريبيَّةٍ مُنظمة أو بإهراق دماء الشعب، لكنَّهُ يُضيف بأنَّهم تمادوا مُضطرين في بعض الأحيان في اقتراف أعمالٍ مُشينة وحركات قمعٍ دامية ممَّا لم يُساعدهم على كسب ثقة الشعب وعطفه عليهم. وفي نفس المجال، اهتمَّ الأُسقف يوحنَّا النقيوسي - وهو المصدر الوحيد المُعاصر للفتح - بالشكوى من هذا التمادي أكثر من ذكر الأعمال التي تُشرِّف الفاتحين، فيقول واصفًا فتح أتريب ومنوف: 
يقولُ الدُكتور تاجر أيضًا أنَّ المصريين لم يستطيعوا استقبال المُسلمين كمُحررين، ذلك لأنَّ الفاتحين كانوا يدينون بِديانةٍ أُخرى. فممَّا لا شكَّ فيه أنَّ المُسلمين حرروا اليعقوبيين من نير البيزنطيين، ولكن لم يكن هؤلاء اليعقوبيّون يرتاحون إلى حُكَّام آخرين عقيدتهم تُخالف العقيدة المسيحيَّة. وقد لخَّص الأب «جانو» موقف المصريين بقوله: «إنَّهم لم يقُوموا بِأيِّ مجهودٍ لِوقف الكارثة، ولكنَّهم احتموا خلف أسوار المُدن التي لم يجرؤ العرب بعد على اقتحامها، وانتظروا هُجومهم عليها». وكتب مُحمَّد حسين هيكل باشا، بعد دراسةٍ طويلةٍ لِعصر الخُلفاء الراشدين مُستندًا إلى النُصوص العربيَّة يقول: «لَا شَكَّ أنَّ القِبْطَ لَمْ يُعَاوِنُوا الرُّوْمَ فِي قِتَالِ العَرَبِ إِلَّا بِالقَدَرِ الَذِي يَضْطّرَّهُم إِلَيْهِ خُضُوعُهُم كَارِهِيْنَ لِسُلْطَانِ قَيْصَرَ وَعُمَّالِه. وَلَكِن لَا شَكَّ كَذَلِكَ فِي أَنَّهُم لَم يُعَاوِنُوا العَرَبَ، إِلَّا أَن تَكُونَ مًعَاوَنَاتٌ فَرْدِيَّةٌ. أَمَّا فِيْمَا وَرَاءَ ذَلِك، فَقَد وَقَفَ شَعبُ مِصْرَ مِنَ الفَرِيْقَيْنِ المُتَحَارِبَيْنِ مَوْقِفَ المُتَفَرِّجِ شَدِيْدَ التَّطَلُّعِ».

بالمُقابل، يؤيِّد البعض الآخر من المُؤرخين المُحدثين المصادر العربيَّة والإسلاميَّة القديمة التي تنص على ترحيب المصريين بالمُسلمين ويُؤكدون على أنَّ الفتح الإسلامي لِمصر كان له إيجابيَّات كثيرة. فيقول الراهب القمص أنطونيوس الأنطوني: 
- الوثيقة الأُولى: إيصال حرَّرهُ على نفسه أحد أُمراء الجُند يُدعى الأمير عبد الله بأنه استلم خمسًا وستين نعجة لإطعام الجُند الذين معه، وقد حرَّرها الشمَّاس يُوحنَّا مُسجِّل العُقود، في اليوم الثلاثين من شهر برمودة من السنة المذكورة أولًا، وقد جاء بظهر الورقة ما يلي: "شهادةٌ بتسليم النِّعاج للمُحاربين ولِغيرهم ممن قدموا البلاد وهذا خصمًا عن جزية التوقيت الأوَّل".
- أمَّا الوثيقة الثانية: فنصها "، أنا الأمير عبد الله أكتبُ إليكم يا أُمناء تُجاَّر مدينة بسوفتس، وأرجو أن تبيعوا إلى عُمر بن أصلع، لفرقة القوطة، علفَا بِثلاث دراهم كل واحد منها بعرورتين وإلى كُل جندي غذاء من ثلاثة أصناف" ويُعلِّق الأستاذ جروهمان على الوثيقتين بقوله: "إنَّ هذه المُعاملة إزاء شعبٍ مغلوبٍ، قلَّما نراها من شعبٍ مُنتصر".[128]»

 وينسب طوماس أرنولد النجاح السريع الذي أحرزه الفاتحون المُسلمون إلى ما وجدوه من ترحيب المصريين بهم، الذين كرهوا الحُكم البيزنطي الظالم، ولِما أضمروه من حقدٍ مريرٍ على عُلماء اللاهوت. فإنَّ اليعاقبة - وهُم يُكونون السَّواد الأعظم من المصريين - قد عُوملوا مُعاملةً مُجحفة من أتباع المذهب الملكاني التابعين للإمبراطور. ويرى الدُكتور علي إبراهيم حسن أنَّهُ لمَّا قدم المُسلمين إلى مصر فاتحين، احتاجوا إلى ما يشُدُّ أزرهم، فوجدوا في المصريين خير مُعين، وإن كان ليس هُناك ما يدُلُّ دلالةً واضحةً على مُساعدة المصريين للمُسلمين في تقدُّمهم من العريش حتَّى فتح حصن بابليون، إلَّا أنَّهُ من الثابت أنَّهم لم يُساعدوا الروم ضدَّ المُسلمين، بل أمدُّوا المُسلمين بالعُلوفة والمُؤن وغيرها. ويذكر سلڤستر شولير أنَّ المصريّون لم يرتكبوا خيانةً في حق الإمبراطوريَّة البيزنطيَّة، فقد كانوا من قبل ساخطين على فساد الإدارة، وسياسة الإمبراطور الدينيَّة، ولذا كان من الطبيعي أن يخضع المصريّون، ويُسلِّموا للمُسلمين الفاتحين تخلُّصًا من طغيان الروم واستبدادهم. ويُؤكِّد هذا المُؤرِّخ رأيه بِروايةٍ تذكر أنَّ الرُهبان قد تركوا أديرتهم، وانضمُّوا إلى الجُند المُسلمين ضدَّ الروم، كما أنَّهُ عندما حاول البيزنطيّون غزو مصر ثانيةً، كان موقف المصريّين أكثر وُضوحًا، وقد انحازوا إلى جانب المُسلمين وقدَّموا إليهم كُلَّ مُساعدةً مُمكنة. ويقول القس منسَّى يوحنَّا: 

### شخصيَّة المُقوقس
أشار بعضُ المُؤرخين إلى أنَّ الشخص الذي أطلق عليه المُؤرخون العرب والمُسلمون اسم «المُقوقس» لم يزل غامضًا. فهل كان مصريًّا أم روميًّا؟ وهل المُقوقس الذي سلَّم بابليون هو نفسه الذي أبرم اتفاقيَّة الإسكندريَّة؟ لم يصل الباحثون والمُؤرخون بما فيهم المُستشرقون إلى جوابٍ دقيقٍ عن هذه الأسئلة، وكان المُستشرق والعلَّامة الفرنسي الكبير جان فرانسوا شامپليون قد فرَّق بين «قيرس» (وهو الاسم المُفترض للمُقوقس) و«المُقوقس»، فصوَّر الأوَّل على أنَّه قسٌّ قلق ومُفسد خلف البطريرك جرجس الأوَّل سنة 630م، بينما حكم مصر أحد المصريين كريم الأصل ومن أغنى أغنياء البلاد، اسمه «المُقوقس». غير أنَّ المُستندات التي تحصَّل عليها المُؤرخون لا تسمح بعد بتفسير هذا اللُغز التاريخي تفسيرًا تامًّا. يقول الدُكتور جاك تاجر إلى أنَّ المُؤرخون استعملوا كلمة «مُقوقس» باعتبارها اسمُ شخصٍ مُعيَّن، على أنَّه يُحتمل أن تكون لقبًا حُرَّف لفظه في اللُغة العربيَّة. فالبطريرك قيرس الذي عيَّنهُ الإمبراطور هرقل دوقًا على دوقيَّة الإسكندريَّة، كان قبل تعيينه أُسقُفًا لِمدينة «فاز»، وهي من مُدن القفقاس، فلُقِّب في مصر بِلقب «قوقيوس» أي «القفقاسي»، كما يشهد على ذلك أحد المُستندات القبطيَّة النادرة التي كشف عنها وأشار إليها المُؤرِّخ الفرنسي إميل إميلينو. ويُشيرُ تاجر إلى أنَّ تحريفُ اللفظ في حد ذاته ليس خطيرًا، ولكن الخطر هو ذلك اللُّبس الذي وقع فيه المُؤرخون عندما كانوا يتحدثون عن دوقيّي مصر المُختلفين، وأنَّ المُؤرخين المُسلمين يبدوا أنَّهم أهملوا هذه الحقيقة ألا وهي أنَّ كُلَّ دوقٍ كان مسؤولًا أمام بيزنطة مُباشرةً وعليه أن يرفع تقاريرهُ إلى رئيس الأبرشيَّة المشرقيَّة فقط. فعلى الرُغم من أنَّ قيرس، بطريرك ودوق الإسكندريَّة، كان يتمتَّع بِمركزٍ مُمتاز بالنسبة إلى سائر الدوقات، لِأنَّهُ كان مُكلَّفًا بِجباية الضرائب إلى جانب وظيفته، إلَّا أنَّهُ لم يستطع الخُروج على النظام المُتبع أو أن يفرض سياسته الشخصيَّة على زُملائه أو أن يُبرم اتفاقات مع الفاتح، ثُمَّ يُوقعها بالنيابة عنهم.
ويميلُ تاجر إلى الاعتقاد - دون أن يجزم قطعيًّا - بأنَّ المُقوقس الذي فاوض في تسليم بابليون هو شخصٌ آخر غير البطريرك قيرس الذي أبرم صُلح الإسكندريَّة، بل أنَّه حاكمٌ مصريّ. على أنَّ المُؤرِّخ سعيد بن البطريق يُشيرُ إلى المُقوقس على أنَّهُ «يعقوبيّ مُبغضًا للرُّوم، إلَّا أنَّهُ لم يكن يتهيَّأ لهُ أن يُظهر مقالة اليعقوبيَّة لئلَّا يقتُلوه». ويتهمهُ ابن بطريق، إلى جانب ذلك، بأنَّهُ «قد اقتطع أموال «مصر» من وقت حصار كسرى للقُسطنطينيَّة، فكان يخافُ أن يقع في يد هرقل الملك فيقتُله». وقد تساءل البعض عن المقصود من كلمة «مصر» في تأريخ ابن بطريق، فهي قد تعني البلاد كُلَّها كما قد تعني مدينة منف البائدة، أو الفسطاط التليدة، والأخيرة هي ما درج عليه المُؤرخون المُسلمون والمسيحيّون الذين كتبوا التاريخ باللُغة العربيَّة في البداية أن يُسموها «مصر»، قبل أن يأتي المقريزي ويُدقق في المعنى، حيثُ فرَّق بين «أرض مصر» أي القطر كُلَّه، و«فسطاط مصر» أي المدينة. وقيل أنَّ ما يحمل على الاعتقاد بأنَّ حاكم بابليون أيَّام الحملة كان مصريًّا، هو الفرق الواضح بين اتفاقيتيّ بابليون والإسكندريَّة. فبينما تُعنى اتفاقيَّة الإسكندريَّة صراحةً بِمصير الروم، لم تهتم اتفاقيَّة بابليون إلَّا بِمصير الأهلين، وقد أشار ابن عبد الحكم إلى هذا الموضوع في مُحاولةٍ منه ألَّا يترُك شكًّا فيه، فأضاف بعد أن ذكر الاتفاقيَّة المُوقَّع عليها في بابليون بأنَّ «هذا كُلُّه على القِبط خاصَّة». كما أشار إلى أنَّ المُقوقس أراد أن يُخطر عمرو قبل دُخول الاتفاقيَّة في دور التنفيذ، فقال له أنَّ سُلطانه (أي سُلطان المُقوقس) ليس إلَّا على نفسه ومن أطاعه، وأنَّ صلح القِبط قد تمَّ فيما بينهم وبين المُسلمين ولم يأتِ من قبلهم نقض، وأنَّ الرُّوم هو بريءٌ منهم. ويتحدث ابن بطريق عن المُقوقس بأنَّهُ احتال على الرُّوم وقال سرًّا لِعمرو: «أمَّا الرُّومُ، فإنِّي بريءٌ منهم، وليس ديني دينُهم ولا مقالتي مقالتُهم، إنَّما كُنتُ أخافُ منهم القتل، فلِذلك كُنتُ أستُرُ ديني ومقالتي من مقالتهم وأكتُمُ ذلك».

### فهرست المراجع
باللُغة العربيَّة
منشورات
1. ↑  صحيح مسلم (1916)، ج. 8، ص. 178.
2. ↑  صحيح مسلم (1916)، ج. 7، ص. 190.
3. ↑  ابن عبد الحكم (1996)، ص. 4.
4. 1 2 3 4  طقوش (2002)، ص. 290-291.
5. ↑  صروف (1967)، ص. 4.
6. 1 2  السيوطي (1967)، ص. 99 - 100.
7. ↑  ابن عبد الحكم (1996)، ص. 118 - 120.
8. ↑  ابن عبد الحكم (1996)، ص. 120-121، 124.
9. 1 2 3 4 5  طقوش (2002)، ص. 288 - 289.
10. ↑  بيضون (1979)، ص. 67 - 68.
11. ↑  تروبو (2001)، ص. 451 - 457.
12. ↑  عطا (1994)، ص. 85.
13. ↑  عطا (1994)، ص. 23-25.
14. ↑  عامر (2000)، ج. 1، ص. 35.
15. ↑  العريني (1989)، ص. 50 - 51.
16. ↑  بو حجر (2001)، ص. 167 - 171.
17. ↑  بيشوي (2001)، ص. 211 - 213.
18. ↑  بتلر (1990)، ص. 172 - 173.
19. ↑  بتلر (1990)، ص. 209.
20. ↑  طقوش (2002)، ص. 295.
21. 1 2 3 4  النويهي، ص. 1 - 3.
22. 1 2 3  ابن عبد الحكم (1996)، ص. 131.
23. ↑  طقوش (2002)، ص. 287.
24. ↑  الواقدي (1989)، ج. 2، ص. 36 - 38.
25. ↑  شبارو (1995)، ص. 317.
26. ↑  ابن عبد الحكم (1996)، ص. 82.
27. 1 2 3  شبارو (1995)، ص. 318.
28. ↑  البلاذري (1988)، ص. 249.
29. ↑  ابن عبد الحكم (1996)، ص. 134.
30. 1 2  طقوش (2002)، ص. 296 - 297.
31. ↑  الحموي (1995)، ج. 15، ص. 262.
32. ↑  البلاذري (1988)، ص. 214.
33. ↑  الواقدي (1989)، ص. 63 - 64.
34. ↑  ابن عبد الحكم (1996)، ص. 52 - 53.
35. ↑  دار الشؤون الثقافية (1986)، ص. 79.
36. ↑  تاجر (1951)، ص. 47.
37. ↑  رمزي (1994)، ج. 1، ص. 287.
38. ↑  ابن عبد الحكم (1996)، ص. 135.
39. ↑  الواقدي (1997)، ج. 2، ص. 64 - 66.
40. ↑  الواقدي (1997)، ج. 2، ص. 66 - 67.
41. ↑  المقريزي (1997)، ج. 1، ص. 340.
42. ↑  الواقدي (1997)، ج. 2، ص. 67 - 70.
43. ↑  الحموي (1995)، ج. 1، ص. 251.
44. ↑  المقريزي (1997)، ج. 1، ص. 135.
45. 1 2  الكندي (2003)، ص. 8.
46. ↑  عامر (2000)، ج. 1، ص. 76.
47. ↑  البلاذري (1988)، ج. 1، ص. 314.
48. ↑  ابن عبد الحكم (1996)، ص. 136 - 137.
49. ↑  بتلر (1990)، ص. 252 - 256.
50. ↑  ابن عبد الحكم (1996)، ص. 139.
51. ↑  طقوش (2002)، ص. 301 - 302.
52. ↑  بتلر (1990)، ص. 260 - 263، 265.
53. ↑  هيكل (1944)، ص. 101.
54. ↑  هيكل (1944)، ص. 109.
55. ↑  المسعودي (1409)، ص. 385 - 386.
56. 1 2  عامر (2000)، ج. 1، ص. 77 - 78.
57. ↑  الحموي (1995)، ج. 16، ص. 422.
58. ↑  ابن عبد الحكم (1415)، ص. 227 - 228.
59. ↑  البلاذري (1988)، ص. 218.
60. ↑  ابن عبد الحكم (1996)، ص. 292 - 293.
61. ↑  بتلر (1990)، ص. 263 - 266.
62. ↑  بتلر (1990)، ص. 206.
63. ↑  الطبري (1967)، ج. 4، ص. 102.
64. ↑  شبارو (1995)، ص. 319.
65. 1 2 3  طقوش (2002)، ص. 303 - 304.
66. ↑  عامر (2000)، ج. 1، ص. 79 - 80.
67. ↑  شبارو (1995)، ص. 320.
68. ↑  الشيال (2000)، ج. 1، ص. 32.
69. ↑  مصطفى (1998)، ج. 1، ص. 94.
70. ↑  مصطفى (1998)، ج. 2، ص. 602.
71. ↑  ابن عبد الحكم (1996)، ص. 55 - 56.
72. 1 2 3  ابن بطريق (1905)، ص. 22.
73. ↑  البلاذري (1988)، ج. 1، ص. 220.
74. ↑  بتلر (1990)، ص. 290.
75. ↑  بتلر (1990)، ص. 292.
76. ↑  العريني (1989)، ص. 137.
77. ↑  الطبري (1967)، ج. 4، ص. 108 - 109.
78. ↑  العريني (1989)، ص. 138.
79. ↑  طقوش (2002)، ص. 308.
80. ↑  سالم (1970)، ص. 488.
81. ↑  البلاذري (1988)، ص. 231 - 232.
82. ↑  ابن عبد الحكم (1996)، ص. 158.
83. ↑  طقوش (2002)، ص. 310.
84. ↑  عامر (2000)، ج. 1، ص. 90.
85. ↑  ابن عبد الحكم (1996)، ص. 26.
86. ↑  بتلر (1990)، ص. 310 - 311.
87. 1 2  ابن عبد الحكم (1996)، ص. 156 - 157.
88. ↑  ابن عبد الحكم (1996)، ص. 67.
89. 1 2  عامر (2000)، ج. 1، ص. 91 - 92.
90. ↑  طقوش (2002)، ص. 312.
91. ↑  ابن عبد الحكم (1996)، ص. 157 - 158.
92. ↑  شبارو (1995)، ص. 324.
93. 1 2  ابن عبد الحكم (1996)، ص. 162 - 163.
94. ↑  هيكل (1944)، ج. 2، ص. 142 - 143.
95. ↑  البلاذري (1988)، ج. 1، ص. 222.
96. ↑  ابن الأثير (1987)، ص. 397.
97. 1 2  ابن إياس (1992)، ص. 22.
98. ↑  ابن بطريق (1905)، ص. 26.
99. ↑  المقريزي (1997)، ج. 1، ص. 165.
100. 1 2  بتلر (1990)، ص. 334 - 343.
101. ↑  الأنصاري (1998)، ص. 109.
102. ↑  طقوش (2002)، ص. 315.
103. ↑  يوحنا (1924)، ص. 379 - 380.
104. ↑  المقريزي (1997)، ج. 4، ص. 407 - 408.
105. ↑  بتلر (1990)، ص. 456 - 460.
106. ↑  ابن العميد (2010)، ص. 30.
107. ↑  السيوطي (1967)، ج. 1، ص. 122.
108. ↑  عامر (2000)، ج. 1، ص. 95.
109. ↑  بتلر (1990)، ص. 384.
110. ↑  طقوش (2002)، ص. 316.
111. 1 2  طقوش (2002)، ص. 317.
112. ↑  ابن عبد الحكم (1996)، ص. 280.
113. ↑  ديورانت (2003)، ج. 13، ص. 153.
114. ↑  ابن كثير (1997)، ج. 1، ص. 60.
115. ↑  ابن عبد الحكم (1415)، ص. 177.
116. ↑  ابن عبد الحكم (1996)، ص. 179 - 180.
117. ↑  الحموي (1995)، ج. 4، ص. 263 - 264.
118. ↑  شبارو (1995)، ص. 327.
119. ↑  ابن دقماق (1309 - 1310)، ص. 3 - 4.
120. ↑  ابن عبد الحكم (1996)، ص. 160 - 164.
121. ↑  البلاذري (1988)، ص. 222 - 223.
122. ↑  ابن العبري (1994)، ص. 73 - 74.
123. ↑  شبارو (1995)، ص. 325.
124. ↑  ابن المقفع (1904)، ص. 107.
125. 1 2 3 4 5 6  تاجر (1951)، ص. 40 - 47.
126. ↑  النيقوسي (2000)، ص. 560.
127. ↑  هيكل (1944)، ج. 2، ص. 94 - 95.
128. ↑  الأنطوني (1996)، ص. 1996.
129. ↑  كاشف (1994)، ص. 184 - 186.
130. ↑  حسن (1947)، ص. 48.
131. ↑  رستم (1955-1956)، ص. 252.
132. ↑  يوحنا (1924)، ص. 307.
133. 1 2 3 4  تاجر (1951)، ص. 44 - 46.
134. ↑  ابن عبد الحكم (1996)، ص. 72.
135. ↑  ابن بطريق (1905)، ص. 24.

ويب
1. 1 2  السقَّار، مُنقذ بن محمود. "دلائل النبوة؛ إخباره صلَّى الله عليه وسلَّم بِفُتوح أُمَّته للبُلدان". شبكة صيد الفوائد. مؤرشف من الأصل في 12 يوليو 2017. {{استشهاد ويب}}: تحقق من التاريخ في: |تاريخ أرشيف= (مساعدة)
2. 1 2  عبد الفتَّاح، شُعيب (25 جمادى الأولى 1424هـ). "أضواء حول أزليَّة العلاقات المصريَّة - السُّعوديَّة". جريدة الرياض. ع. 12816. مؤرشف من الأصل في 6 مارس 2016. {{استشهاد بمجلة}}: تحقق من التاريخ في: |تاريخ= (مساعدة)
3. ↑  "تاريخ مصر عبر العُصور، العهد الروماني والبيزنطي". موقع الأنبا تكلا هيمانوت. مؤرشف من الأصل في 7 يوليو 2017. {{استشهاد ويب}}: تحقق من التاريخ في: |تاريخ أرشيف= (مساعدة)
4. 1 2 3  جمالات يونس (21 أبريل 2014). "القمح المصري.. من يُوسُف الصدَّيق إلى يُوسُف والي". جريدة الجُمهورية. مصر: مصرس. مؤرشف من الأصل في 9 يونيو 2017. {{استشهاد بمجلة}}: تحقق من التاريخ في: |تاريخ= و|تاريخ أرشيف= (مساعدة)
5. ↑  السرجاني، راغب (5 شُباط (فبراير) 2008). "مصر قبل الفتح الإسلامي". إسلام ويب. مؤرشف من الأصل في 22 نوفمبر 2016. {{استشهاد ويب}}: تحقق من التاريخ في: |تاريخ= (مساعدة)
6. ↑  عبد العليم، طٰه (13 ربيع الأوَّل 1436هـ المُوافق 4 يناير 2015م). "في أُصول الفخر بتاريخ مصر المسيحيَّة". جريدة الأهرام. القاهرة: مؤسسة الأهرام. ع. 46780. مؤرشف من الأصل في 17 يونيو 2016. {{استشهاد بمجلة}}: تحقق من التاريخ في: |تاريخ= (مساعدة)
7. 1 2 3 4  كامل، ماجد (6 أكتوبر 2013م). "الجيش المصري في العصر البينزنطي". الأقباط مُتحدون. القاهرة. ع. 3273. مؤرشف من الأصل في 23 سبتمبر 2015. {{استشهاد بمجلة}}: تحقق من التاريخ في: |تاريخ= (مساعدة)
8. 1 2 3  السرجاني، راغب (5 شُباط (فبراير) 2008). "دوافع فتح مصر". قصَّة الإسلام. مؤرشف من الأصل في 22 نوفمبر 2016. {{استشهاد ويب}}: تحقق من التاريخ في: |تاريخ= و|تاريخ أرشيف= (مساعدة)
9. ↑  بباوي، نبيل لوقا (15 مارس 2001م). "دلالات وشائج الوحدة الوطنية". جريدة الأهرام. القاهرة: مؤسسة الأهرام. ع. 41737. مؤرشف من الأصل في 2011-07-16.
10. ↑  ربَّاط، إدمون (1989). "المسيحيون في الشرق قبل الإسلام". الحوار ع. 3. مؤرشف من الأصل في 5 ديسمبر 2022. {{استشهاد بدورية محكمة}}: تحقق من التاريخ في: |سنة= و|تاريخ أرشيف= (مساعدة)
11. 1 2  السرجاني، راغب (5 فبراير 2008). "مصر في عهد عمرو بن العاص". موقع قصة الإسلام. مؤرشف من الأصل في 11 ديسمبر 2022. اطلع عليه بتاريخ 11 ديسمبر 2022. {{استشهاد ويب}}: تحقق من التاريخ في: |تاريخ الوصول=، |تاريخ=، و|تاريخ أرشيف= (مساعدة)

بِلُغاتٍ أجنبيَّة
1. ↑  Palme (2007), p. 245, chapt. The Imperial Presence: Government and Army.
2. ↑  Palme (2007), p. 245–246, chapt. The Imperial Presence: Government and Army.
3. ↑  Notitia Dignitatum, in partibus Orientis, I نسخة محفوظة 04 أغسطس 2016 على موقع واي باك مشين.
4. ↑  Kasher (1985), p. 107 - 108.
5. ↑  The Jewish Encyclopedia (1925), vol. 5, p. 60.
6. ↑  Munier (1932), p. 9 - 10.
7. ↑  Munier (1932), p. 38 - 39.
8. ↑  Vasiliev (1928–1935), p. 105, chapt. Byzantium and the Crusades.
9. ↑  Butler (1992), p. 213.
10. 1 2  Nikiou (1883), p. 437.
11. ↑  Nikiou (1883), p. 438.
12. ↑  Nikiou (1883), p. 439.
13. 1 2  Ostrogorsky (1969), p. 110.
14. ↑  Nikiou (1883), p. 440.
15. ↑  Nikiou (1883), p. 447.
16. ↑  Bellinger (1992), p. 385.
17. ↑  Ostrogorsky (1969), p. 100.
18. ↑  Garland, Lynda. "Martina (Second Wife of Heraclius)". Roman Emperors – An Online Encyclopedia of Roman Rulers and Their Families (بالإنجليزية). Archived from the original on 4 أبريل 2017. {{استشهاد ويب}}: تحقق من التاريخ في: |تاريخ أرشيف= (help)
19. ↑  Nikiou (1883), p. 450 - 451.
20. ↑  De Sacy (1810), Above the column of the pillars is a dome supported by this column. I think this building was the portico where Aristotle taught, and after him his disciples; and that this was the academy that Alexander built when he built this city, and where was placed the library which Amr ibn-Alas burned, with the permission of Omar..
21. ↑  Samir (2003), p. 551–598.
22. ↑  "The Vanished Library by Bernard Lewis". nybooks.com (بالإنجليزية). Archived from the original on 2009-07-16.
23. ↑  Trumble (2003), p. 51.
24. ↑  MacLeod (2004), p. 71.
25. ↑  Amélineau (1889), p. 25.

### ثبت المراجع(مُرتَّبة حسب تاريخ النشر)
كُتُب ودوريَّات باللُّغة العربيَّة:
- ابن المُقفَّع، القدِّيس الأنبا ساويرس الأشموني (1904). سيرة الآباء البطاركة. بيروت - ولاية بيروت - الدولة العُثمانيَّة: سيبولد.
- ابن بطريق، أفتيشيوس المُكَّنى بسِعيد (1905). التاريخ المجموع على التحقيق والتصديق. بيروت - ولاية بيروت، الدولة العُثمانيَّة: مطبعة الآباء اليسوعيين.
- مسلم بن الحجاج (1916)، صحيح مسلم (ط. 1)، إسطنبول: دار الطباعة العثمانية، OCLC:862990803، QID:Q123415095
- يوحنَّا، الشمَّاس منسَّى القمص (1924). كتاب تاريخ الكنيسة القبطيَّة (ط. الأولى). القاهرة - مصر: مطبعة اليقظة.
- هيكل، مُحمَّد حسين (1944). الفاروق عُمر (ط. الأولى). القاهرة - مصر: الهيئة المصريَّة العامَّة للكتاب.
- حسن، علي إبراهيم (1947). مصر في العُصور الوُسطى من الفتح العربي إلى الفتح العُثماني (ط. الأولى). القاهرة - مصر: مكتبة النهضة المصريَّة.
- تاجر، جاك (1951). أقباط ومُسلمون مُنذُ الفتح العربي إلى عام 1922م. القاهرة - مصر: كُرَّاسات التاريخ المصري.
- رُستم، أسد (1955–1956). الرُّوم في سياستهم وحضارتهم ودينهم وثقافتهم وصلاتهم بالعرب، الجُزء الأوَّل (ط. الأولى). بيروت - لُبنان: دار المكشوف.{{استشهاد بكتاب}}:  صيانة الاستشهاد: تنسيق التاريخ (link)
- صرُّوف، فؤاد؛ زيادة، نقولا عبدو؛ العظم، صادق جلال؛ عبَّاس، إحسان؛ اليازجي، كمال؛ فارس، نبيه أمين؛ كرم، أنطون غطَّاس؛ جبُّور، جبرائيل سُليمان (1967). كتابُ العيد (ط. الأولى). بيروت - لُبنان: الجامعة الأمريكيَّة في بيروت.
- الطبري، أبو جعفر مُحمَّد بن جُرير؛ تحقيق مُحمَّد أبو الفضل إبراهيم (1387هـ - 1967). تاريخ الرُسل والمُلوك (ط. الثانية). القاهرة - مصر: دار المعارف. {{استشهاد بكتاب}}: تحقق من التاريخ في: |سنة= (مساعدة)
- جلال الدين السيوطي (1967)، حسن المحاضرة في تاريخ مصر والقاهرة، تحقيق: محمد أبو الفضل إبراهيم، القاهرة: دار إحياء الكتب العربية، QID:Q121076344
- سالم، السيِّد عبد العزيز (1970). تاريخ الدولة العربيَّة (ط. الأولى). بيروت - لُبنان: دار النهضة العربيَّة.
- بيضون، إبراهيم (1979). ملامح التيَّارات السياسيَّة في القرن الأوَّل الهجري (ط. الأولى). بيروت - لُبنان: دار النهضة العربية.
- كاتب مُرَّاكشي؛ نشر وتعليق: الدُكتور سعد زغلول عبدُ الحميد (1986). الاستبصار في عجائب الأمصار. بغداد - العراق: دار الشؤون الثقافية.
- ابن الأثير الجزري، عزُّ الدين أبي الحسن عليّ بن أبي الكرم الشيباني؛ تحقيق: أبو الفداء عبدُ الله القاضي (1407هـ - 1987). الكامل في التاريخ، الجُزء الثاني (ط. الأولى). بيروت - لُبنان: دار الكُتب العلميَّة. {{استشهاد بكتاب}}: تحقق من التاريخ في: |سنة= (مساعدة)
- البلاذري (1988)، فتوح البلدان، بيروت: دار ومكتبة الهلال، OCLC:1136113129، QID:Q116752858{{استشهاد}}:  صيانة الاستشهاد: ref duplicates default (link)
- العريني، السيِّد الباز (1989). تاريخ أوروپَّا - العُصور الوُسطى (ط. الأولى). القاهرة - مصر: دار النهضة العربيَّة.
- الواقدي (1989)، المغازي، تحقيق: مارسدن جونز (ط. 3)، بيروت: مؤسسة الأعلمي للمطبوعات، QID:Q121077364{{استشهاد}}:  صيانة الاستشهاد: ref duplicates default (link)
- بتلر، ألفرد؛ ترجمة وتحقيق: مُحمَّد فريد أبو حديد بك (1990). فتح العرب لِمصر (ط. الأولى). القاهرة - مصر: مكتبة مدبولي.
- ابن إياس، أبو البركات زينُ العابدين مُحمَّد بن أحمد بن إياس الحنفي النَّاصري القاهري؛ تحقيق: خليل إبراهيم (1992). بدائعُ الزُّهور في وقائعُ الدُّهور، الجُزء الأوَّل (ط. الأولى). بيروت - لُبنان: دارُ الفكر اللُبناني.
- عطا، زبيدة محمد (1994). الحياة الاقتصاديَّة في مصر البيزنطيَّة (ط. الأولى). القاهرة - مصر: دار الأمين للنشر والتوزيع. ISBN:9775424631.
- ابن العبري، أبو الفرج گريگوريوس بن هٰرون الملطي؛ تحقيق: أنطون صالحاني اليسوعي (1415هـ - 1994). تاريخ مُختصر الدُول (ط. الثانية). بيروت - لُبنان: دار الرَّائد اللُّبناني. {{استشهاد بكتاب}}: تحقق من التاريخ في: |سنة= (مساعدة)
- كاشف، سيِّدة إسماعيل (1994). مصر في فجر الإسلام: من الفتح العربي إلى قيام الدولة الطولونيَّة (ط. الأولى). القاهرة - مصر: الهيئة المصريَّة العامَّة لِلكتاب.
- محمد رمزي (1994). القاموس الجغرافي للبلاد المصرية: من عهد قدماء المصريين إلى سنة 1945. القاهرة: الهيئة المصرية العامة للكتاب. ISBN:978-977-01-3625-6. OCLC:957043233. QID:Q133169685.
- شبارو، عصام مُحمَّد (1995). الدولة العربيَّة الإسلاميَّة الأولى (ط. الثالثة). بيروت - لُبنان: دار النهضة العربيَّة.
- الحمويّ، شهابُ الدين أبو عبدُ الله ياقوت بن عبدُ الله الروميّ (1995). مُعجم البُلدان (ط. الثانية). بيروت - لُبنان: دار صادر.
- الأنطوني، الرَّاهب القمص أنطونيوس (1996). وطنيَّة الكنيسة القبطيَّة وتاريخها من بعد الآباء الرُسُل حتَّى الانتداب البريطاني على مصر (مُنذُ عام 150م إلى عام 1882م) (ط. الثانية). القاهرة - مصر: دار الطباعة القوميَّة.
- ابن عبد الحكم، أبو القاسم عبدُ الرحمٰن بن عبد الله عبدُ الحكم بن أعيُن القُرشيّ المصريّ؛ تحقيق: مُحمَّد الحُجيري (1416هـ - 1996). فُتُوح مصر وأخبارها (ط. الأولى). بيروت - لُبنان: دار الفكر. {{استشهاد بكتاب}}: تحقق من التاريخ في: |سنة= (مساعدة)
- تقي الدين المقريزي (1997)، المواعظ والاعتبار بذكر الخطط والآثار، بيروت: دار الكتب العلمية، QID:Q120999072
- الواقدي، أبو عبد الله مُحمَّد بن عُمر بن واقد السهمي الأسلمي بالولاء المدني (1417هـ - 1997). فُتوح الشَّام (ط. الأولى). بيروت - لُبنان: دار الكُتب العلميَّة. {{استشهاد بكتاب}}: تحقق من التاريخ في: |سنة= (مساعدة)
- ابن كثير الدمشقي، أبو الفداء إسماعيل بن عُمر (1418هـ - 1997). البداية والنهاية. عبد الله بن عبد المحسن التركي (ط. الأولى). الجيزة: دار هجر للطباعة والنشر والتوزيع والإعلان. ج. 1. ص. 60. مؤرشف من الأصل في 2025-01-23. {{استشهاد بكتاب}}: تحقق من التاريخ في: |سنة= (مساعدة)
- مُصطفى، إبراهيم؛ الزيَّات، أحمد؛ عبدُ القادر، حامد؛ النجَّار، مُحمَّد (1998). المُعجم الوسيط (ط. الثالثة). القاهرة - مصر: مجمع اللُغة العربيَّة بالقاهرة.
- الأنصاريّ الدمشقيّ، الشيخ أبو عبد الله شمسُ الدين مُحمَّد بن أبي طالب (1998). نُخبة الدهر في عجائب البر والبحر (ط. الثانية). بيروت - لُبنان: دار إحياء التُراث العربي.
- عامر، فاطمة مُصطفى (2000). تاريخ أهل الذمَّة في مصر الإسلاميَّة (من الفتح العربي إلى نهاية العصر الفاطمي). القاهرة - مصر: الهيئة المصريَّة العامَّة للكِتاب.
- الشيَّال، جمالُ الدين (2000). تاريخ مصر الإسلاميَّة، الجُزء الأوَّل. القاهرة - مصر: دار المعارف.
- النيقوسي، الأُسقف يوحنَّا؛ ترجمة وتحقيق: د. عُمر صابر أحمد عبد الجليل (2000). تاريخ مصر لِيُوحنَّا النيقوسي: رؤية قبطيَّة للفتح الإسلامي (ط. الأولى). القاهرة - مصر: عين للدراسات والبُحوث الإنسانيَّة والاجتماعيَّة.
- تروپّو، جيرار (2001). المسيحيَّة في العُقود الإسلاميَّة الأولى: بحثٌ في كتاب: المسيحيَّة عبر تاريخها في المشرق (ط. الأولى). بيروت - لُبنان: مجلس كنائس الشرق الأوسط.
- بو حجر، الأب جوزف (2001). بلورة الفكر المسيحي، مجمعا نيقية والقُسطنطينيَّة. مقال في كتاب المسيحيَّة عبر تاريخها في المشرق (ط. الأولى). بيروت - لُبنان: مجلس كنائس الشرق الأوسط.
- بيشوي، الأنبا (2001). مجمعا أفسس وخلقيدونية. مقال في كتاب المسيحيَّة عبر تاريخها في المشرق (ط. الأولى). بيروت - لُبنان: مجلس كنائس الشرق الأوسط.
- طقّوش، مُحمَّد سُهيل (1424هـ - 2002). تاريخ الخُلفاء الرَّاشدين: الفُتوحات والإنجازات السياسيَّة (ط. الأولى). بيروت - لُبنان: دار النفائس. ISBN:9953181012. {{استشهاد بكتاب}}: تحقق من التاريخ في: |سنة= (مساعدة)
- الكِندي، أبو عُمر مُحمَّد بن يُوسُف بن يعقوب المصري؛ تحقيق: مُحمَّد حسن مُحمَّد حسن إسماعيل، وأحمد فريد المزيدي (1424هـ - 2003). كتاب الوُلاة والقُضاة (ط. الأولى). بيروت - لُبنان: دار الكُتب العلميَّة. {{استشهاد بكتاب}}: تحقق من التاريخ في: |سنة= (مساعدة)
- ديورانت، ول (1423هـ - 2003). قصَّة الحضارة. ترجمة: زكي نجيب محمود وآخرون. بيروت: دار الجيل. مؤرشف من الأصل في 2025-01-23. {{استشهاد بكتاب}}: تحقق من التاريخ في: |سنة= (مساعدة)
- ابن العميد، الشيخ المكين جرجس بن أبي الياسر بن أبي الطيِّب؛ تحقيق: د. عليّ بكر حسن (2010). تاريخ المكين؛ تاريخ المُسلمين من صاحب شريعة الإسلام أبي القاسم مُحمَّد حتى الدولة الأتابكيَّة. القاهرة - مصر: دار العواصم.
- ابن دُقْماق، صارمُ الدين إبراهيم بن مُحمَّد بن أيدمر بن دُقْماق القاهريّ (1309 - 1310هـ). كتاب الإنتصار لِواسطة عقد الأبصار (ط. الأولى). القاهرة - مصر: المطبعة الكُبرى الأميريَّة. {{استشهاد بكتاب}}: تحقق من التاريخ في: |سنة= (مساعدة)
- المسعودي، أبو الحسن عليّ بن الحُسين بن عليّ؛ تحقيق: أسعد داغر (1409هـ). مُروجُ الذهب ومعادن الجوهر. قُم - إيران: دار الهجرة.
- ابن عبد الحكم، أبو القاسم عبدُ الرحمٰن بن عبد الله عبدُ الحكم بن أعيُن القُرشيّ المصريّ (1415هـ). فُتوح مصر والمغرب. القاهرة - مصر: مكتبة الثقافة الدينيَّة.
- النويهي، نادية. تاريخ مصر في العصر البيزنطي، المُحاضرة الخامسة: التنظيمات الحربيَّة والأمن الداخلي في مصر البيزنطيَّة (PDF) (Report). جامعة دمنهور. مؤرشف من الأصل (PDF) في 2022-07-05.

كُتُب ودوريَّات باللُغات الأجنبية:
- De Sacy, Antoine (1810). Relation de l’Egypte par Abd al-Latif, Paris (بالفرنسية).
- Jean de Nikiou (1883). La Chronique de Jean de Nikioû (بالإنجليزية). Translated by H. Zotenberg. Paris. Archived from the original on 2022-12-11.{{استشهاد بكتاب}}:  صيانة الاستشهاد: مكان بدون ناشر (link)
- Amélineau, Émile (1889). Fragmentes coptes pour servir à l'histoire de la conquête de l'Egypte les Arabes (بالفرنسية). Paris: Imprimerie nationale.{{استشهاد بكتاب}}:  صيانة الاستشهاد: ref duplicates default (link)
- "In Medieval and Modern Times". The Jewish Encyclopedia (بالإنجليزية). 1925. Archived from the original on 2022-12-11.
- Vasiliev, Alexander Alexandrovich (1928–1935). History of the Byzantine Empire (بالإنجليزية). ISBN:0-299-80925-0. Archived from the original on 2017-10-12.
- Munier, Henri; Wiet, Gaston (1932). L'Égypte byzantine de Dioclétien à la conquête arabe (بالإنجليزية). Paris: L'Institut Francais d'archeologie orientale.
- Ostrogorsky, George Alexandrovič (1969). History of the Byzantine state (بالإنجليزية). translated from the German by Joan Hussey ; with a foreword by Peter Charanis. New Brunswick, NJ: Rutgers University. ISBN:0813505992.
- Kasher, Aryeh [بالإنجليزية] (1985). The Jews in Hellenistic and Roman Egypt: The Struggle for Equal Rights (PDF) (بالإنجليزية) (الإنگليزيَّة المُراجعة ed.). Tübingen: J. C. B. Möhr (Paul Siebeck). ISBN:3161448294. Archived from the original (PDF) on 2022-12-11.
- Butler, Alfred J. (1992). The Arab Invasion of Egypt: And the Last 30 Years of the Roman Dominion (بالإنجليزية). Hunlock Creek, PA. USA: EWorld Inc. ISBN:9781881316060.{{استشهاد بكتاب}}:  صيانة الاستشهاد: ref duplicates default (link)
- Bellinger, Alfred Raymond؛ Grierson, Philip (1992). Catalogue of the Byzantine coins in the Dumbarton Oaks Collection and in the Whittemore Collection, Volume 2, Parts 1–2. Dumbarton Oaks. ISBN:0-88402-024-X.
- Samir, Khalil Samir, ed. (2003). "L'utilisation d'al-Qifṭī par la Chronique arabe d'Ibn al-'Ibrī († 1286), Actes du IIe symposium syro-arabicum (Sayyidat al-Bīr, septembre 1998)". Parole de l’Orient (بالفرنسية). 28.{{استشهاد بدورية محكمة}}:  صيانة الاستشهاد: ref duplicates default (link)
- Trumble, Kelly; MacIntyre Marshall, Robina (2003). The Library of Alexandria (بالإنجليزية). Houghton Mifflin Harcourt. ISBN:978-0395758328.
- MacLeod, Roy (2004). The Library of Alexandria: Centre of Learning in the Ancient World (بالإنجليزية) (2 ed.). I.B.Tauris. ISBN:978-1850435945.
- Palme, Bernhard (2007). Bagnall, Roger S. (ed.). Egypt in the Byzantine World, 300-700 (بالإنجليزية). Cambridge University Press. ISBN:0521871379. Archived from the original on 2014-06-22.{{استشهاد بكتاب}}:  صيانة الاستشهاد: ref duplicates default (link)

## وصلات خارجيَّة
- فتح مصر، موقع قصة الإسلام، د. راغب السرجاني.
- مصر في عهد عمرو بن العاص، موقع قصَّة الإسلام.
- شيخ الأزهر في ندوة علميَّة: فتحُ الإسلام لِمصر كان نورًا بعد طول ظلام، جريدة الأهرام المصرية، 17 يوليو 2000، العدد 41496.
- عمرو بن العاص وكنيسه مرقس الرسول، بقلم : أ.د. نبيل لوقا بباوي، جريدة الأهرام المصرية، 22 يناير 2004م، العدد 42780.
- قدرنا أن نعيش معا!، بقلم : فهمي هويدي، جريدة الأهرام المصرية، 1 ديسمبر 1998، العدد 40902.